# Średniowiecze

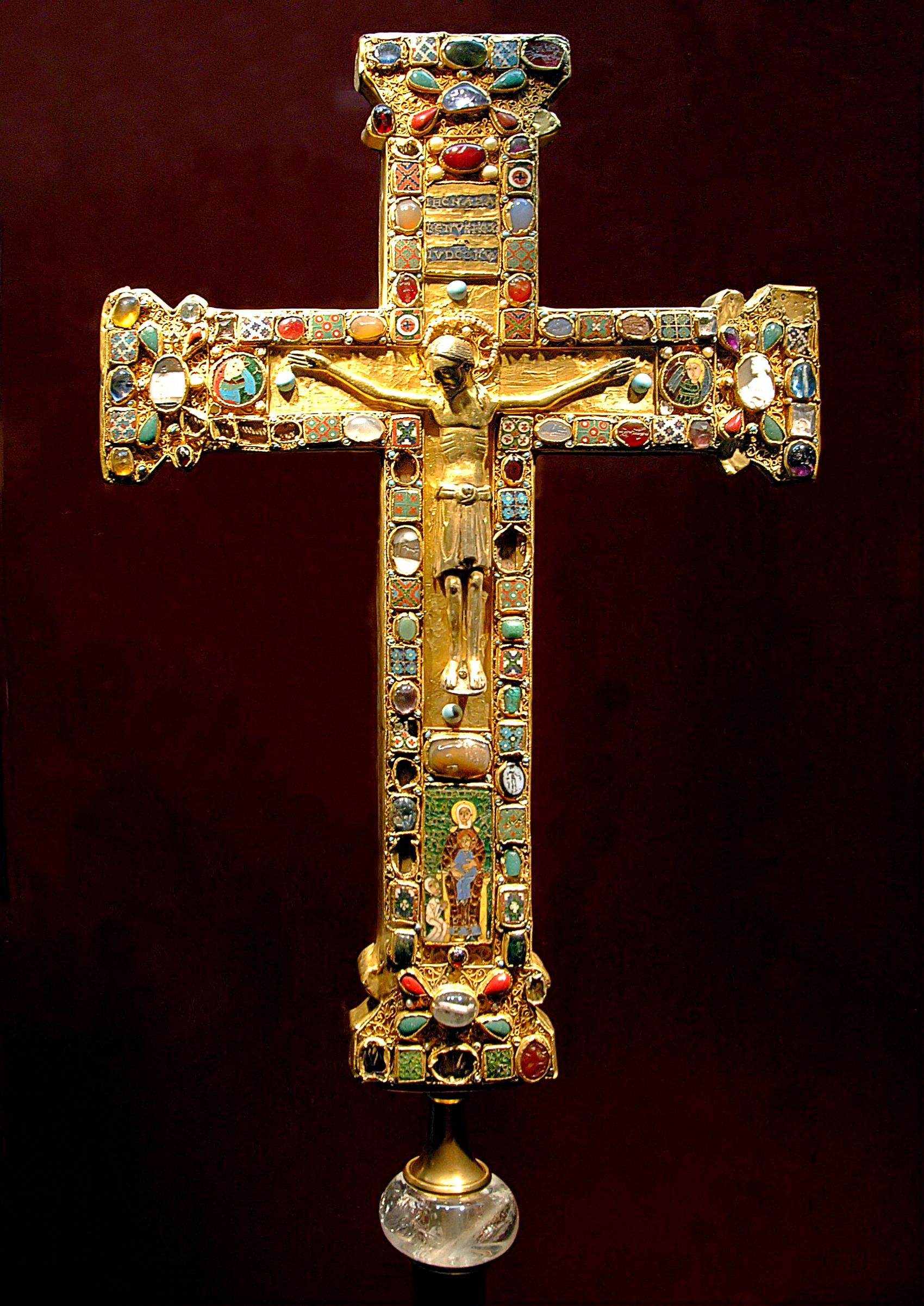
Krzyż Matyldy wykonany ku czci Matyldy II, opatki klasztoru w Essen w latach 973–1011. Na emaliowanej plakietce ukazana jest Matylda klęcząca przed Maryją z Dzieciątkiem Jezus. Wykonany na zlecenie opatki Teofano ok. 1050, jest przykładem crux gemmata. Zastosowano przy jego wykonaniu kilka technik znanych już w średniowieczu takich jak figuratywizm, odlewnictwo, filigran, emaliowanie, obróbkę kamieni szlachetnych i ich osadzanie w metalu, a także użycie kamei i gemm.

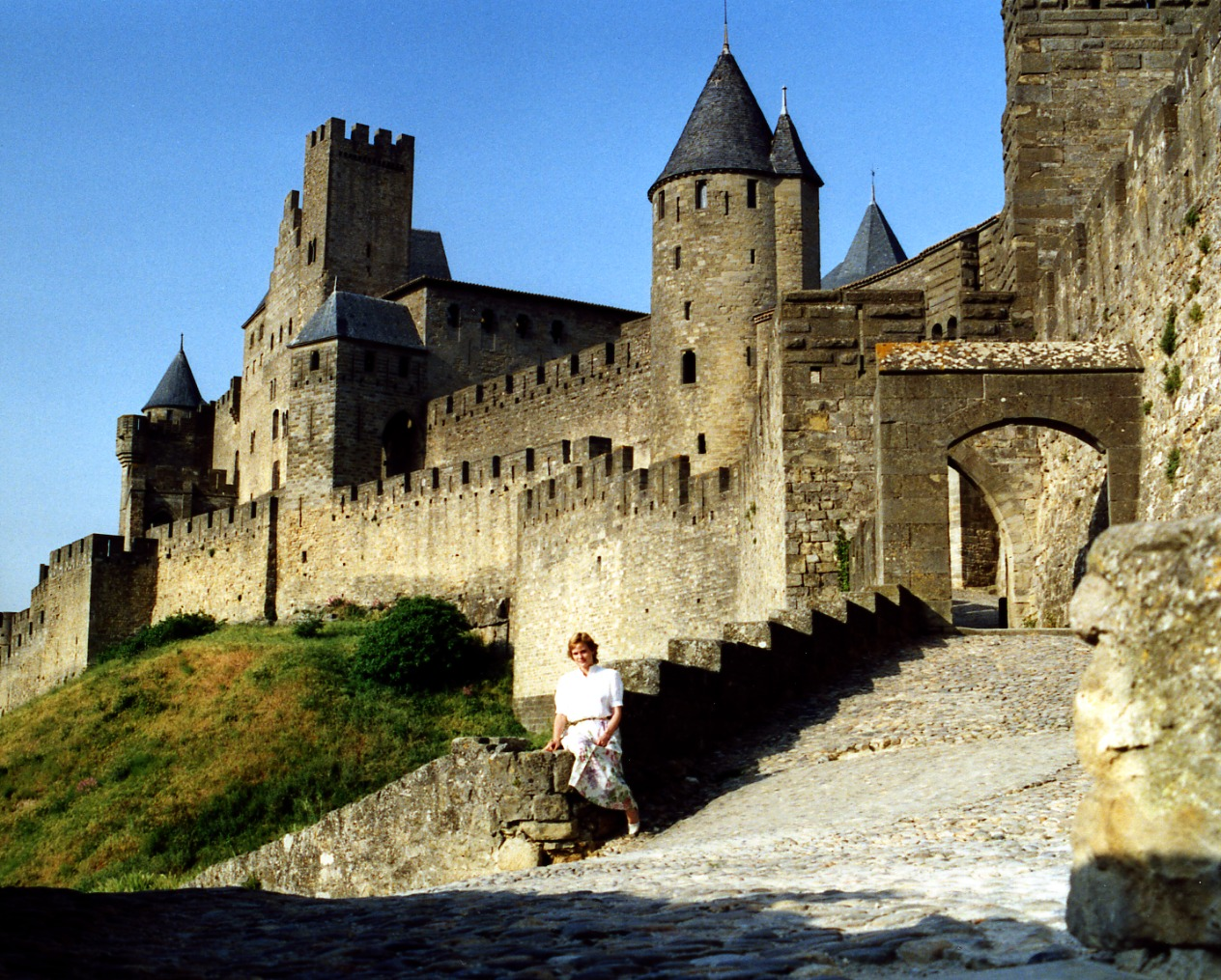
Fortyfikacje Carcassonne (1992)

Średniowiecze – epoka w historii Europy trwająca od V do XV wieku, która rozpoczęła się wraz z upadkiem cesarstwa zachodniorzymskiego (476 r.) i trwała do epoki renesansu i wielkich odkryć geograficznych (1492 r.). Jest środkowym okresem w tradycyjnym podziale historii Europy na starożytność, średniowiecze i nowożytność. Dzieli się na wczesne, pełne (dojrzałe) i późne średniowiecze.
Schyłek starożytności i początek średniowiecza charakteryzowały się spadkiem liczby ludności, upadkiem miast i najazdami plemion barbarzyńskich. Na gruzach cesarstwa zachodniorzymskiego plemiona barbarzyńskie (w tym różne ludy germańskie) tworzyły nowe państwa. W VII wieku Afryka Północna i Bliski Wschód, będące dotąd częścią cesarstwa wschodniorzymskiego (Cesarstwa Bizantyńskiego), zostały podbite przez Arabów i stały się częścią kalifatu. Chociaż nastąpiła znacząca zmiana stosunków społecznych i struktur politycznych, nie doszło do całkowitego zerwania z dziedzictwem starożytności. Cesarstwo Bizantyńskie przetrwało i nadal było znaczącą siłą. Kodeks Justyniana (zbiór prawa rzymskiego) miał istotny wpływ na rozwój średniowiecznego prawodawstwa. Na zachodzie Europy większość nowo powstałych królestw zaadaptowała niektóre z nadal istniejących rzymskich instytucji. W miarę rozprzestrzeniania się chrześcijaństwa były zakładane klasztory. Frankowie pod władzą Karolingów stworzyli imperium obejmujące pod koniec VIII i na początku IX wieku większość zachodniej Europy. Imperium Karolińskie rozpadło się w wyniku walk wewnętrznych i towarzyszącym im najazdów: wikingów z północy, Węgrów ze wschodu i Saracenów z południa.
W okresie pełnego średniowiecza (które zaczęło się w XI wieku) znacznie wzrosła liczba ludności Europy. Było to wynikiem rozwoju technologii i rolnictwa, co w połączeniu ze zmianą klimatu w okresie średniowiecznego optimum klimatycznego pozwoliło na wzrost plonów i rozwój handlu. Stosunki społeczne opierały się na systemie lennym, w którym – w zamian za lenno – wasal był zobowiązany do świadczeń wojskowych na rzecz seniora, oraz poddaństwie chłopów, którzy byli zobowiązani do świadczenia danin i pracy na rzecz feudałów. W celu odzyskania z rąk muzułmanów znajdującej się na Bliskim Wschodzie Ziemi Świętej organizowano od XI do XIII wieku wyprawy zbrojne katolickiego rycerstwa – krucjaty. Pierwsza krucjata została ogłoszona w 1095 roku, podczas synodu w Clermont. W tym okresie zaczęły się tworzyć scentralizowane państwa narodowe. Życie intelektualne tego okresu było zdominowane przez scholastykę – filozofię uzasadniającą prawdy wiary. Powstawały pierwsze uniwersytety. Do wybitnych osiągnięć średniowiecza należały filozofia Tomasza z Akwinu, malarstwo Giotta, poezja Dantego i Chaucera, podróże Marca Pola i architektura gotyckich katedr (np. w Chartres).
W okresie późnego średniowiecza klęski głodu, zarazy i wojny spowodowały znaczny spadek liczby ludności Europy; pomiędzy 1347 a 1350 czarna śmierć przyczyniła się do śmierci około 1/3 ówczesnej populacji Europy. Wojnom pomiędzy państwami, wojnom domowym i buntom chłopskim towarzyszyły spory, herezje i wielka schizma w Kościele katolickim. Zmiany w kulturze i technologii przekształciły społeczeństwa europejskie, oznaczając kres średniowiecza i początek dziejów nowożytnych.

## Etymologia i periodyzacja
Średniowiecze jest jedną z trzech głównych epok w tradycyjnym (najbardziej trwałym i rozpowszechnionym) podziale historii Europy na starożytność, średniowiecze i historię nowożytną.
Państwa powstałe na gruzach cesarstwa rzymskiego łączyła ze sobą tradycja rzymska oraz więzy gospodarczo-kulturowe. Z biegiem czasu granice wpływu kulturowego i politycznego sukcesorów Rzymu poszerzyły się i objęły terytoria germańskie, słowiańskie i stepy nadczarnomorskie. W historiografii nie ma zgody co do miejsca świata arabskiego w zasięgu wpływów łacińskich. Terytorialnie cywilizacja arabska rozwinęła się w znacznym stopniu na obszarze dawnego imperium i przejęła w dużej mierze dorobek kulturowy rzymsko-bizantyński.
W czasach, gdy w Europie trwało średniowiecze, świat składał się z kilku kręgów cywilizacyjnych na różnych kontynentach. Kontakty między nimi były nikłe, a różnice kulturowe duże, więc nie powinno się rozpatrywać historii kultur spoza obrębu kultury śródziemnomorskiej przez pryzmat średniowiecza.

### Początki i rozwój pojęcia średniowiecza
Średniowieczni autorzy dzielili historię na takie okresy jak „Sześć epok” (za Państwem Bożym św. Augustyna) lub „Cztery królestwa” (za Księgą Daniela) i uważali swoje czasy za ostatni okres dziejów przed nadejściem końca świata. Kiedy mówili o czasach, w których żyli, określali je jako „współczesne”. W latach 30. XIV wieku humanista i poeta Petrarka określał czasy przedchrześcijańskie jako antiqua („stare”, „starożytne”), a erę chrześcijańską jako nova („nowe”, „nowożytne”) . Leonardo Bruni był pierwszym historykiem, który zastosował podział historii na trzy epoki w swoim dziele Historiae Florentini populi (1442). Bruni i późniejsi historycy uważali, że Włochy zmieniły się od czasów Petrarki i dlatego dodawali trzecią epokę. Termin „średniowiecze” pojawił się po raz pierwszy w języku łacińskim w 1469 jako media tempestas. Na początku było w użyciu kilka wariantów tego terminu, w tym medium aevum po raz pierwszy użyte w 1604 i media saecula w 1625. Nazwa dyscypliny historycznej zajmującej się zagadnieniami epoki średniowiecza (mediewistyka) wywodzi się z łacińskiego określenia średniowiecza medium aevum. Po podziale historii na starożytność, średniowiecze i czasy nowożytne, wprowadzonym przez niemieckiego historyka Christopha Cellariusa (Christoph Martin Keller, 1638–1707) w jego dziele Historia universalis…, podział ten stał się standardem periodyzacji historii. Cellarius w swojej Historia universalis… określił granice czasowe średniowiecza: od wstąpienia Konstantyna Wielkiego na tron w 306 roku do upadku Konstantynopola w roku 1453. Cezura ta budzi zastrzeżenia wielu badaczy, którzy podają inne daty graniczne, a nawet całe okresy przejściowe.
Płynność ram czasowych średniowiecza wynika przede wszystkim z różnego tempa rozwojowego zjawisk, które uważane są za konstytuujące całą epokę. Historia Kościoła średniowiecznego rozpoczęła się wraz z równouprawnieniem chrześcijaństwa z innymi religiami przez Konstantyna Wielkiego (306–337), zaś zakończyła albo wraz z początkiem niewoli awiniońskiej (1309), albo w chwili wystąpienia Marcina Lutra (1517), albo w czasie soboru trydenckiego (1545–1563). Natomiast epoka cesarstwa średniowiecznego na Zachodzie rozpoczęła się wraz z koronacją cesarską Karola Wielkiego (800), a zakończyła wraz ze śmiercią Fryderyka II (1250). Za koniec średniowiecza i początek czasów nowożytnych uznawane jest również wynalezienie druku. W literaturze dominuje jednak periodyzacja oparta na przemianach politycznych.

### Ramy czasowe średniowiecza
Najczęściej podawaną datą początku średniowiecza jest rok 476. Data ta została użyta po raz pierwszy przez Bruniego. Był to rok detronizacji ostatniego cesarza zachodniorzymskiego Romulusa Augustulusa. Dla Europy jako całości za datę końcową średniowiecza jest często uważany rok 1500, ale nie ma powszechnie uznawanej daty końca tej epoki. W zależności od kontekstu za koniec średniowiecza uznawane są takie wydarzenia jak pierwsza wyprawa Krzysztofa Kolumba do Ameryki (1492), zdobycie Konstantynopola przez Turków (1453) lub początek reformacji (1517). Angielscy historycy za koniec średniowiecza często uznają bitwę pod Bosworth (1485). Dla Hiszpanii powszechnie stosowane daty to śmierć króla Ferdynanda II Aragońskiego (1516), śmierć królowej Izabeli I Kastylijskiej (1504) lub zdobycie Grenady (1492), kończące okres rekonkwisty.
Historycy francuscy, włoscy, hiszpańscy i portugalscy dzielą najczęściej średniowiecze na wczesne i późne. Historycy brytyjscy, niemieccy i amerykańscy przeważnie dzielą je na „wczesne”, „pełne” i „późne”. W XIX wieku całe średniowiecze często określano jako „wieki ciemne”, lecz po przyjęciu podziału czasowego średniowiecza określeniem tym potocznie posługują się niektórzy historycy w stosunku do wczesnego średniowiecza.

## Późne cesarstwo rzymskie

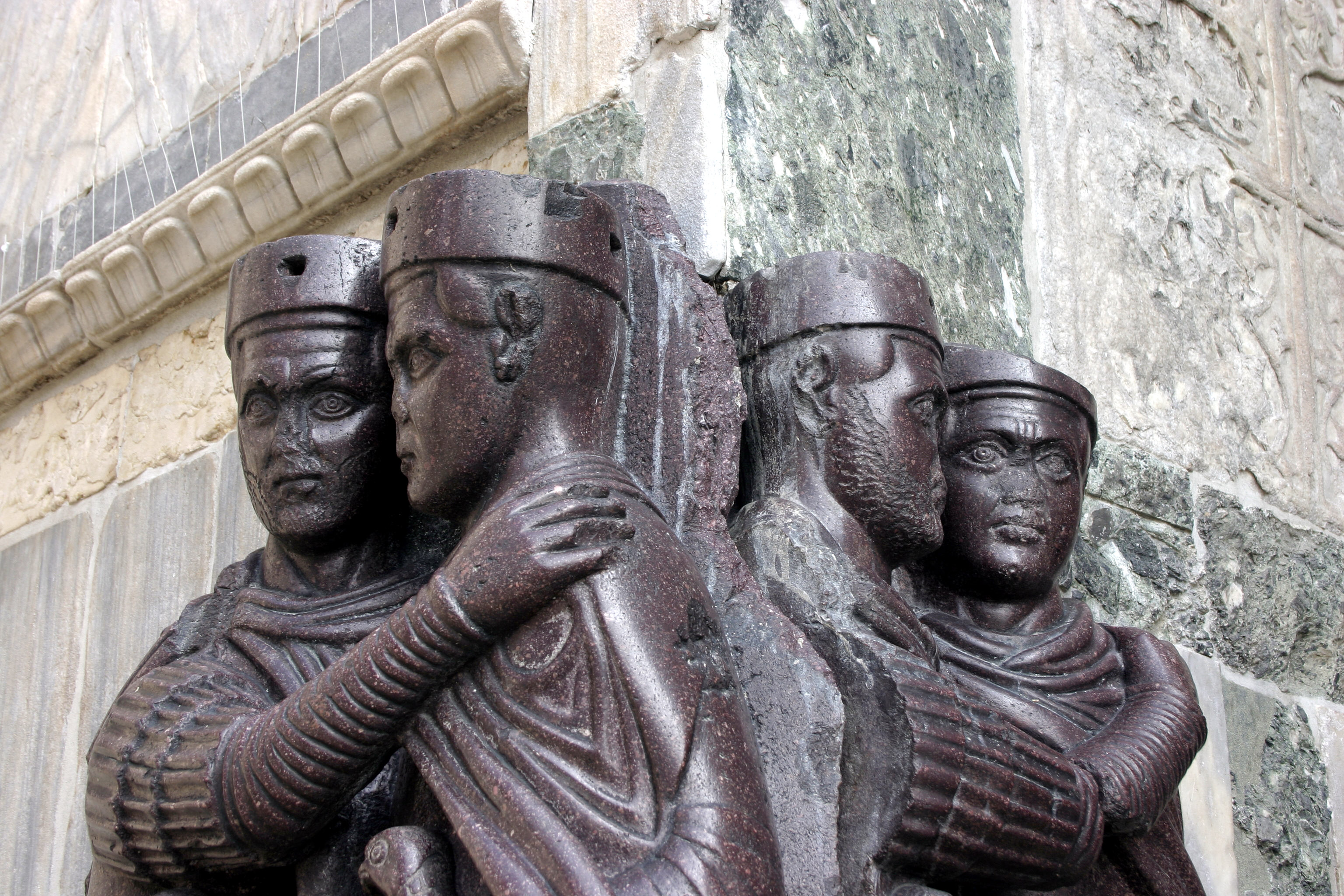
Grupa tetrarchów; posąg z okresu późnego cesarstwa rzymskiego, Wenecja

Cesarstwo rzymskie osiągnęło największy zasięg terytorialny w II wieku n.e.; w następnych dwóch wiekach stopniowo traciło kontrolę nad najdalej położonymi ziemiami. W III wieku n.e. nastąpił największy kryzys polityczny i wojskowy w dotychczasowej historii cesarstwa, objawiający się szybko następującymi po sobie zmianami cesarzy, którzy zdobywali władzę najczęściej drogą przewrotu wojskowego, po czym sami ginęli w wyniku kolejnego przewrotu. Jego następstwem był kryzys gospodarczy, przejawiający się w wysokiej inflacji, spowodowanej przez bicie coraz większej ilości monet o coraz niższej zawartości kruszcu. W tym okresie systematycznie rosły wydatki wojskowe, głównie ze względu na wojny z Persją, które rozgorzały w połowie III wieku. Armia powiększyła się dwukrotnie, a kawaleria i mniejsze jednostki wojskowe (vexillationes) zastępowały legiony w roli podstawowych jednostek taktycznych. Wzrost wydatków cesarstwa prowadził do zwiększania obciążeń podatkowych i zmniejszania się liczby kuriałów (członków rad miejskich, którzy odpowiadali swoim majątkiem za zebranie podatków centralnych) ze względu na unikanie przez przedstawicieli elit lokalnych sprawowania urzędów w ich rodzinnych miastach. Aby zaspokoić potrzeby wojska, następował rozrost biurokracji centralnej, co prowadziło do skarg ludności cywilnej, że w cesarstwie jest więcej poborców podatkowych niż płatników podatków.
Cesarz Dioklecjan podzielił w 286 r. cesarstwo na dwie niezależnie administrowane części: wschodnią i zachodnią; jego władcy i mieszkańcy nie uważali cesarstwa za podzielone, ponieważ akty prawne i decyzje administracyjne wydawane w jednej części cesarstwa były uznawane w drugiej. System ten, który ostatecznie polegał na jednoczesnym sprawowaniu władzy przez dwóch cesarzy „augustów” i dwóch podlegających im władców niższej rangi „cezarów”, nazywany jest tetrarchią. Po zwycięstwie w wojnie domowej Konstantyn I Wielki założył w 330 r. nową stolicę Konstantynopol (na miejscu greckiego miasta Bizancjum). Reformy Dioklecjana przyniosły usprawnienie i zwiększenie administracji, wzrost podatków i armii. Nie rozwiązało to jednak podstawowych problemów, przed którymi stało cesarstwo: nadmiernych obciążeń podatkowych, zmniejszania się liczby ludności i naporu na granice. Wojny domowe między rywalami o tron cesarski – częste w połowie IV wieku – powodowały odwoływanie wojsk znad granic cesarstwa, co umożliwiało barbarzyńcom wkraczanie na jego terytorium. W IV wieku narastało rozwarstwienie społeczne i następował upadek mniejszych ośrodków miejskich. Od II do V wieku stopniowo następowało upowszechnienie się w cesarstwie religii chrześcijańskiej – ostatecznie stała się ona religią państwową.
W 376 r. cesarz Walens zgodził się na osiedlenie się Gotów (uciekających przed Hunami) w rzymskiej Tracji na Bałkanach. Akcja osiedleńcza napotykała trudności, występowały trudności aprowizacyjne, Goci głodowali. Rzymscy urzędnicy i dowódcy wojskowi przywłaszczyli sobie przeznaczoną dla Gotów żywność oraz inne zaopatrzenie i zaczęli je im sprzedawać. Bunt wybuchnął, gdy jeden z rzymskich dowódców zaprosił na ucztę gockich przywódców i usiłował wziąć ich jako zakładników. Goci zaczęli grabież okolicznych mieszkańców. Walens osobiście dowodził wojskami usiłującymi stłumić powstanie, jednak 9 sierpnia 378 armia rzymska została pokonana w bitwie pod Adrianopolem, w której zginął również cesarz. Oprócz najazdów ludów barbarzyńskich z północy cesarstwu zagrażały również konflikty wewnętrzne, w tym także wewnątrz kościoła chrześcijańskiego. Od początku V wieku Goci zaczęli najeżdżać cesarstwo zachodniorzymskie i chociaż początkowo zostali odparci, w 410 r. zdobyli i złupili Rzym. W 406 r. Alanowie, Wandalowie i Swebowie wkroczyli do Galii; przez trzy kolejne lata pustoszyli jej terytorium, a w 409 r. przekroczyli Pireneje i zaczęli podbój Półwyspu Iberyjskiego. Również inne plemiona (początkowo głównie germańskie) uczestniczyły w wielkiej wędrówce ludów. Frankowie, Alamanowie i Burgundowie osiedlili się w Galii, podczas gdy Anglowie, Sasi i Jutowie w Brytanii. W latach 30. V wieku cesarstwo zaczęli najeżdżać Hunowie; ich wódz Attyla najechał Bałkany w 442 i 447 r., Galię w 451 i Italię w 452 r. Zagrożenie ze strony Hunów trwało aż do śmierci Attyli w 453 r. Po jego śmierci konfederacja plemion huńskich rozpadła się. Wielka wędrówka ludów całkowicie zmieniła stosunki polityczne i doprowadziła do zmian etnicznych na terenach zajmowanych dotąd przez zachodnie cesarstwo rzymskie.
Do końca V wieku zachodnia część cesarstwa została podzielona na mniejsze państwa rządzone przez plemiona, które najechały ich ziemie na początku wieku. Obalenie w 476 r. Romulusa Augustulusa – ostatniego cesarza zachodniej części cesarstwa – jest uważane za symboliczną datę upadku cesarstwa zachodniorzymskiego. Czasami podawana jest jako alternatywna data rok 480. W tym roku zginął poprzednik Romulusa Augustulusa – Juliusz Nepos. Juliusz Nepos nadal twierdził, że jest cesarzem zachodniorzymskim (i był uznawany przez cesarza wschodniorzymskiego), pomimo że od 475 r. zdołał utrzymać tylko Dalmację. Po upadku swojego zachodniego odpowiednika cesarstwo wschodniorzymskie (często obecnie nazywane Cesarstwem Bizantyńskim) nie miało środków, aby przejąć kontrolę nad utraconymi ziemiami zachodnimi. Cesarze bizantyńscy podtrzymywali roszczenia do tych ziem i żaden z królów na zachodzie nie przyjął tytułu cesarza, lecz nie mogli kontrolować większości zachodniej części cesarstwa; jedynym wyjątkiem były podboje Justyniana I Wielkiego i tymczasowe odzyskanie Italii i wybrzeży Morza Śródziemnego.

## Wczesne średniowiecze

### Nowe społeczeństwa

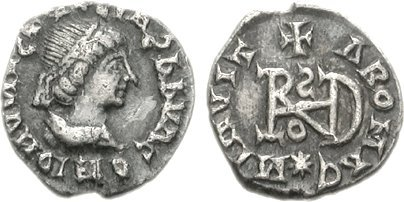
Moneta Teodoryka Wielkiego

Struktura polityczna zachodniej Europy zmieniła się wraz z ostatecznym podziałem cesarstwa rzymskiego. Chociaż działania ludów barbarzyńskich w tym okresie są zazwyczaj określane jako „inwazja”, nie były one wyłącznie ekspedycjami o charakterze wojskowym, lecz miały charakter migracji całych plemion na terytorium cesarstwa. Sprzyjała tym migracjom niechęć rzymskich elit zachodniej części cesarstwa do wspierania armii i płacenia podatków niezbędnych do opłacenia wojska, które mogłoby powstrzymać najazdy. W V wieku faktyczną władzę w cesarstwie często sprawowali dowódcy wojskowi tacy jak Stylicho (zm. 408), Aspar (zm. 471), Rycymer (zm. 472) czy Gundobad (zm. 516), którzy byli pochodzenia barbarzyńskiego lub pochodzili z małżeństw mieszanych. Po upadku cesarstwa zachodniorzymskiego królowie stojący na czele królestw powstałych na jego gruzach często również pochodzili z małżeństw mieszanych, które były powszechne pomiędzy członkami rodzin królewskich ludów barbarzyńskich i elit rzymskich. Prowadziło to do wzajemnego przenikania się kultury rzymskiej i zwyczajów najeźdźców, w tym tingów, zgromadzeń wolnych mężczyzn, które dawały im więcej praw politycznych, niż mieli obywatele rzymscy w czasach cesarstwa. Artefakty pozostawione przez Rzymian i najeźdźców są często podobne, a wyroby plemienne były często wzorowane na rzymskich. Nauka i piśmiennictwo nowo powstałych królestw w większości bazowały na tradycjach rzymskich. Istotną zmianą była stopniowa utrata dochodów podatkowych przez nowe państwa. Wiele z nich nie płaciło swoim żołnierzom żołdu, lecz przydzielało im ziemie lub czynsze. Oznaczało to mniejsze zapotrzebowanie na wysokie wpływy podatkowe i sprawiło, że rzymski system podatkowy zaniknął. Wojny domowe i między państwami stały się codziennością w tym okresie. Zmniejszyła się liczba niewolników ze względu na ich mniejszą podaż i zanik miast.
Między V a VIII wiekiem nowe ludy i wybitne jednostki wypełniły polityczną próżnię pozostawioną przez upadające zachodnie cesarstwo rzymskie. Pod koniec V wieku Italię podbili i osiedlili się w niej Ostrogoci pod wodzą Teodoryka Wielkiego (zm. 526). Utworzył on królestwo, które charakteryzowało się istnieniem współdziałających co najmniej do końca jego panowania administracji rzymskiej i gockiej. Burgundowie osiedlili się w Galii i po zniszczeniu ich królestwa przez Hunów w 436 utworzyli nowe królestwo w latach 40. V wieku. Od końca V wieku aż do podboju przez Franków w 534 Królestwo Burgundii zajmowało obszary pomiędzy dzisiejszymi miastami: Genewą i Lyonem. Północna Galia dzieliła się na małe królestwa utworzone przez Franków i Brytów. Centrum królestwa Franków znajdowało się w północno-wschodniej Galii, a pierwszym jego królem, o którym nauka posiada bardziej szczegółowe informacje, był Childeryk I (zm. 481) – jego grób odkryty w 1653 zawierał bogate dary grobowe, w tym broń i duże ilości złotych wyrobów. Za panowania jego syna Chlodwiga I (zm. 511) królestwo znacznie poszerzyło swoje granice i przyjęło chrześcijaństwo. Brytowie, pochodzący z Brytanii, osiedlili się na terenach dzisiejszej Bretanii, która wzięła od nich swoją nazwę. Swoje państwa utworzyli również Wizygoci w Hiszpanii, Swebowie w północno-zachodniej Hiszpanii i Wandalowie w północnej Afryce. W VI wieku w północnej Italii osiedlili się Longobardowie i utworzyli kilkanaście księstw, których władcy okazjonalnie wybierali króla, który sprawował nad nimi władzę zwierzchnią. W końcu VI wieku została ustanowiona stała monarchia.
Inwazja spowodowała napływ nowych grup etnicznych na tereny byłego cesarstwa rzymskiego, chociaż był on nierównomierny. Np. w Galii barbarzyńcy osiedlali się głównie w jej północno-wschodniej części. Słowianie zasiedlili centralną i wschodnią Europę oraz Półwysep Bałkański. W zachodniej Europie język łaciński był stopniowo wypierany przez wywodzące się z niego języki romańskie. Był to stopniowy proces, który zajął wiele stuleci. Język grecki pozostał podstawowym językiem używanym w cesarstwie bizantyńskim, lecz w wyniku migracji Słowian języki słowiańskie rozprzestrzeniły się we wschodniej Europie.

### Początki Cesarstwa Bizantyńskiego

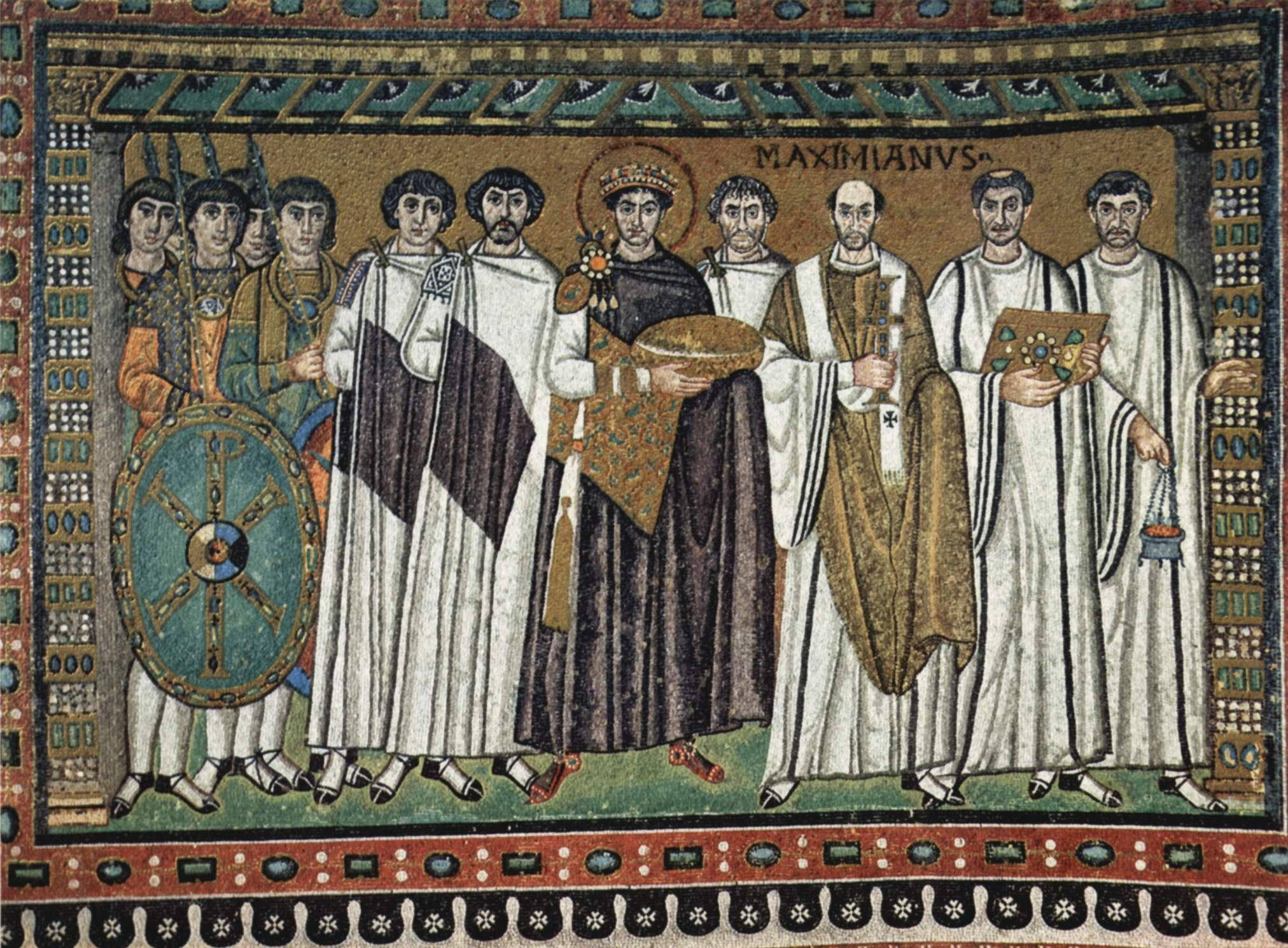
Cesarz Justynian I Wielki wraz z biskupem Rawenny, dworzanami i strażą pałacową. Mozaika z bazyliki San Vitale w Rawennie

Gdy w zachodniej Europie powstawały nowe królestwa, wschodnia część cesarstwa rzymskiego zdołała uniknąć rozpadu i przeżywała okres ożywienia gospodarczego, które trwało do początków VII wieku. Barbarzyńcy najeżdżali głównie prowincje bałkańskie. Przez większość V wieku trwał pokój z Persją, odwiecznym rywalem cesarstwa. Cesarstwo Bizantyńskie cechowały bliskie związki między państwem i Kościołem chrześcijańskim, a spory doktrynalne wśród chrześcijan miały duży wpływ na jego politykę wewnętrzną. Prace legislacyjne obejmowały między innymi kodyfikację prawa rzymskiego; pierwszy kodeks – Kodeks Teodozjański (łac. Codex Theodosianus) – został ukończony w 438. Za panowania cesarza Justyniana (527–565) nastąpiła kolejna kompilacja prawa – jej efektem był Kodeks Justyniana (łac. Codex Iustinianus). Został wybudowany kościół Hagia Sophia w Konstantynopolu. Wojska cesarskie odbiły Afrykę Północną z rąk Wandalów i Italię z rąk Ostrogotów. Wojskami cesarskimi dowodził Belizariusz (zm. 565). Podbój Italii nie został zakończony, ponieważ epidemia dżumy osłabiła cesarstwo i spowodowała, że przez resztę panowania Justyniana I Bizancjum koncentrowało się bardziej na obronie swojego terytorium niż na dalszych podbojach. W chwili śmierci Justyniana I Bizancjum władało większością terytorium Italii, Północną Afryką i niewielką częścią południowej Hiszpanii. Wielu późniejszych historyków uważało, że podboje Justyniana I spowodowały nadmierne rozproszenie sił cesarstwa i ułatwiły późniejsze podboje arabskie, ale wiele z trudności, którym musieli stawić czoło jego następcy, wynikało nie tyle z nadmiernego opodatkowania związanego z finansowaniem tych wojen, lecz z cywilnego charakteru imperium, który utrudniał zwiększenie armii.
Kolejne zagrożenie dla Cesarstwa Bizantyńskiego stanowił napływ Słowian na Bałkany. Początkowo był niewielki, lecz już w latach 40. VI wieku plemiona słowiańskie znajdowały się w Tracji i Ilirii, a w 551 pokonały armię cesarską w pobliżu Adrianopola. W latach 60. VI wieku Awarowie rozpoczęli ekspansję ze swoich siedzib na północ od Dolnego Dunaju; pod koniec VI wieku stali się dominującą siłą w centralnej Europie i zmuszali cesarstwo do płacenia trybutu. Ich państwo pozostało znaczącą siłą w tym regionie aż do 796. Cesarz Maurycjusz (582–602) wmieszał cesarstwo w walkę o następstwo tronu w Persji, interweniując na rzecz Chosrowa II. Doprowadziło to do kilkunastoletniego okresu pokoju, jednak gdy z kolei cesarz Maurycjusz został obalony i zamordowany, Persowie zaatakowali cesarstwo i na początku panowania cesarza Herakliusza (610–641) kontrolowali znaczne obszary cesarstwa, w tym Egipt, Syrię i Azję Mniejszą. Herakliusz pokonał Persów i w traktacie pokojowym w 628 przywrócono dotychczasowe granice obu państw.

### Społeczeństwa zachodniej Europy

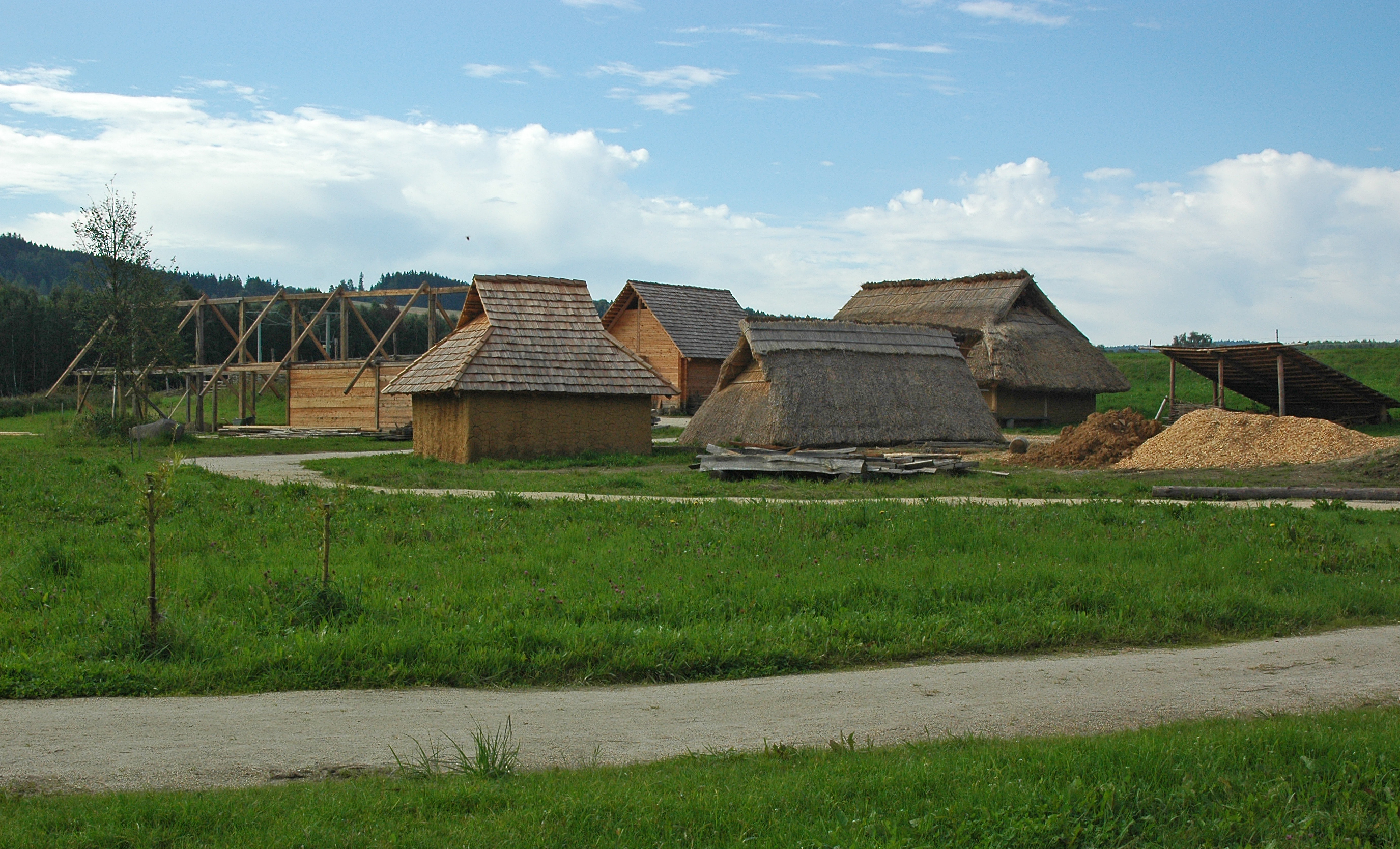
Rekonstrukcja wczesnośredniowiecznej bawarskiej wsi

W zachodniej Europie część rzymskich rodzin arystokratycznych wymarła, natomiast inne stały się bardziej związane ze sprawami Kościoła niż ze sprawowaniem władzy świeckiej. Znacznie zmniejszyło się znaczenie klasycznego wykształcenia oraz znajomość nauki i literatury klasycznej, która praktycznie zanikła. Umiejętność czytania i pisania nadal była ceniona, stała się ona jednak bardziej umiejętnością praktyczną niż oznaką statusu społecznego. W IV wieku św. Hieronim (zm. 420) miał sen, w którym Bóg upominał go, że poświęca więcej czasu na studiowanie Cycerona niż Biblii. W VI wieku Grzegorz z Tours (zm. 594) miał podobny sen, ale był upominany nie za czytanie Cycerona, lecz za naukę stenografii. Pod koniec VI wieku głównymi środkami oddziaływania Kościoła na wiernych stały się muzyka i sztuka, a nie książki. Większość ówczesnych utworów literackich naśladowała wzorce klasyczne, jednak powstawały również dzieła oryginalne wraz z niezachowanymi do dziś utworami przekazywanymi w formie ustnej. Pisma Sydoniusza Apolinarego (zm. 489), Kasjodora (zm. ok. 585) i Boecjusza (zm. ok. 525) były typowe dla tego okresu.
Kultura arystokratyczna wyrażała się bardziej poprzez wystawne uczty na dworach niż przez twórczość literacką. Arystokracja podkreślała swój status, nosząc ozdoby ze złota i klejnotów. Królowie i władcy utrzymywali drużyny wojowników, którzy tworzyli podstawową siłę zbrojną tego okresu. Składały się one z młodych mężczyzn, którzy mieli być wierni swojemu władcy. Jeżeli ich władca poległ w walce, oni również powinni byli walczyć do końca. Wśród arystokracji duże znaczenie przypisywano więziom rodzinnym, jak również do lojalności, odwagi i honoru. Prowadziło to do powszechnego występowania waśni rodowych wśród arystokracji. Ich przykłady w Galii Merowingów opisywał Grzegorz z Tours. Większość waśni kończyła się jednak wypłatą odszkodowania. Wśród arystokracji kobiety pełniły przede wszystkim rolę żon i matek, przy czym rola matek władców była szczególnie widoczna w Galii Merowingów. Ze względu na mniejszą liczbę niepełnoletnich władców w społeczeństwie anglosaskim mniejsza była rola królowych matek, lecz było to kompensowane rolą kobiet jako opatek klasztorów. Wydaje się, że tylko w Italii kobiety zawsze pozostawały pod ochroną i kontrolą męskiego członka rodu.
O życiu chłopów przetrwało znacznie mniej informacji niż o życiu arystokracji. Większość informacji dostarcza archeologia (pozostało niewiele dokumentów opisujących życie chłopów, pochodzących sprzed IX wieku). Większość pisemnych informacji pochodzi z kodeksów lub od pisarzy z klas wyższych. Struktura własności ziemskiej różniła się na poszczególnych obszarach; na niektórych obszarach dominował rozproszony układ pól, z kolei na innych przeważał system otwartego pola. Różnice te przyczyniały się do różnorodności chłopskich społeczeństw. Jedne były zdominowane przez właścicieli ziemskich, inne posiadały znaczny zakres autonomii. Struktura osadnictwa również była zróżnicowana. Niektórzy chłopi mieszkali w dużych osadach liczących nawet 700 mieszkańców, inni w małych osadach grupujących po kilka rodzin, jeszcze inni w pojedynczych gospodarstwach. Na niektórych obszarach współistniały obok siebie różne systemy. Pod względem prawnym różnice między wolnymi chłopami a arystokracją były mniejsze niż u schyłku panowania rzymskiego. Zdarzało się, że potomkowie rodziny wolnych chłopów w ciągu kilku pokoleń stawali się rodem arystokratycznym, przede wszystkim dzięki zasługom wojskowym.
We wczesnym średniowieczu znacznym przeobrażeniom uległo życie w miastach. Chociaż miasta w Italii pozostały zamieszkane, jednak znacznie zmniejszyła się liczba ich mieszkańców. Np. ludność Rzymu zmniejszyła się z setek tysięcy w czasach cesarstwa do około 30 tysięcy pod koniec VI wieku. Świątynie pogańskie zamieniano na kościoły chrześcijańskie, a mury miejskie naprawiano. W północnej Europie populacja miejska również się zmniejszyła, a świątynie pogańskie i budynki użyteczności publicznej stały się źródłem materiałów budowlanych. Utworzenie nowych królestw często oznaczało rozwój miast, które zostały wybrane na ich stolice. Chociaż istniały społeczności żydowskie w wielu rzymskich miastach, po konwersji cesarstwa na chrześcijaństwo Żydzi byli często prześladowani. Oficjalnie byli tolerowani, nakłaniano ich do przyjęcia chrześcijaństwa, a czasami nawet zachęcano ich do osiedlania się w nowych miejscach.

### Ekspansja islamu
w czasach Mahometa, 622–632
     w czasach kalifów prawowiernych, 632–661
     za panowania Umajjadów, 661–750

Podboje arabskie:
w czasach Mahometa, 622–632
w czasach kalifów prawowiernych, 632–661
za panowania Umajjadów, 661–750

Pod koniec VI i na początku VII wieku na Bliskim Wschodzie następowały bardzo duże zmiany w wierzeniach religijnych. Judaizm pozyskiwał aktywnie nowych wyznawców i przynajmniej jeden arabski przywódca przyjął nową wiarę – Dhu Nawas, władający terenami obecnego Jemenu, nawrócił się na judaizm w 525 r., a prześladowanie przez niego chrześcijan doprowadziło do wojny z państwem Aksum (z terenów obecnej Etiopii i Erytrei), które w wyniku wojny podbiło to terytorium. Chrześcijaństwo rywalizowało z zaratusztrianizmem o pozyskanie nowych wyznawców, szczególnie na terenie Półwyspu Arabskiego. Wszystko to wpłynęło na ekspansję islamu w Arabii za życia proroka Mahometa (zm. 632). Po jego śmierci muzułmanie podbili większość terenów cesarstwa bizantyńskiego oraz Persję. W latach 634–638 podbili Syrię, 640–641 Egipt, między 636 a 644 Persję, w VII wieku Afrykę Północną i w 711 rozpoczęli podbój Półwyspu Iberyjskiego. Do 714 wojska arabskie opanowały większość półwyspu, nazywając go Al-Andalus.
Kalifat osiągnął maksymalny zasięg terytorialny w połowie VIII wieku. Porażka wojsk muzułmańskich w bitwie pod Poitiers w 732 spowodowała utratę południowej Francji przez Arabów, jednak główną przyczyną powstrzymania ekspansji arabskiej w Europie był upadek dynastii Umajjadów i przejęcie rządów w kalifacie przez dynastię Abbasydów. Abbasydzi przenieśli stolicę z Damaszku do Bagdadu i skoncentrowali się na problemach Bliskiego Wschodu, tracąc kontrolę nad częścią podbitych do tej pory terenów. Na Półwyspie Iberyjskim potomkowie obalonej dynastii Umajjadów utworzyli kalifat Kordoby, Aghlabidzi kontrolowali Maghreb, a Tulunidzi – Egipt. W połowie VIII wieku w rejonie Morza Śródziemnego zaczęły powstawać nowe szlaki handlowe łączące ziemie państwa frankijskiego i tereny podbite przez Arabów, zastępując dotychczasowe rzymskie szlaki handlowe. Frankowie sprzedawali drewno, futra, miecze i niewolników w zamian za jedwab i inne tkaniny, przyprawy oraz złoto i srebro.

### Gospodarka
Najazdy barbarzyńców w IV i V wieku spowodowały przerwanie szlaków handlowych w rejonie Morza Śródziemnego. Towary z Afryki przestawały napływać do Europy. W VII wieku można je było znaleźć tylko w takich miastach jak Rzym i Neapol. Po podbojach arabskich napływ afrykańskich towarów do zachodniej Europy ustał zupełnie. We wczesnym średniowieczu na całym obszarze dawnego cesarstwa rzymskiego towary wytwarzane lokalnie zastępowały towary pochodzące z handlu dalekosiężnego. Było to szczególnie widoczne na obszarach nie leżących nad Morzem Śródziemnym, takich jak północna Galia i Brytania. Zazwyczaj jedynymi towarami pochodzącymi z importu znajdowanymi na stanowiskach archeologicznych były wyroby luksusowe. W północnej Europie istniały tylko rynki lokalne, handlowano przeważnie towarami pierwszej potrzeby, ceramika i wyroby przetworzone stanowiły niewielką część wymiany handlowej. Na terenach wokół Morza Śródziemnego ceramika miała znaczny udział w obrocie handlowym, a sieci handlowe miały większy zasięg.
Germańskie państwa na zachodzie Europy wybijały własne monety, które naśladowały wzory rzymskie lub bizantyńskie. Złote monety bito aż do końca VII wieku, kiedy zostały one zastąpione przez monety srebrne. Podstawową monetą frankijską był denar (denier), którego anglosaska wersja była nazywana pensem. Od 700 do 1000 roku denary (pensy) rozprzestrzeniły się po całej Europie. Nie bito monet miedzianych lub z brązu. Monety złote były bite jedynie w południowej Europie. Nie występowały srebrne monety o nominałach stanowiących wielokrotność 1 denara lub pensa.

### Kościół i monastycyzm

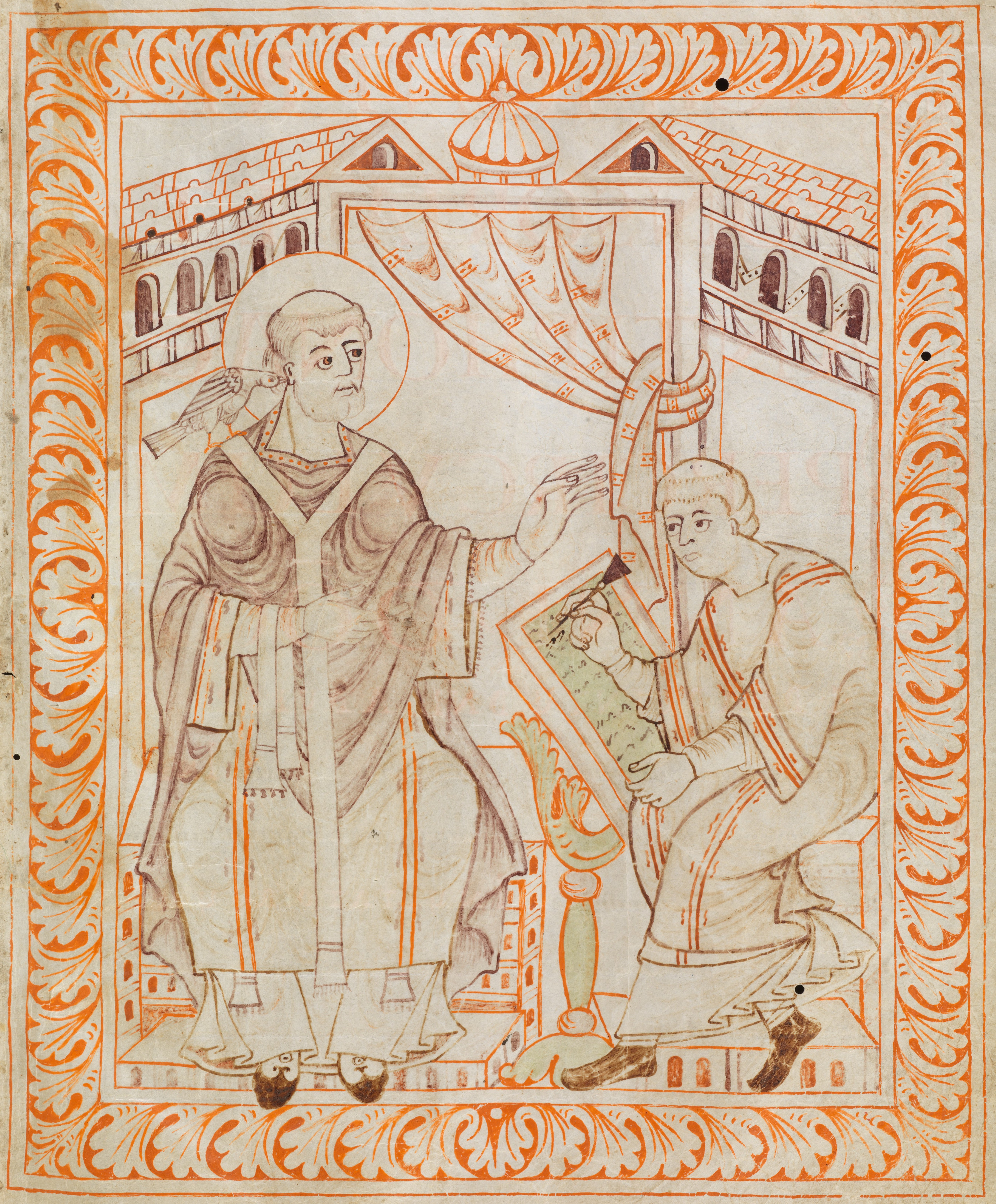
Ilustracja z XI wieku przedstawiająca papieża Grzegorza Wielkiego dyktującego skrybie

Chrześcijaństwo było głównym czynnikiem łączącym obie części Europy, lecz podbój północnej Afryki przez Arabów utrudnił połączenia morskie między Europą Wschodnią a Europą Zachodnią. Kościół w cesarstwie bizantyńskim i Kościół na zachodzie Europy coraz bardziej różniły się od siebie pod względem języka, praktyk religijnych i liturgii. Kościół w cesarstwie bizantyńskim używał greki zamiast używanej na zachodzie łaciny. Pojawiły się różnice w kwestiach teologicznych i politycznych. Już od połowy VIII wieku różnice w takich kwestiach jak kult obrazów, celibat i zwierzchnictwo władzy świeckiej nad Kościołem pogłębiły się do tego stopnia, że różnice religijno-kulturowe były większe niż podobieństwa. Ostateczny rozłam nastąpił formalnie w 1054 r., kiedy papież i patriarcha Konstantynopola starli się w kwestii zwierzchnictwa papieża nad Kościołem i wzajemnie się ekskomunikowali. Doprowadziło to do podziału chrześcijaństwa na dwa odłamy – zachodni Kościół katolicki i Kościół prawosławny (Kościoły wschodnie).
Struktura kościelna z czasów cesarstwa rzymskiego w dużej mierze przetrwała czasy najazdów barbarzyńskich, lecz papiestwo miało niewielkie znaczenie w tym okresie i niewielu biskupów na zachodzie Europy oczekiwało od biskupów Rzymu religijnego lub politycznego przywództwa. Wielu papieży przed 750 bardziej angażowało się w sprawy Bizancjum i wschodnie spory religijne. Zachowane rejestry oraz kopie ponad 850 listów papieża Grzegorza Wielkiego (590–604) dotyczyły w zdecydowanej większości spraw Italii i Konstantynopola. Jedyną częścią zachodniej Europy, na którą papiestwo miało bezpośredni wpływ, była Brytania, dokąd Grzegorz Wielki wysyłał misje w celu chrystianizacji Anglosasów, które zaczęły tam działalność od 597. Irlandzcy misjonarze największą aktywność przejawiali między V a VII wiekiem, najpierw odbywając wyprawy misyjne do Anglii i Szkocji, a następnie na kontynent. Tacy mnisi jak św. Kolumba (zm. 597) i św. Kolumban (zm. 615) zakładali klasztory, nauczali łaciny i greki oraz tworzyli dzieła religijne i świeckie.
Wczesne średniowiecze było okresem rozwoju życia zakonnego na zachodzie Europy. Jego kształt został określony przez tradycje i idee stworzone przez ojców pustyni w Egipcie i Syrii. Większość europejskich klasztorów koncentrowała się na doświadczeniu wspólnoty życia duchowego (cenobityzm), którego zasady po raz pierwszy zostały skodyfikowane przez Pachomiusza w IV stuleciu. Ideały życia zakonnego rozprzestrzeniały się z Egiptu w V i VI wieku dzięki dziełom hagiograficznym, takim jak Żywot św. Antoniego autorstwa Atanazego Wielkiego. Benedykt z Nursji (zm. 547) spisał w VI wieku reguły życia zakonnego, w których uregulował administracyjne i duchowe obowiązki wspólnoty zakonnej, na której czele stał opat. Stały się one podstawą życia monastycznego na zachodzie Europy. Klasztory i mnisi wywierali duży wpływ na życie polityczne i religijne wczesnego średniowiecza, w wielu przypadkach będąc de facto beneficjum możnych rodów, ośrodkami oparcia władzy królewskiej na nowo podbitych terenach oraz działalności misyjnej i prozelityzmu. Były głównym, a często jedynym ośrodkiem nauki i edukacji w danym regionie. Wiele z zachowanych dzieł epoki klasycznej przetrwało dzięki kopiom sporządzonym w klasztorach we wczesnym średniowieczu. Zakonnicy byli także autorami nowych dzieł dotyczących historii, teologii i innych dziedzin. Jednym z nich był Beda Czcigodny (zm. 735), pochodzący z północnej Anglii, który tworzył w końcu VII i na początku VIII wieku.

### Europa karolińska

Rozwój terytorialny państwa frankijskiego w latach 481–814

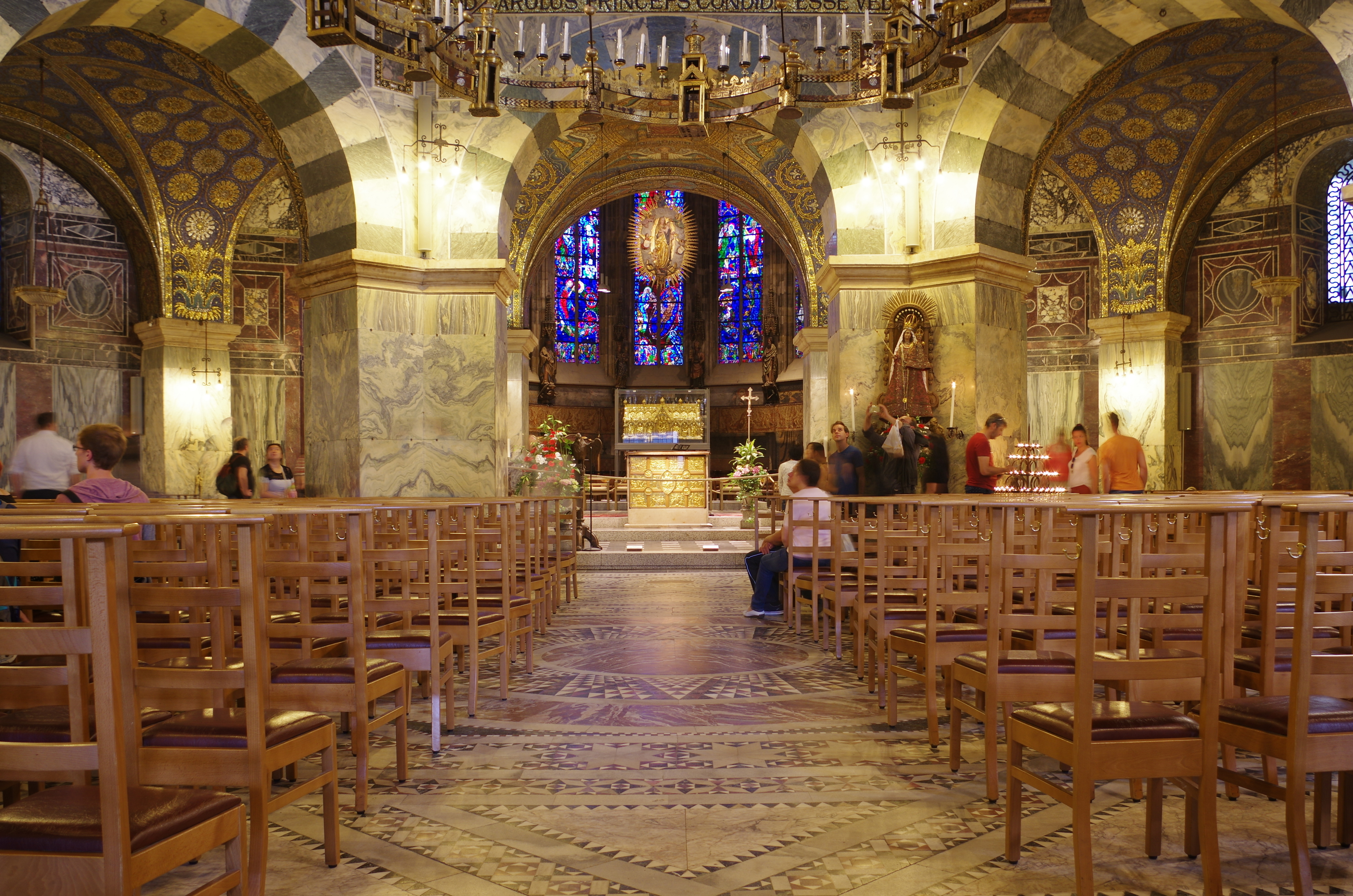
Kaplica pałacowa w Akwizgranie, ukończona w 805

W VI i VII wieku państwo frankijskie w północnej Galii dzieliło się na Austrazję, Neustrię i Burgundię, w których panowali władcy z dynastii Merowingów, potomkowie Chlodwiga I. W VII wieku Austrazja i Neustria prowadziły między sobą nieustanne wojny. Pepin z Landen (zm. 640), majordom Austrazji, wykorzystał okres wojen, by stać się najbardziej wpływową osobą w tym państwie. Tytuł majordoma stał się dziedziczny wśród członków jego rodziny, a majordomowie zostali faktycznymi władcami państwa. Jeden z jego potomków, Karol Młot (zm. 741), pokonał Saracenów w bitwie pod Potiers w 732 r., co zatrzymało ekspansję arabską na północ od Pirenejów. Wcześniej Arabowie podbili królestwo Wizygotów w Hiszpanii, po pokonaniu ostatniego króla Wizygotów Roderyka (zm. 711 lub 712) w bitwie nad rzeką Guadalete w 711. Większość królestwa została przez nich opanowana do 719 (zdobycie Narbony, głównego miasta Septymani, ostatniej prowincji pozostającej dotąd we władaniu Wizygotów, położonej na północ od Pirenejów). Na Wielkiej Brytanii istniało wiele małych państw, wśród których dominowały królestwa Nortumbrii, Mercji, Wessexu i Anglii Wschodniej, rządzone przez potomków anglosaskich najeźdźców. Mniejsze królestwa na terenach dzisiejszej Walii i Szkocji były rządzone przez dotychczasowych mieszkańców tych ziem: Brytów i Piktów. Irlandia była podzielona na jeszcze mniejsze państwa plemienne, rządzone przez lokalnych władców. W Irlandii było około 150 niewielkich państw, różniących się wielkością i znaczeniem.
Karolingowie (potomkowie Karola Młota) oficjalnie stali się władcami królestw Austrazji i Neustrii po zamachu stanu przeprowadzonym w 751 r. przez Pepina Krótkiego (króla Franków od 751 lub 752 do 768 r.). Kronika z tego okresu twierdzi, że Pepin starał się – i uzyskał – zalegalizowanie swojej władzy przez papieża Stefana II (752–757). Przejęciu tronu przez Pepina towarzyszyła propaganda przedstawiająca Merowingów jako nieudolnych lub okrutnych władców, opiewająca dokonania Karola Młota i przedstawiająca wielką pobożność Karolingów. Po śmierci Pepina w 768 królestwo zostało podzielone między jego synów: Karola Wielkiego (768–814) i Karlomana (768–771). Gdy Karloman zmarł z przyczyn naturalnych w 771, Karol zignorował prawa do tronu jego niepełnoletniego syna i stał się jedynym władcą zjednoczonych Austrazji i Neustrii. Karol Wielki rozpoczął w 774 r. systematyczną ekspansję, w wyniku której zjednoczył znaczną część Europy, ostatecznie kontrolując tereny dzisiejszej Francji, krajów Beneluksu, zachodnich Niemiec, Austrii i Szwajcarii oraz północnych Włoch. Wojny trwały przez niemal cały okres panowania Karola Wielkiego, pozwalając mu nagradzać swoich zwolenników łupami wojennymi i nadawaniem lenn. W 774 r. Karol Wielki podbił Królestwo Longobardów w dzisiejszych Włoszech, co uwolniło papiestwo od zagrożenia z ich strony i oznaczało utrwalenie Państwa Kościelnego, powstałego dzięki Pepinowi Krótkiemu. Państwo Kościelne istniało do 1870 r., kiedy zostało zajęte przez Królestwo Włoch (z wyjątkiem Watykanu).
Koronacja Karola Wielkiego na cesarza w Boże Narodzenie 800 roku jest uważana za punkt zwrotny w historii średniowiecza, oznaczający wskrzeszenie zachodniego cesarstwa rzymskiego, ponieważ nowy cesarz władał dużą częścią terenów kontrolowanych przed wiekami przez cesarzy zachodniorzymskich. Oznaczała również zmianę w relacjach Karola Wielkiego z cesarstwem bizantyńskim, ponieważ przyjęcie tytułu cesarskiego przez Karolingów dowodziło ich równorzędnego statusu z cesarzami bizantyńskimi. Nowe cesarstwo różniło się jednak zarówno od poprzedniego zachodniego cesarstwa rzymskiego, jak i cesarstwa bizantyńskiego. Składały się na nie przede wszystkim obszary wiejskie, z niewielką tylko liczbą małych miast. Większość ludności stanowili chłopi mieszkający w małych gospodarstwach rolnych. Rozmiary wymiany handlowej były niewielkie, kontakty handlowe łączyły cesarstwo z Wyspami Brytyjskimi i Skandynawią, w przeciwieństwie do starożytnego cesarstwa rzymskiego, w którym handel koncentrował się głównie w rejonie Morza Śródziemnego. Cesarstwem zarządzał cesarz, który wraz z dworem przenosił się z miejsca na miejsce. Cesarstwo było podzielone na około 300 hrabstw, którymi zarządzali reprezentanci cesarza – hrabiowie. Funkcje administracyjne pełnili również lokalni biskupi i duchowieństwo. Administrację lokalną kontrolowali urzędnicy cesarscy: missi dominici.

### Renesans karoliński
Dwór Karola Wielkiego w Akwizgranie stał się centrum odrodzenia kulturalnego, tzw. „renesansu karolińskiego”. W tym okresie nastąpiło poszerzenie kręgu osób posiadających umiejętność czytania i pisania dzięki znacznemu rozwojowi sieci szkół, nastąpił również rozwój sztuki, architektury i prawoznawstwa, jak również studiów biblijnych i liturgicznych. Anglosaski mnich Alkuin (zm. 804), który uzyskał bardzo rozległe – jak na jego czasy – wykształcenie w klasztorach Nortumbrii, został zaproszony przez cesarza do Akwizgranu i kierował założoną przez władcę szkołą pałacową. Kancelaria cesarska Karola Wielkiego opracowała nowy, wyraźniejszy rodzaj pisma, tzw. minuskułę karolińską, który poprzez ujednolicenie stylu pisma ułatwiał komunikację w obrębie Europy (wywodziła się ona z uncjały powstałej w późnej starożytności i półuncjały, które charakteryzowały się mniejszymi i bardziej zaokrąglonymi literami, niż klasyczna kapitała). Karol Wielki wspierał zmiany w liturgii Kościoła, narzucając rzymską formę liturgii na ziemiach będących pod jego panowaniem, jak i jedną formę śpiewu liturgicznego – chorał gregoriański. W celu upowszechnienia nauki następowało przepisywanie, korekta i upowszechnianie dzieł kościelnych i świeckich. Powstawały nowe dzieła religijne i podręczniki. Odnowiono klasyczną łacinę z czasów imperium rzymskiego, dostosowując ją do potrzeb Kościoła i administracji. Od czasów panowania Karola Wielkiego używana łacina na tyle różniła się od jej klasycznego pierwowzoru, że później była określana jako łacina średniowieczna.

### Rozpad imperium karolińskiego
Karol Wielki zamierzał zgodnie z frankijską tradycją podzielić cesarstwo pomiędzy swoich synów, jednak w 813 r. żył tylko jeden z nich: Ludwik Pobożny (814–840). Krótko przed śmiercią w 814 r. Karol Wielki koronował syna na swojego następcę. 26-letnie panowanie Ludwika charakteryzowały podziały cesarstwa między jego synów i trwająca od 829 r. wojna domowa o panowanie nad poszczególnymi częściami imperium pomiędzy zmiennymi sojuszami Ludwika i jego synów. Ostatecznie Ludwik obdarzył swojego najstarszego syna Lotara (zm. 855) godnością cesarską i powierzył mu Italię. Pozostałą część cesarstwa podzielił pomiędzy Lotara i Karola II Łysego (zm. 877), najmłodszego syna. Lotar otrzymał wschodnią część cesarstwa, obejmującą tereny położone nad Renem i na wschód od niego, a Karol Łysy jego zachodnią część na zachód od Renu i Alp. Ludwik II Niemiecki (zm. 876), drugi syn, który najdłużej buntował się przeciwko ojcu, otrzymał Bawarię, lecz podlegał Lotarowi. Podział ten był kwestionowany. Pepin II Akwitański (zm. po 864), wnuk Ludwika, zbuntował się, pragnąc uzyskać Akwitanię, a Ludwik Niemiecki chciał zająć całą wschodnią część państwa. Ludwik Pobożny zmarł w 840 r., pozostawiając cesarstwo w chaosie.
Po jego śmierci zaczęła się wojna domowa, która trwała trzy lata. Na mocy traktatu w Verdun z 843 r. Lotar utrzymał tytuł cesarski, a także zatrzymał Italię oraz terytoria pomiędzy Renem a Rodanem. Ludwik Niemiecki otrzymał Bawarię i pozostałe tereny cesarstwa na wschód od Renu, zaś Karol II Łysy – zachodnie tereny cesarstwa, w większości terytorium obecnej Francji. Wnukowie i prawnukowie Karola Wielkiego dzielili swoje królestwa pomiędzy swoich potomków, powodując ostateczny rozpad cesarstwa. Cesarstwo zostało na krótko ponownie zjednoczone pod panowaniem Karola III Grubego w 884 r., chociaż poszczególne części cesarstwa nie zostały połączone i zachowały oddzielne władze. Karol III został zdetronizowany w 887 r. i zmarł w styczniu 888. Po raz pierwszy Karolingowie stracili władzę w zachodniej części cesarstwa, gdy w 888 królem został wybrany Odon (888–898), hrabia Paryża. Chociaż Karolingowie odzyskali tron po śmierci Odona, jego brat Robert I był królem w latach 922–923, a zięć Roberta I, Rudolf I Burgundzki, w latach 929–936. Po jego śmierci władzę objęli ponownie Karolingowie. W 987 r. dynastia Karolingów ostatecznie utraciła władzę w państwie zachodniofrankijskim, gdy królem został wybrany Hugo Kapet (987–996). Był on wnukiem Roberta I. W państwie wschodniofrankijskim ostatnim władcą z dynastii Karolingów był Ludwik IV Dziecię (900–911). Po jego śmierci królem został wybrany nie pochodzący z dynastii Karolingów Konrad I (911–918).
Rozpadowi imperium karolińskiego towarzyszyły obce najazdy, inwazje i migracje. Północne i atlantyckie wybrzeża cesarstwa były nękane przez wikingów, którzy najeżdżali również Wyspy Brytyjskie i osiedlali się aż po Islandię. W 911 król zachodniofrankijski Karol III Prostak (898–922) nadał wodzowi wikingów Rollo (zm. ok. 931) ziemie na terenach obecnej Normandii. Normandia stała się bazą wypadową Normanów do podboju Anglii, Sycylii i południowych Włoch. W I połowie X wieku wschodnie tereny cesarstwa, zwłaszcza Niemcy i Włochy, pustoszyły najazdy węgierskie, które zakończyły się po klęsce Węgrów w bitwie nad rzeką Lech w 955 r. Kalifat Abbasydów rozpadł się na mniejsze państwa, z których niektóre zaczęły podbój Sycylii i południowych Włoch, jak również kontynuowały najazdy przez Pireneje na południową Francję.

### Nowe królestwa i odrodzenie Bizancjum

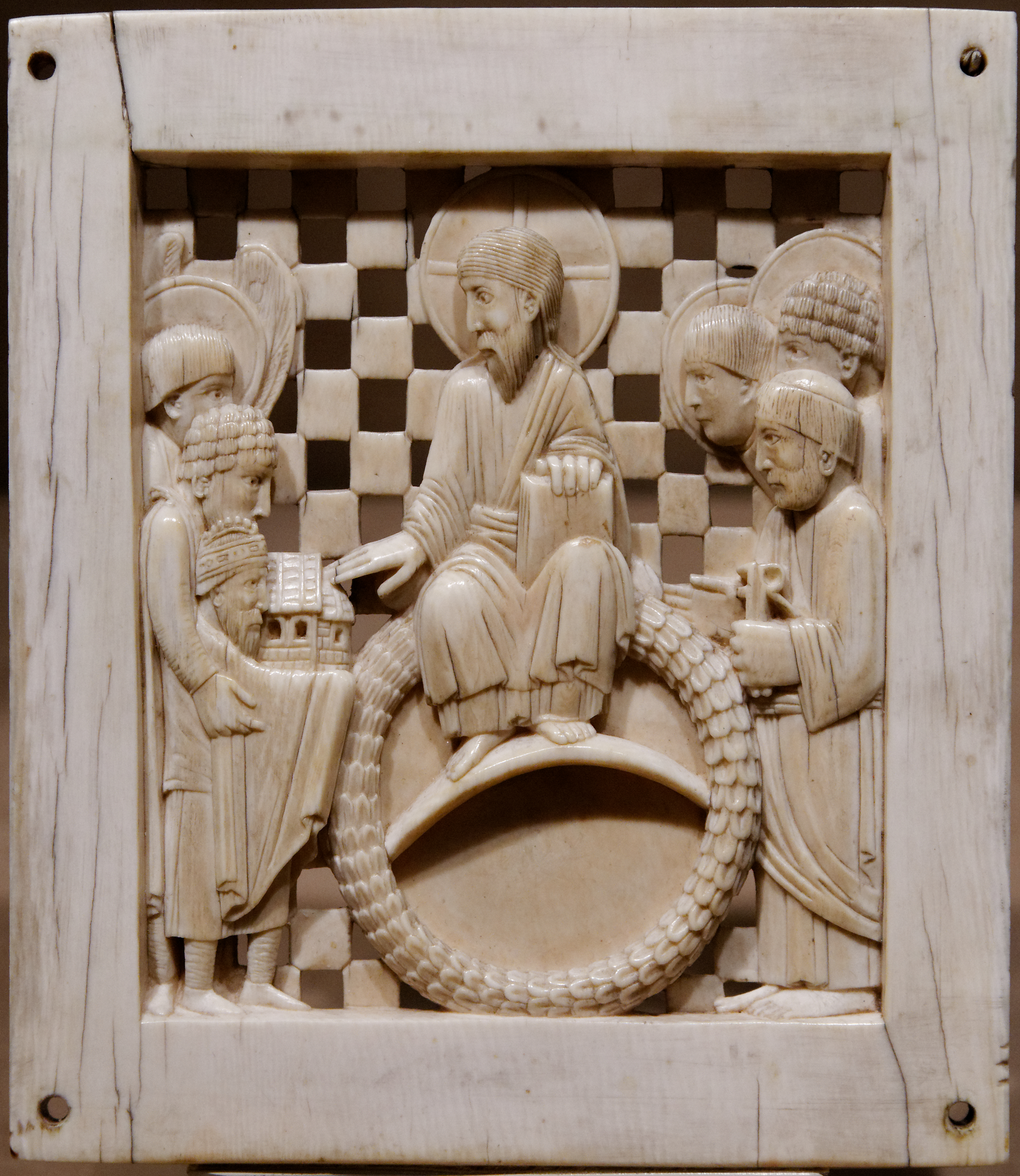
Pochodząca z X wieku płytka z kości słoniowej ukazująca cesarza Ottona I ofiarowującego kościół Chrystusowi. Przykład sztuki ottońskiej

Walki z najazdami wikingów, Węgrów i Arabów przyczyniły się do ukształtowania nowych państw. W Anglii król Wesseksu Alfred Wielki (871–899) zawarł pod koniec IX wieku porozumienie z duńskimi wikingami, sankcjonujące duńskie panowanie w Anglii Wschodniej oraz części Nortumbrii i Mercji. Do połowy X wieku następcy Alfreda Wielkiego podbili Nortumbrię i przywrócili panowanie Anglosasów nad większością terytorium Anglii. W północnej części Wielkiej Brytanii Kenneth I MacAlpin (zm. ok. 860) zjednoczył Piktów i Szkotów, tworząc Królestwo Alby. Na początku X wieku Ludolfingowie przejęli władzę w Niemczech i powstrzymali najazdy Węgrów na środkową Europę. W 962 Otton I (936–973) został koronowany przez papieża na cesarza. W 972 r. uzyskał wzajemne uznanie tytułów cesarskich z cesarzem bizantyńskim, przypieczętowane małżeństwem jego syna Ottona II (973–983) z księżniczką bizantyńską Teofano (zm. 991). Pod koniec X wieku, po okresie walk wewnętrznych Włochy znalazły się w niemieckiej strefie wpływów; cesarz Otton III (996–1002) większość swojego panowania spędził we Włoszech. Na czele państwa zachodniofrankijskiego stali królowie, jednak faktyczna władza w poszczególnych częściach królestwa spoczywała w rękach potężnych feudałów.
Wyprawy misyjne do Skandynawii w IX i X wieku przyczyniły się do ukształtowania królestw Szwecji, Danii i Norwegii. Niektórzy królowie już przed 1000 r. przyjęli chrześcijaństwo. Skandynawowie osiedlali się na terenie całej Europy. Oprócz osadnictwa w Irlandii, Anglii i Normandii osiedlali się również na terenie Rusi Kijowskiej i na Islandii. Skandynawscy wikingowie i kupcy podróżowali na południe, wykorzystując sieć rosyjskich rzek, docierając nawet do Konstantynopola, który próbowali zdobyć w 860 i 907 r. Posiadłości chrześcijańskie początkowo ograniczały się do niewielkiej części północnej Hiszpanii. W trakcie stopniowej ekspansji na południe w IX i X wieku ukształtowały się królestwa Asturii i Leónu.
Na wschodzie Europy nastąpiło odrodzenie Cesarstwa Bizantyńskiego za panowania Bazylego I (867–886) i jego następców Leona VI (886–912) i Konstantyna VII (913–959), cesarzy z dynastii macedońskiej. Nastąpiło ożywienie gospodarcze i ujednolicenie administracji we wszystkich prowincjach cesarstwa. Reorganizacja armii pozwoliła cesarzom Janowi I Tzimiskesowi (969–976) i Bazylemu II Bułgarobójcy (976–1025) na rozszerzenie granic cesarstwa. Dwór cesarski był ośrodkiem odrodzenia nauki i sztuki (renesans macedoński). Pisarze tacy jak Jan Geometra (X wiek) tworzyli nowe hymny i poematy. Wysiłki misjonarzy ze wschodniej i zachodniej Europy pozwoliły na nawrócenie na chrześcijaństwo Morawian, Bułgarów, Czechów, Polaków, Węgrów i słowiańskich mieszkańców Rusi Kijowskiej. Chrystianizacja przyczyniła się do uformowania organizmów państwowych na terenach zamieszkanych przez te ludy: państwa wielkomorawskiego, Bułgarii, Czech, Polski, Węgier i Rusi Kijowskiej. Bułgaria, która powstała około 680 r., w okresie swego największego zasięgu terytorialnego rozciągała się od Budapesztu do Morza Czarnego i od Dniepru na terenie obecnej Ukrainy do Adriatyku. Do 1018 r. państwo bułgarskie zostało podbite przez Cesarstwo Bizantyńskie.

### Sztuka i architektura

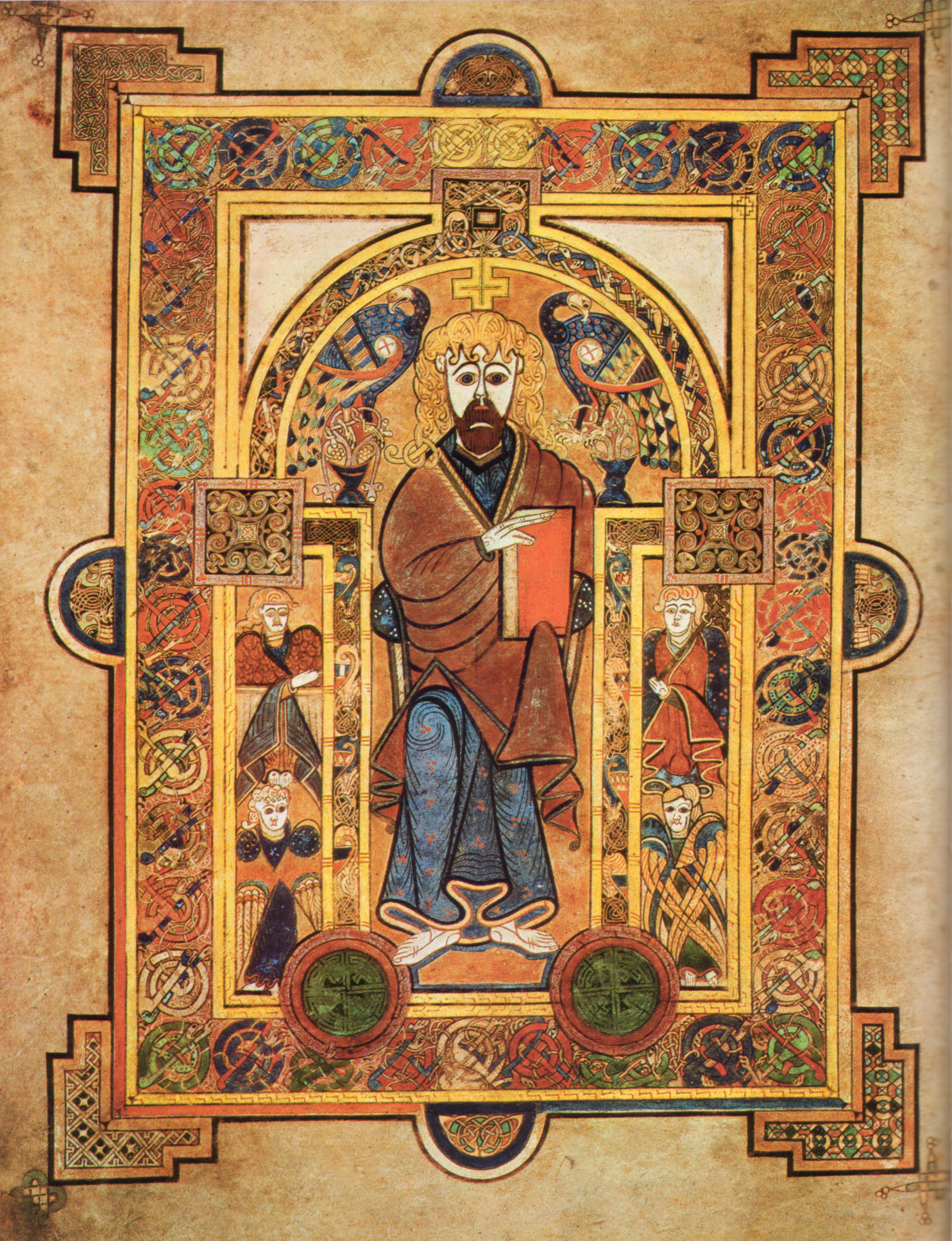
Karta z Księgi z Kells, iluminowanego manuskryptu powstałego na Wyspach Brytyjskich pod koniec VIII lub na początku IX wieku

W okresie pomiędzy budową chrześcijańskich bazylik w IV wieku, a VIII wiekiem powstało niewiele dużych kamiennych budynków, w VI i VII wieku zostało jednak wybudowanych wiele mniejszych kamiennych budowli. Od początku VIII wieku w państwie frankijskim nastąpiło odrodzenie bazyliki jako formy architektonicznej. Jedną z nowych cech bazyliki było wykorzystanie nawy poprzecznej – „ramion” budynku wzniesionego na planie krzyża, która była prostopadła do nawy głównej. Inną nową cechą architektury sakralnej było skrzyżowanie naw i monumentalne wejście do kościoła, zazwyczaj znajdujące się po stronie zachodniej budynku.
Sztuka karolińska pozostawała na usługach dworu oraz wspieranych przez niego klasztorów i kościołów. Odwoływała się do dostojeństwa i klasycznych wzorców sztuki cesarstwa rzymskiego i sztuki bizantyńskiej, lecz oddziaływała na nią również sztuka Wysp Brytyjskich. Sztuka Wysp Brytyjskich łączyła energię celtyckiego i anglosaskiego ornamentu ze śródziemnomorskimi formami sztuki, takimi jak np. księgi, i wpłynęła na powstanie cech charakterystycznych dla sztuki średniowiecznej. Zachowane dzieła o charakterze religijnym z wczesnego średniowiecza reprezentują głównie iluminowane manuskrypty, a także wyroby z kości słoniowej, pierwotnie zdobiące metalowe przedmioty, które nie zachowały się do dziś. Przedmioty wykonane z metali szlachetnych były najbardziej prestiżową formą sztuki, jednak większość z nich nie zachowała się do dziś, z wyjątkiem kilku krzyży, takich jak Krzyż Lotara, kilku relikwiarzy oraz przedmiotów pochodzących ze stanowisk archeologicznych takich jak anglosaski grób królewski z Sutton Hoo, skarb z Gourdon pochodzący z czasów merowińskiej Francji, skarb z Guarrazar (zespół przedmiotów wizygockich, odkryty niedaleko Toledo) i skarb z Nagyszentmiklós (odkryty 1799 w Sânnicolau Mare (węg. Nagyszentmiklós), zespół 23 wczesnośredniowiecznych złotych naczyń). Na stanowiskach archeologicznych często znajdowane są ozdobne brosze (fibule) jedno- lub dwuczęściowe, które były ważnym elementem biżuterii osobistej elit. Bogato zdobione księgi były najczęściej ewangeliarzami i zachowały się w większej liczbie do dziś. Są to m.in. Księga z Kells, Ewangeliarz z Lindisfarne oraz cesarski Złoty Kodeks z St. Emmeram, który jest jedną z niewielu zachowanych ksiąg zdobionych złotem i drogocennymi klejnotami. Dwór Karola Wielkiego prawdopodobnie zaakceptował monumentalną rzeźbę jako wyraz sztuki chrześcijańskiej i do końca okresu naturalnej wielkości rzeźby, takie jak krucyfiks Gerona, były często spotykane w ważniejszych kościołach.

### Wojskowość
W armii późnego cesarstwa rzymskiego coraz większą rolę odgrywała jazda, a także następował rozwój wyspecjalizowanych rodzajów wojsk. W V wieku istotną rolę w armii cesarskiej odgrywały jednostki ciężkozbrojnej jazdy – katafraktów. Poszczególne plemiona barbarzyńskie najeżdżające cesarstwo kładły nacisk na różne rodzaje wojsk, począwszy od przeważnie pieszych wojsk anglosaskich najeżdżających Anglię do Wandalów i Wizygotów, w których wojskach był duży udział kawalerii. We wczesnym okresie wielkiej wędrówki ludów jeźdźcy nie używali jeszcze strzemion, co ograniczało przydatność kawalerii jako głównej siły uderzeniowej, ponieważ nie pozwalało na pełne wykorzystanie siły konia i jeźdźca przy zadawaniu ciosów bronią. Największą innowacją w uzbrojeniu w okresie wielkiej wędrówki ludów było wprowadzenie huńskiego łuku kompozytowego w miejsce wcześniejszego, słabszego scytyjskiego. Inną zmianą było stopniowe zastępowanie krótkich mieczy rzymskich przez dłuższe miecze oraz zbroi łuskowej przez kolczugę i zbroję płytkową.
We wczesnym okresie karolińskim wraz ze wzrostem dominacji na polu walki ciężkiej jazdy spadało znaczenie i poziom piechoty i lekkiej kawalerii. Spowodowało to zanik armii powoływanych w drodze powszechnej mobilizacji wszystkich wolnych mężczyzn, co dotychczas stanowiło podstawę wojsk plemion barbarzyńskich. Chociaż większość karolińskiej armii poruszała się konno, duża część z niej walczyła pieszo. Wyjątkiem była anglosaska Anglia, gdzie armie były powoływane w drodze poboru spośród wszystkich wolnych mężczyzn, zwanego „fyrd”. Dowodzili nimi przedstawiciele lokalnej arystokracji. W technice wojskowej jedną z głównych zmian było zastosowanie kuszy, znanej w Europie już w czasach rzymskich, która ponownie pojawiła się na uzbrojeniu wojska pod koniec wczesnego średniowiecza. Inną zmianą było zastosowanie strzemienia, co pozwoliło na zwiększenie siły uderzeniowej kawalerii. Wynalezienie podkowy miało znaczenie nie tylko militarne i pozwalało na użycie koni również na skalistym terenie.

## Pełne średniowiecze

### Społeczeństwo i gospodarka

Średniowieczny, francuski iluminowany manuskrypt przedstawiający trzy średniowieczne stany społeczne: tych, którzy się modlą – duchowieństwo, tych, którzy walczą – rycerstwo i tych, którzy pracują – chłopstwo. Relacje między tymi stanami regulowały stosunki lenne i poddaństwo (Li Livres dou Sante, XIII wiek)

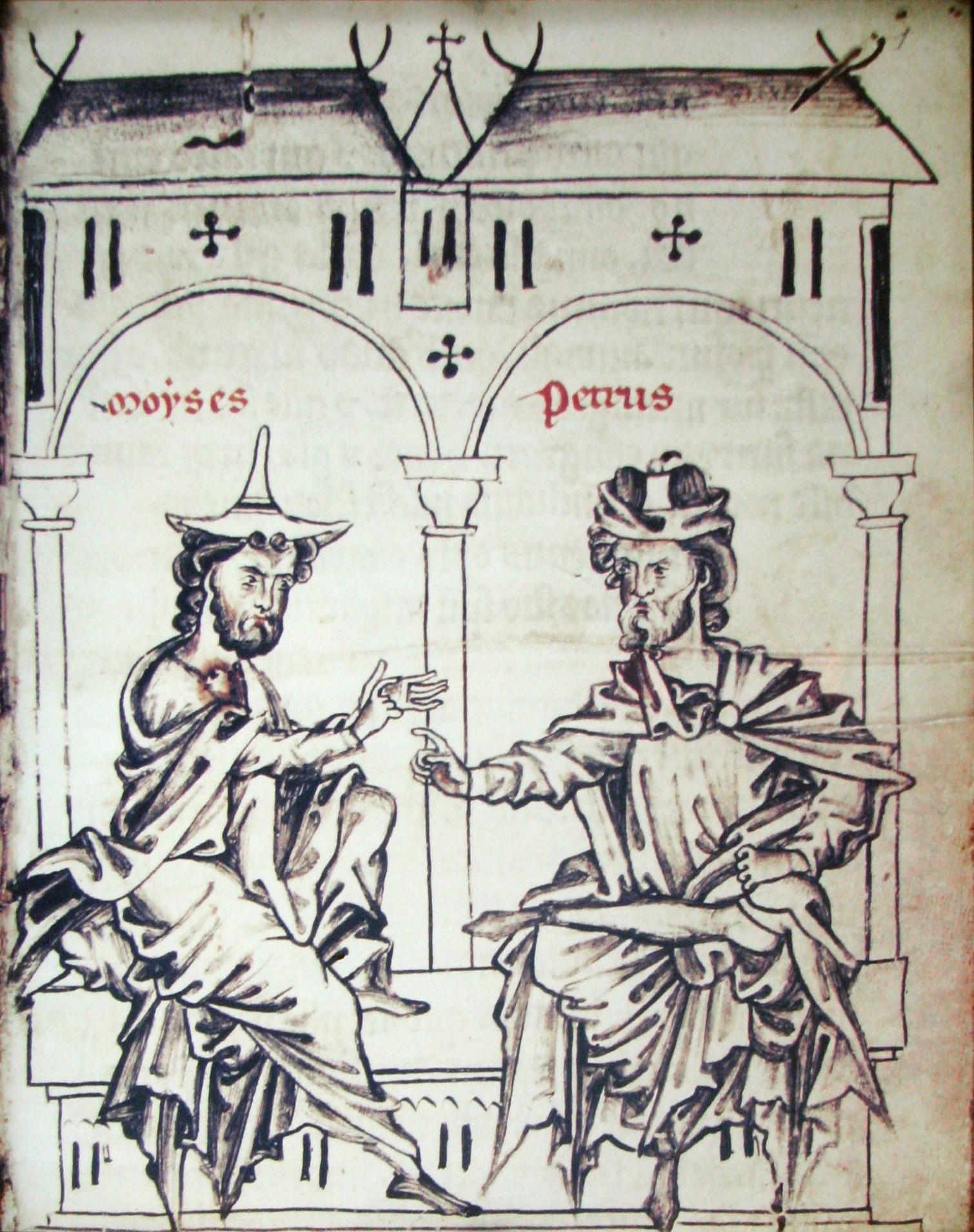
XIII-wieczna ilustracja przedstawiająca dyskutujących żyda (w charakterystycznym spiczastym nakryciu głowy) i chrześcijanina

Pełne średniowiecze było w Europie okresem wzrostu liczby ludności. Szacuje się, że z 35 milionów w roku 1000 liczba ludności wzrosła do 80 milionów w 1347 r., chociaż przyczyny tego są przedmiotem dyskusji. Wymienia się wśród nich: ulepszone metody uprawy ziemi, zanik niewolnictwa, okres ocieplenia klimatu i brak inwazji. Około 90% ludności stanowili chłopi. Większość z nich nie mieszkała już w izolowanych gospodarstwach, lecz we wsiach, tworząc zwarte społeczności lokalne. Chłopi byli najczęściej uzależnieni od panów feudalnych, świadcząc na ich rzecz czynsze i inne świadczenia (poddaństwo). Niewielka liczba wolnych chłopów, w tym i późniejszym okresie, pozostała głównie w południowej części Europy. Kolonizacja nieużytków połączona z zachętami dla chłopów do osiedlania się na nowych terenach również przyczyniała się do wzrostu liczby ludności.
Pozostałe stany to: rycerstwo, duchowieństwo i mieszczaństwo. Rycerstwo, zarówno posiadające tytuły szlacheckie, jak i zwykli rycerze, utrzymywało się dzięki posiadanej ziemi i pracującym na niej chłopom. W sensie prawnym nie byli oni jej właścicielami, lecz w ramach ustroju lennego jako wasale otrzymywali od seniora prawo jej użytkowania i pobierania z niej dochodów. W XI i XII wieku posiadane majątki (lenna) stały się dziedziczne i w większości nie podlegały podziałowi między wszystkich spadkobierców, jak to miało miejsce w okresie wczesnego średniowiecza. Większość lenn i ziemi przypadała najstarszemu synowi. Ten system dziedziczenia jest znany jako primogenitura. Dominacja rycerstwa opierała się na posiadanej ziemi, służbie wojskowej w ciężkiej kawalerii, kontrolowaniu zamków oraz posiadaniu różnego rodzaju immunitetów od podatków i innych obciążeń. Ciężka jazda wywodziła się od perskich katafraktów, lecz dopiero zastosowanie strzemienia w VII wieku pozwoliło na pełne wykorzystanie siły konia i jeźdźca w walce oraz uzyskanie dominacji jeźdźca na polu walki. Zamki, początkowo drewniane, a później murowane, zaczęły powstawać w IX i X wieku i chroniły przed najeźdźcami oraz pozwalały na obronę przed rywalami. Posiadanie zamków pozwalało rycerstwu na przeciwstawienie się królowi i seniorom. Istniało znaczne rozwarstwienie w ramach stanu rycerskiego; królowie i możnowładcy posiadali duże obszary ziemi i chłopów, podlegali im również inni panowie feudalni. Poniżej nich znajdowali się panowie feudalni posiadający mniejsze obszary ziemi i mniejszą liczbę chłopów. Pozostali rycerze stanowili najniższą warstwę rycerstwa; majątki (lenna), z których czerpali dochody, nie były ich własnością oraz byli oni zobowiązani do służby możnowładcom i panom feudalnym. We Francji, w Niemczech i w Niderlandach istniał jeszcze jeden rodzaj „rycerzy”, ministeriałowie, którzy z punktu widzenia prawa byli ludźmi niewolnymi. Byli oni potomkami niewolnych chłopów, którzy służyli jako wojownicy lub urzędnicy dworscy, a których rosnąca pozycja pozwalała ich potomkom na otrzymanie lenn, jak również na awans do stanu rycerskiego, chociaż formalnie pozostawali oni nadal ludźmi niewolnymi.
Zgodnie z ówczesnym prawem kanonicznym, stan duchowny dzielił się na duchownych niższych, których ustanowiono do niższych posług kościelnych, bądź nawet jedynie tonsurowano, i którzy prowadzili życie osób świeckich, oraz na duchownych wyższych, których obowiązywał celibat i obowiązek odmawiania godzin kanonicznych, i którzy zazwyczaj byli zakonnikami. W okresie średniowiecza mnisi stanowili małą część społeczeństwa, zazwyczaj mniej niż 1%. Większość duchownych wyższych wywodziła się z rycerstwa, z tego stanu wywodzili się również duchowni piastujący wysokie urzędy w Kościele katolickim. Księża parafialni wywodzili się często ze stanu chłopskiego. Mieszczaństwo pozostawało poza tradycyjnym trójstopniowym podziałem społeczeństwa na rycerstwo, duchowieństwo i chłopów. W XII i XIII wieku, wraz ze wzrostem dotychczasowych miast i zakładaniem nowych, liczba mieszkańców miast gwałtownie wzrastała. W okresie średniowiecza mieszkańcy miast prawdopodobnie nigdy jednak nie stanowili więcej niż 10% ludności Europy.
W okresie średniowiecza na obszarze całej Europy osiedlali się również Żydzi. W XI i XII wieku społeczności żydowskie powstały w Niemczech i w Anglii, poza tym Żydzi sefardyjscy, mieszkający od stuleci w Hiszpanii pod panowaniem muzułmańskim, w wyniku rekonkwisty znaleźli się pod panowaniem władców katolickich i wzrósł nacisk na ich konwersję na chrześcijaństwo. Większość Żydów mieszkała w miastach, ponieważ nie mogli oni posiadać ziemi ani być chłopami. Nieliczni żydowscy chłopi znajdowali się pod panowaniem bizantyńskim i na należącej do Wenecji Krecie, lecz były to wyjątki w skali Europy.
Kobiety w średniowieczu były prawnie zależne od mężczyzn: ojców, mężów lub innych krewnych. Również wdów, które posiadały więcej praw od pozostałych kobiet, dotykały ograniczenia prawne. Kobiety zajmowały się prowadzeniem gospodarstwa domowego i pracami związanymi z majątkiem rodziny. Chłopki najczęściej zajmowały się domem, opieką nad dziećmi, jak również uprawą ogrodu i chowem zwierząt w pobliżu domu. Mogły uzupełniać dochody rodziny poprzez przędzenie, przygotowywanie potraw, warzenie piwa. Pomagały również przy żniwach. Mieszkanki miast, podobnie jak chłopki, zajmowały się prowadzeniem gospodarstwa domowego i mogły również zajmować się handlem. Liczba i rodzaje zawodów dostępnych dla kobiet różniły się w poszczególnych okresach i krajach. Szlachcianki były odpowiedzialne za gospodarstwo domowe i w przypadku nieobecności męskich krewnych mogły zajmować się zarządzaniem majątkiem, zazwyczaj jednak nie mogły zajmować się wojskiem i rządzeniem krajem. W Kościele kobiety mogły być jedynie mniszkami, ponieważ nie mogły otrzymać święceń kapłańskich.
W północnych i środkowych Włoszech oraz we Flandrii rozwój samorządnych miast pobudzał wzrost gospodarczy i stwarzał warunki do powstania nowych rodzajów stowarzyszeń handlowych. Miasta handlowe pobrzeża Bałtyku i Morza Północnego zawarły porozumienie znane jako Liga Hanzeatycka, natomiast włoskie republiki morskie, takie jak Wenecja, Genua i Piza rozszerzyły swoje kontakty handlowe na obszar całego Morza Śródziemnego. Te dwie grupy miast – niemiecka i włoska – miały odmienne podejście do zasad prowadzenia handlu. Większość niemieckich miast współpracowała w ramach Hanzy, w przeciwieństwie do miast włoskich, które prowadziły między sobą bratobójcze walki. W tym okresie powstały i rozwinęły się wielkie jarmarki w północnej Francji, pozwalające włoskim i niemieckim kupcom na handel między sobą i z miejscowymi kupcami. Pod koniec XIII wieku powstały nowe morskie i lądowe szlaki handlowe łączące Europę z Dalekim Wschodem, opisane przez jednego z kupców, Marco Polo (zm. 1324), w jego wspomnieniach z podróży Opisanie świata. Oprócz nowych możliwości handlowych rozwój techniki i metod uprawy roli umożliwił wzrost plonów, który z kolei pozwolił na rozszerzenie wymiany handlowej. Rozwijający się handel spowodował rozwój gospodarki pieniężnej i w Europie ponownie zaczęły być bite złote monety, najpierw we Włoszech, a później we Francji i w pozostałych krajach. Pojawiły się nowe rodzaje umów handlowych, pozwalające na dzielenie ryzyka między kupców. Nastąpił rozwój rachunkowości, częściowo dzięki użyciu zasady ewidencjonowania operacji gospodarczych na dwóch różnych kontach, po dwóch różnych stronach; pojawiły się także listy kredytowe, umożliwiając łatwe przekazywanie pieniędzy.

### Umocnienie władzy państwowej

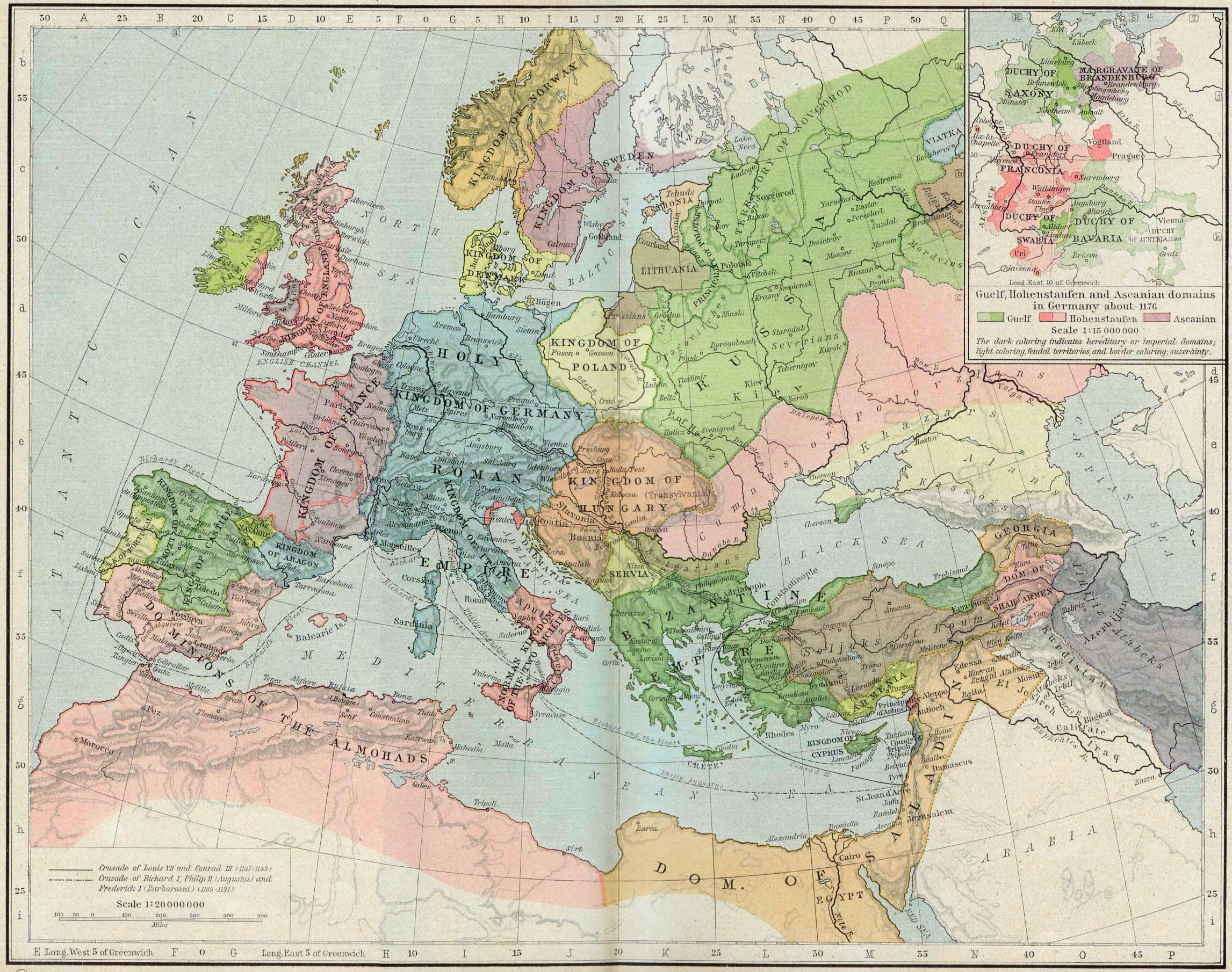
Europa i rejon Morza Śródziemnego w 1190 r.

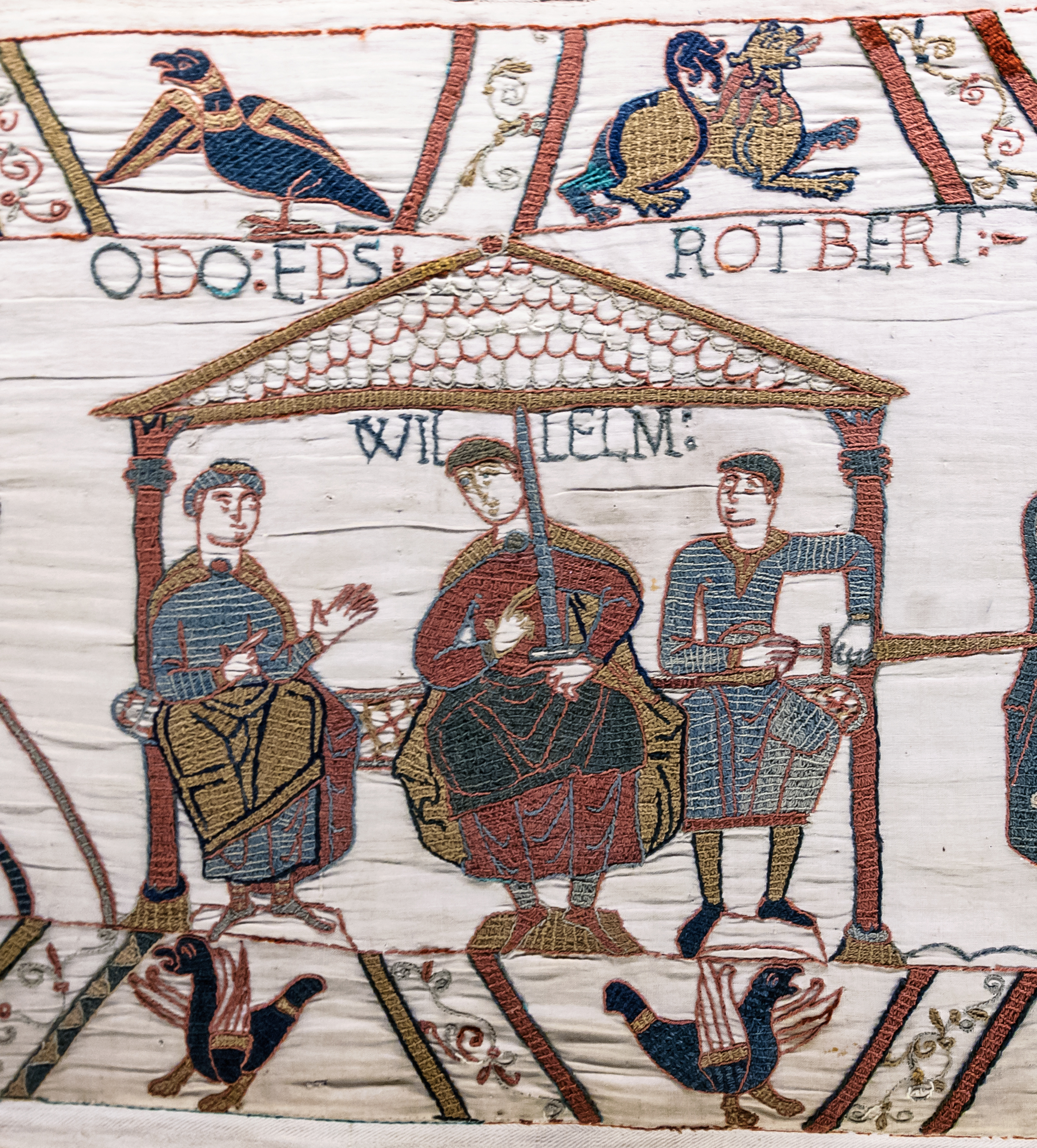
Fragment tkaniny z Bayeux przedstawiający Wilhelma Zdobywcę (w centrum) i jego przyrodnich braci: Roberta de Mortain (z prawej) i Odona, biskupa Bayeux (z lewej)

Pełne średniowiecze było okresem kształtowania się współczesnych państw zachodniej Europy. Królowie Francji, Anglii i w Hiszpanii umacniali swoją władzę i tworzyli stałe instytucje państwowe. Po serii najazdów w IX wieku około 900 r. Węgrzy pod wodzą Arpada (zm. ok. 907) zasiedlili Kotlinę Panońską. Po przyjęciu chrześcijaństwa nowe królestwa Węgier i Polski stały się regionalnymi mocarstwami w Europie Środkowej. Papiestwo, po długim okresie wyznawania idei niezależności od władców świeckich, zaczęło zgłaszać roszczenia do sprawowania władzy świeckiej nad całym światem chrześcijańskim; świecka władza papieży osiągnęła swoje apogeum na początku XIII wieku, za pontyfikatu papieża Innocentego III (1198–1216). Krucjaty północne i podbój przez chrześcijańskie królestwa i zakony rycerskie dotychczas pogańskich regionów wschodniego wybrzeża Bałtyku spowodowały przymusowe włączenie licznych mieszkańców tych terenów w obręb świata chrześcijańskiego.
Na początku pełnego średniowiecza w Niemczech panowała dynastia Ludolfingów. Władcy z tej dynastii walczyli o władzę z potężnymi książętami, władającymi księstwami, których historia sięgała czasów wielkiej wędrówki ludów. W 1024 r. zastąpiła ją dynastia salicka, której najbardziej znanym władcą był Henryk IV (1056–1105). Jego konflikt z papieżem Grzegorzem VII był częścią sporu władzy świeckiej z kościelną o inwestyturę. Jego następcy kontynuowali walkę z papiestwem i książętami. Walki wewnętrzne i z papiestwem trwały również po bezpotomnej śmierci cesarza Henryka V (1105–25), aż do panowania Fryderyka Barbarossy (1152–90). Wzmocnił on władzę cesarską, jednak podstawowe przyczyny jej osłabienia pozostały i za jego następców walki rozgorzały na nowo w XIII wieku. Wnuk Barbarossy, Fryderyk II (1212–1250), który odziedziczył po matce również tron sycylijski, wielokrotnie popadał w konflikt z papiestwem. Jego dwór słynął z przebywających na nim uczonych, a on sam był często oskarżany o herezję. On i jego następcy musieli stawić czoło wielu zagrożeniom, w tym inwazji mongolskiej na Europę w połowie XIII wieku. Mongołowie najpierw podbili księstwa ruskie, a później najeżdżali na Europę w 1241, 1259 i 1287 r.
Za panowania dynastii Kapetyngów postępował powolny proces wzmacniania władzy królewskiej, jednocześnie królowie Francji w XI i XII wieku rozszerzyli swoją władzę z terytorium Île-de-France na większą część dzisiejszej Francji. Ich najpotężniejszym przeciwnikiem stali się władcy księstwa Normandii. W 1066 r. Wilhelm Zdobywca (książę Normandii w latach 1035–1087) podbił Anglię i w tym samym roku został koronowany na jej króla. Pozwoliło to na stworzenie państwa rozciągającego się po obu stronach kanału La Manche, które przetrwało (w różnym kształcie) do końca średniowiecza. Normanowie zdobyli także Sycylię i południowe Włochy, gdzie Robert Guiscard (zm. 1085) utworzył księstwo, które później przekształciło się w Królestwo Sycylii. Królowie Anglii z dynastii Plantagenetów – Henryk II (1154–89) i jego syn Ryszard I Lwie Serce (1189–99) – władali Anglią i dużą częścią Francji, obszarem nazywanym często imperium andegaweńskim. Południowa Francja została przyłączona do posiadłości Henryka II dzięki jego małżeństwu z Eleonorą Akwitańską (zm. 1204), dziedziczką tych ziem. Eleonora była wcześniej żoną króla Francji Ludwika VII (1137–80), lecz ich małżeństwo zostało unieważnione w 1152.
Jan bez Ziemi (1199–1216), młodszy brat Ryszarda I Lwie Serce, stracił Normandię i pozostałe posiadłości w północnej Francji na rzecz króla Francji Filipa II Augusta (1180–1223). To, wraz z wysokimi podatkami na finansowanie prób odzyskania tych ziem, doprowadziło do powszechnego buntu przeciwko królowi i podpisania przez niego w 1215 r. Magna Charta Libertatum (Wielkiej Karty Swobód), potwierdzającej prawa i przywileje ludzi wolnych w Anglii. Henryk III (1216–72), syn Jana bez Ziemi, przyznał kolejne przywileje możnowładcom, co spowodowało dalsze ograniczenie władzy królewskiej. Pod koniec XII i w XIII wieku następowało dalsze umacnianie władzy królewskiej we Francji, centralizacja administracji państwowej i włączanie nowych ziem do domeny królewskiej. Za panowania Ludwika IX Świętego (1226–70) wzrósł prestiż władzy królewskiej, a sam król godził liczne spory wewnątrz Francji, jak i na arenie międzynarodowej. Ludwik IX Święty został kanonizowany w 1297 przez papieża Bonifacego VIII.
Na półwyspie Iberyjskim państwa chrześcijańskie, które władały dotychczas jego północno-zachodnią częścią, zaczęły wypierać Maurów na południe – okres ten znany jest jako rekonkwista. W połowie XII wieku chrześcijańska północ półwyspu dzieliła się na pięć królestw: Leónu, Kastylii, Aragonii, Nawarry i Portugalii. Południowa część półwyspu pozostawała pod panowaniem muzułmańskim, początkowo w ramach kalifatu Kordoby, a po jego rozpadzie w 1031 r. w ramach zmiennej liczby małych państewek zwanych taifami. Opierały się one rekonkwiście, aż do zjednoczenia południa półwyspu przez dynastię Almohadów w latach 70. XII wieku. W XIII wieku, po zwycięskiej bitwie pod Las Navas de Tolosa w 1212 r., nastąpiły dalsze podboje i rozszerzanie władztwa państw chrześcijańskich na południu, zwieńczone zdobyciem Sewilli w 1248.

### Krucjaty

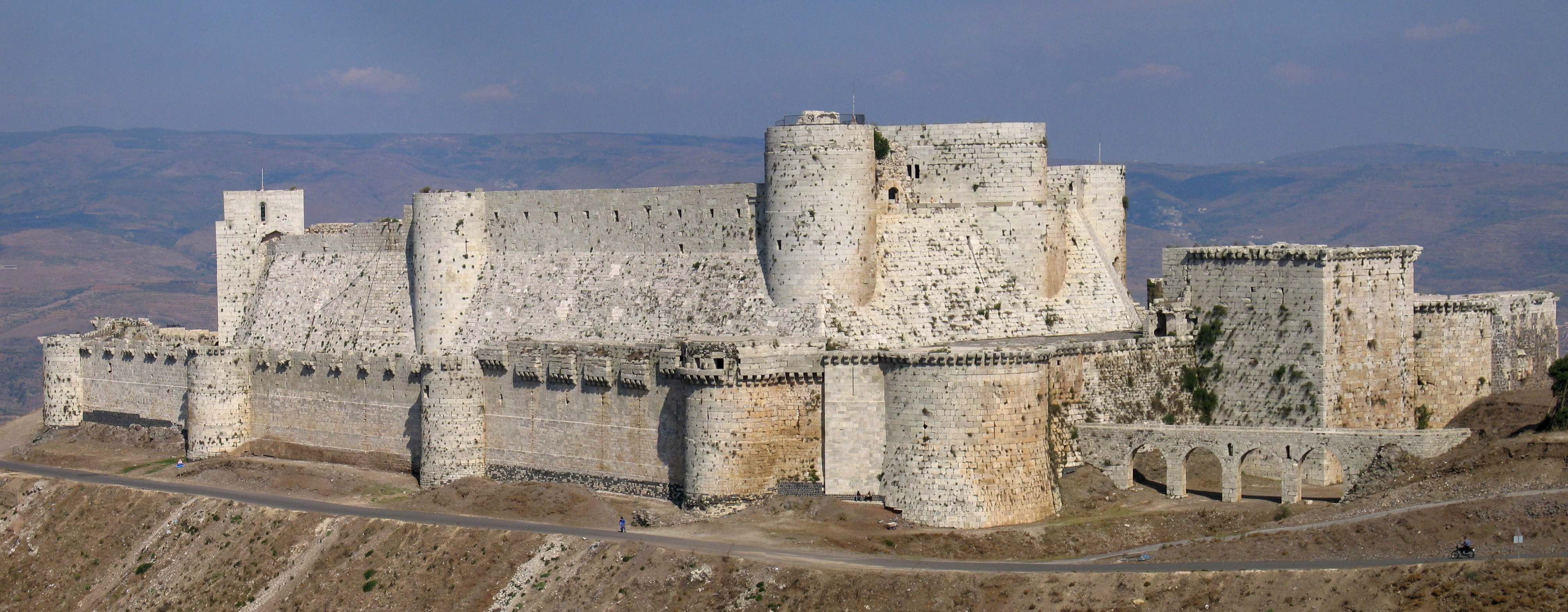
Krak des Chevaliers, twierdza joannitów w czasach wypraw krzyżowych

W XI wieku Turcy Seldżuccy opanowali dużą część Bliskiego Wschodu, zdobywając m.in. w latach 40. Persję, w 60. – Armenię i w 70. – Jerozolimę. W 1071 r. Seldżucy pokonali armię bizantyńską pod Manzikertem i wzięli do niewoli cesarza bizantyńskiego Romana IV Diogenesa (1068–1071). Po bitwie Seldżucy rozpoczęli podbój Anatolii (obecnie azjatycka część Turcji), której utrata stanowiła potężny cios dla cesarstwa, ponieważ utraciło terytorium mające duże znaczenie gospodarcze, zamieszkane przez znaczną część jego mieszkańców. Chociaż Cesarstwo Bizantyńskie przejęło inicjatywę i odzyskało część terytoriów, nigdy nie opanowało całej Anatolii i często musiało się bronić przed zagrożeniem tureckim. Państwo Seldżuków pogrążyło się w walkach wewnętrznych, tracąc m.in. Jerozolimę na rzecz egipskiego Kalifatu fatymidzkiego. Bizantyńczycy musieli także zmagać się z odrodzoną Bułgarią, która w XII i XIII wieku prowadziła ekspansję na Bałkanach.
Celem krucjat było odzyskanie Jerozolimy z rąk muzułmanów. Pierwsza krucjata została ogłoszona przez papieża Urbana II (1088–99) na synodzie w Clermont w 1095 r., w odpowiedzi na prośbę cesarza bizantyńskiego Aleksego I Komnena (1081–1118) o pomoc w walce przeciwko muzułmanom. Urban II ogłosił, że uczestnicy krucjat dostąpią odpustu zupełnego. Na wezwanie papieża odpowiedziały dziesiątki tysięcy mieszkańców Europy ze wszystkich warstw społeczeństwa. W 1099 r. krzyżowcy zdobyli Jerozolimę. Jedną z cech krucjat były częste pogromy miejscowych Żydów przed wyruszeniem na wyprawę krzyżową. Największy zasięg miały przed pierwszą wyprawą krzyżową, gdy zostały zniszczone społeczności żydowskie w Kolonii, Moguncji i Wormacji, a inne społeczności żydowskie w miastach pomiędzy Sekwaną a Renem poważnie ucierpiały. Innym następstwem krucjat było powstanie nowego typu zgromadzeń zakonnych – zakonów rycerskich – których reguła łączyła obowiązki religijne i wojskowe.
Na terenach podbitych przez krzyżowców powstały państwa krzyżowe, w tym Królestwo Jerozolimskie. W XII i XIII wieku toczyły one walki z sąsiednimi państwami muzułmańskimi oraz między sobą. Ważną rolę w państwach krzyżowych odgrywały powstałe w okresie krucjat zakony rycerskie templariuszy i joannitów. Prośby o wsparcie wysyłane przez te państwa do papiestwa prowadziły do kolejnych krucjat. Jedną z nich była III krucjata, zwołana w celu odzyskania Jerozolimy, zdobytej w 1187 r. przez Saladyna (zm. 1193). W 1203 r. IV krucjata skierowała się do Konstantynopola (zamiast, jak pierwotnie planowano, do Ziemi Świętej). W 1204 r. został zdobyty Konstantynopol i utworzono Cesarstwo Łacińskie, co znacznie osłabiło Cesarstwo Bizantyńskie. Bizantyńczycy odzyskali miasto w 1261 r., lecz cesarstwo nigdy już nie odzyskało dawnej potęgi. Upadek Akki w 1291 r. uważany jest za koniec istnienia państw krzyżowych w Ziemi Świętej, chociaż formalnie Królestwo Jerozolimskie przetrwało na Cyprze jeszcze przez wiele lat.
Papieże ogłaszali również krucjaty w celu zdobycia terenów poza Ziemią Świętą: Hiszpanii, południowej Francji i nad Bałtykiem. Krucjaty hiszpańskie były połączone z rekonkwistą. Chociaż templariusze i joannici uczestniczyli w krucjatach w Hiszpanii, powstawały również hiszpańskie zakony rycerskie, z których większość na początku XII wieku stała się częścią dwóch głównych zakonów Calatrava i Santiago. Północna Europa pozostawała poza zasięgiem oddziaływania chrześcijaństwa co najmniej aż do XI wieku i od XII do XIV wieku stała się terenem krucjat północnych. Krucjaty północne przyczyniły się do powstania zakonu rycerskiego kawalerów mieczowych w Inflantach. Zakon krzyżacki, chociaż powstał w Ziemi Świętej, po 1225 r. skupił większość swojej aktywności na terenach nad Bałtykiem, a w 1309 r. siedzibą wielkich mistrzów zakonu stał się zamek w Malborku w Prusach.

### Życie intelektualne

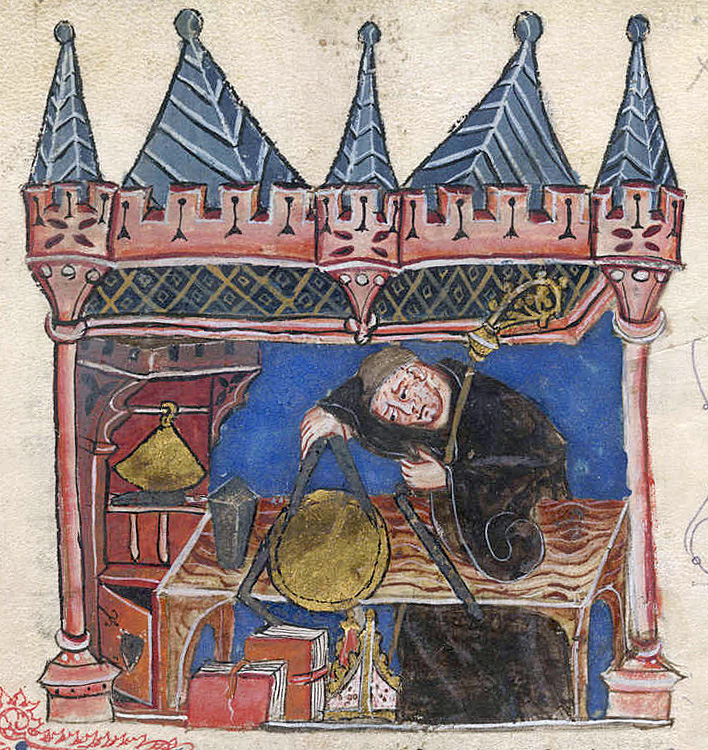
Średniowieczny uczony dokonujący precyzyjnych pomiarów za pomocą cyrkla, ilustracja z XIV-wiecznego manuskryptu

Intensyfikacja kontaktów ze światem muzułmańskim, Żydami i Bizancjum, a także przemiany w społeczeństwach europejskich doprowadziły do rozkwitu życia intelektualnego zwanego renesansem XII wieku. Do rozwoju filozofii przyczyniło się szczególnie ponowne odkrycie i przetłumaczenie na łacinę pism autorów starożytnych, w szczególności Arystotelesa. Głównymi problemami filozoficznymi były relacja wiary i rozumu (teologii i filozofii) i spór o uniwersalia. Dynamicznie rozwijała się logika i filozofia przyrody. Scholastyka, łącząca filozofię i teologię, była podjętą przez XII i XIII-wiecznych uczonych próbą pogodzenia i uzgodnienia autorytatywnych tekstów, zwłaszcza Arystotelesa i Biblii. Doprowadziło to do powstania sposobu rozumowania, który stosował systematyczne podejście do wiary i rozumu. Szczytowym osiągnięciem scholastyki były poglądy Tomasza z Akwinu (zm. 1274), zawarte w jego dziele Summa theologiae (Suma teologiczna).
W zachodniej Europie koniec XI i początek XII wieku był okresem rozwoju szkół katedralnych (m.in. szkoła w Chartres), co oznaczało przeniesienie centrum życia intelektualnego z klasztorów do miast. Z kolei szkoły katedralne wkrótce straciły na znaczeniu na rzecz uniwersytetów powstających w głównych miastach europejskich. W odróżnieniu od szkół kościelnych dostęp do nauczania na uniwersytecie był otwarty, program kształcenia został rozszerzony o świeckie dziedziny. Do najstarszych zachodnioeuropejskich uniwersytetów należą uczelnie w Bolonii, Paryżu, Oksfordzie, Cambridge, Salamance, Montpellier, Padwie, Tuluzie, Rzymie, Orleanie, Florencji i Pizie, zaś wschodnioeuropejskich – w Pradze i Krakowie.
Na dworach królewskich i możnowładczych rozwijał się etos rycerski i miłości dworskiej. Były one opisywane głównie w językach narodowych, a nie po łacinie. Były opiewane w wierszach, opowieściach, legendach i pieśniach przez trubadurów lub wędrownych minstrelów. Często te historie były spisywane w chansons de geste – poematach rycerskich takich jak Pieśń o Rolandzie i Pieśń o Hildebrandzie. Tworzono także dzieła o charakterze religijnym lub świeckim. Geoffrey z Monmouth (zm. ok. 1155) napisał Historia Regum Britanniae (Historię królów Brytanii), w której sporo miejsca poświęcił opowieściom i legendom o Królu Arturze. Powstawały także dzieła o charakterze ściśle historycznym takie jak Gesta Friderici Imperatoris Ottona z Fryzyngi (zm. 1158) opisująca czyny cesarza Fryderyka Barbarossy, Gesta regum Anglorum Williama z Malmesbury (zm. ok. 1143) opisująca czyny królów Anglii czy Chronica Polonorum Galla Anonima opisująca dzieje Polski.
Studiowano zarówno prawo świeckie, jak i prawo kanoniczne. Rozwój prawa nastąpił po odkryciu w XI wieku Corpus Iuris Civilis i związanymi z nim badaniami nad prawem rzymskim. Już w 1100 prawo rzymskie było wykładane na Uniwersytecie Bolońskim. Prawo rzymskie stopniowo przenikało też lokalne systemy prawne, wpływając na ich ujednolicanie i spisywanie. Szczególnie silnie zjawisko to wystąpiło w Niemczech, gdzie w XV w. nastąpiła pełna recepcja prawa rzymskiego. Studiowano także prawo kanoniczne i około 1140 r. mnich Gracjan, prawnik i wykładowca z Bolonii, opracował zbiór prawa kanonicznego – Decretum Gratiani.
Wpływy greckie i arabskie w nauce przejawiały się w zastępowaniu liczb rzymskich reprezentujących addytywny system liczbowy przez pozycyjny system dziesiętny. Ponownie odkryto algebrę, co pozwoliło na dalszy rozwój matematyki. Pod koniec XII wieku przetłumaczono z greki na łacinę Almagest Klaudiusza Ptolemeusza, kompendium wiedzy astronomicznej, matematyczny wykład astronomii geocentrycznej. Studiowano również nauki medyczne, szczególnie w południowych Włoszech, gdzie osiągnięcia medycyny arabskiej wywierały wpływ na nauczanie w szkole medycznej w Salerno.

### Technika, technologia i wojskowość

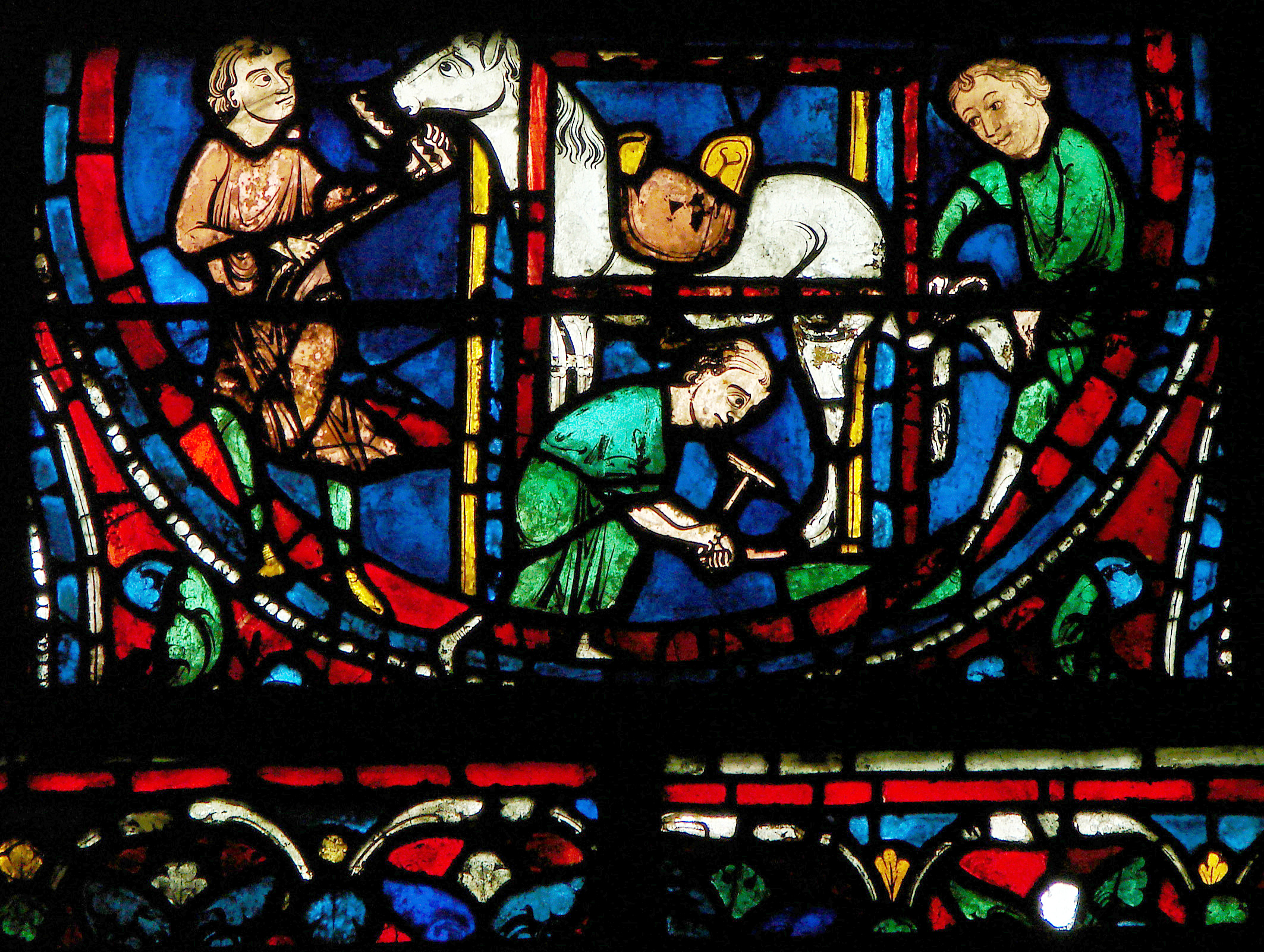
Witraż z katedry w Chartres przedstawiający kowala podkuwającego konia

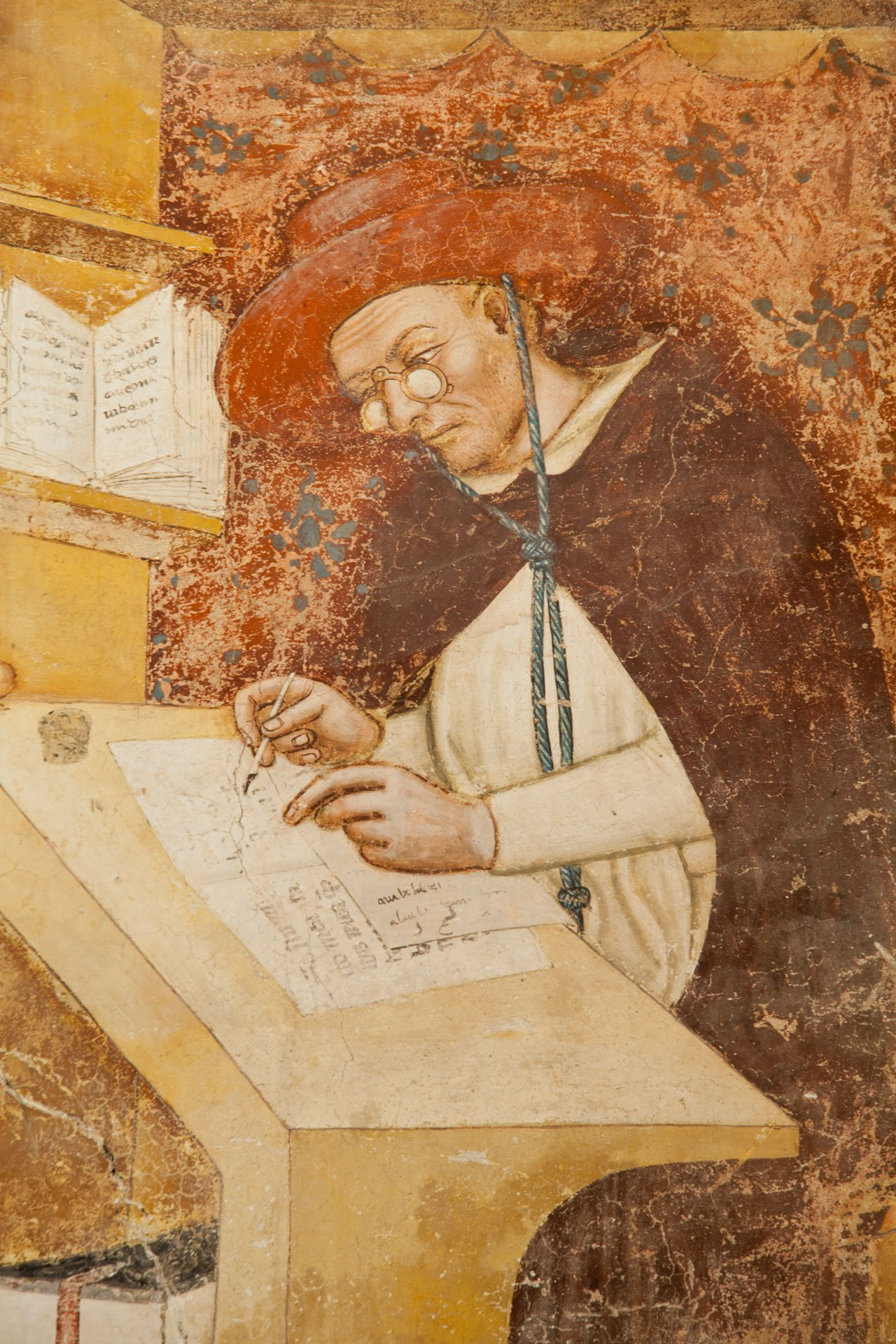
Portret kardynała Hugues de Saint-Cher z 1352 r., autorstwa Tommaso da Modena, pierwsze znane przedstawienie okularów

XII i XIII wiek były w Europie okresem wzrostu gospodarczego oraz upowszechniania nowych metod produkcji. Głównymi osiągnięciami technicznymi tego okresu było wynalezienie wiatraków, pierwszych zegarów mechanicznych, sposobu produkcji spirytusu i zastosowanie astrolabium. Okulary z soczewkami wklęsłymi zostały wynalezione około 1286 r. przez nieznanego włoskiego rzemieślnika, prawdopodobnie pracującego w Pizie lub jej okolicach.
W rolnictwie zastąpienie dwupolówki przez trójpolówkę pozwoliło na bardziej intensywne wykorzystanie posiadanej ziemi, z połowy każdego roku w starym systemie uprawy roli do 2/3 w nowym systemie, co w rezultacie spowodowało wzrost produkcji rolnej. Trójpolówka zaczęła być stosowana w Europie Północnej od około roku 1000, a od XII wieku w Polsce. Zastosowanie ciężkiego pługa pozwoliło na bardziej efektywną uprawę cięższych gleb. Rozpowszechnienie chomąta pozwoliło na zastąpienie wołów przez konie pociągowe. Konie były szybsze od wołów i wymagały krótszego wypasania na pastwisku, co było czynnikiem, który ułatwiał wprowadzenie trójpolówki.
Budowa katedr i zamków pozwoliła na rozwój technik budowlanych, co z kolei pozwalało na budowę dużych kamiennych budowli. Wznoszono również inne budynki: ratusze, domy, mosty i stodoły. Przy budowie statków używano poszycia stykowego zamiast używanego w czasach rzymskich połączenia czopowego. Innymi ulepszeniami były ożaglowanie łacińskie i ster rufowy, które pozwoliły na zwiększenie prędkości statków.
W wojsku zwiększało się znaczenie wyspecjalizowanych oddziałów piechoty. Wraz ze wciąż dominującą na polu walki ciężką jazdą w skład armii często wchodzili kusznicy, jak również saperzy. Rola i ranga infanterii zaczęła wzrastać przez cały XII i XIII wiek, szczególnie w czasie wypraw krzyżowych. Rośnie również jej poziom wyszkolenia i uzbrojenia. Kusze, które były znane już w późnej starożytności, zyskały na znaczeniu w X i XI wieku, częściowo dzięki rozwojowi zamków w X i XI wieku i ich obleganiu. Kusze nie były szybkostrzelne, co ograniczało ich użycie na polu bitwy. W trakcie oblężeń szybkostrzelność nie miała tak dużego znaczenia, a kusznicy mogli skryć się za fortyfikacjami na czas ponownego załadowania kuszy. Użycie kusz w XII i XIII wieku spowodowało zwiększenie opancerzenia rycerstwa: hełmów zakrywających twarz (np. hełm garnczkowy), zbroi zakrywających całe ciało (zbroja pełna), jak również zbroi osłaniających konie. Proch był znany w Europie od połowy XIII wieku. Po raz pierwszy odnotowano jego użycie w Europie w walkach Anglików przeciwko Szkotom w 1304, kiedy był używany jako materiał wybuchowy. Armaty wykorzystywano podczas oblężeń od lat 20. XIV wieku, a ręczną broń palną od lat 60. XIV wieku.

### Architektura, sztuka i muzyka

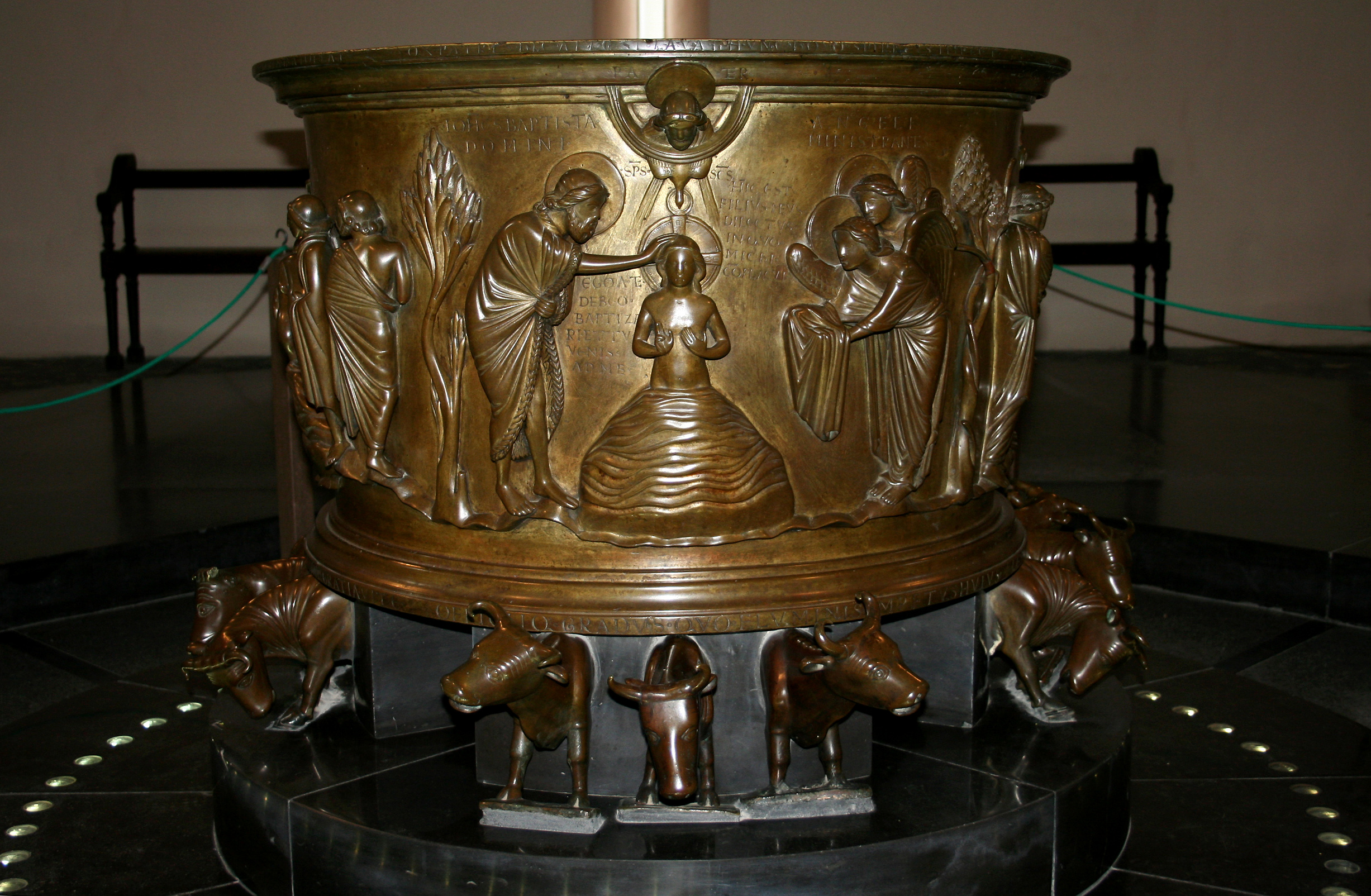
Chrzcielnica z Liège

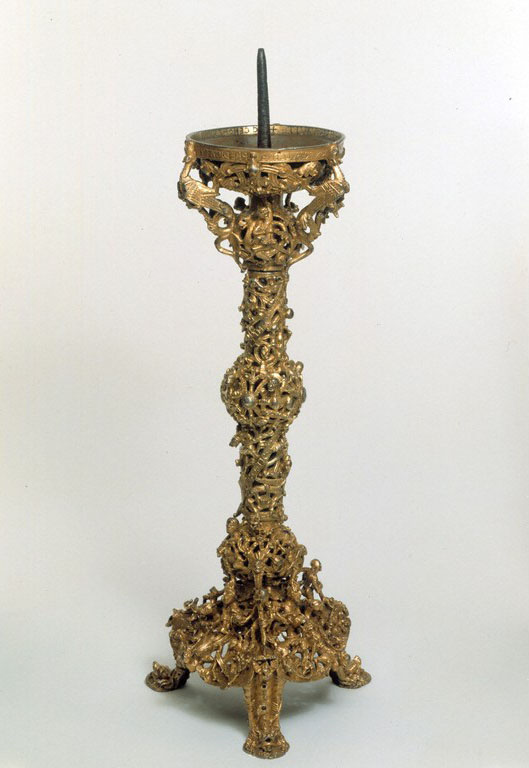
Świecznik z Gloucester, początek XII wieku, obecnie w Muzeum Wiktorii i Alberta w Londynie

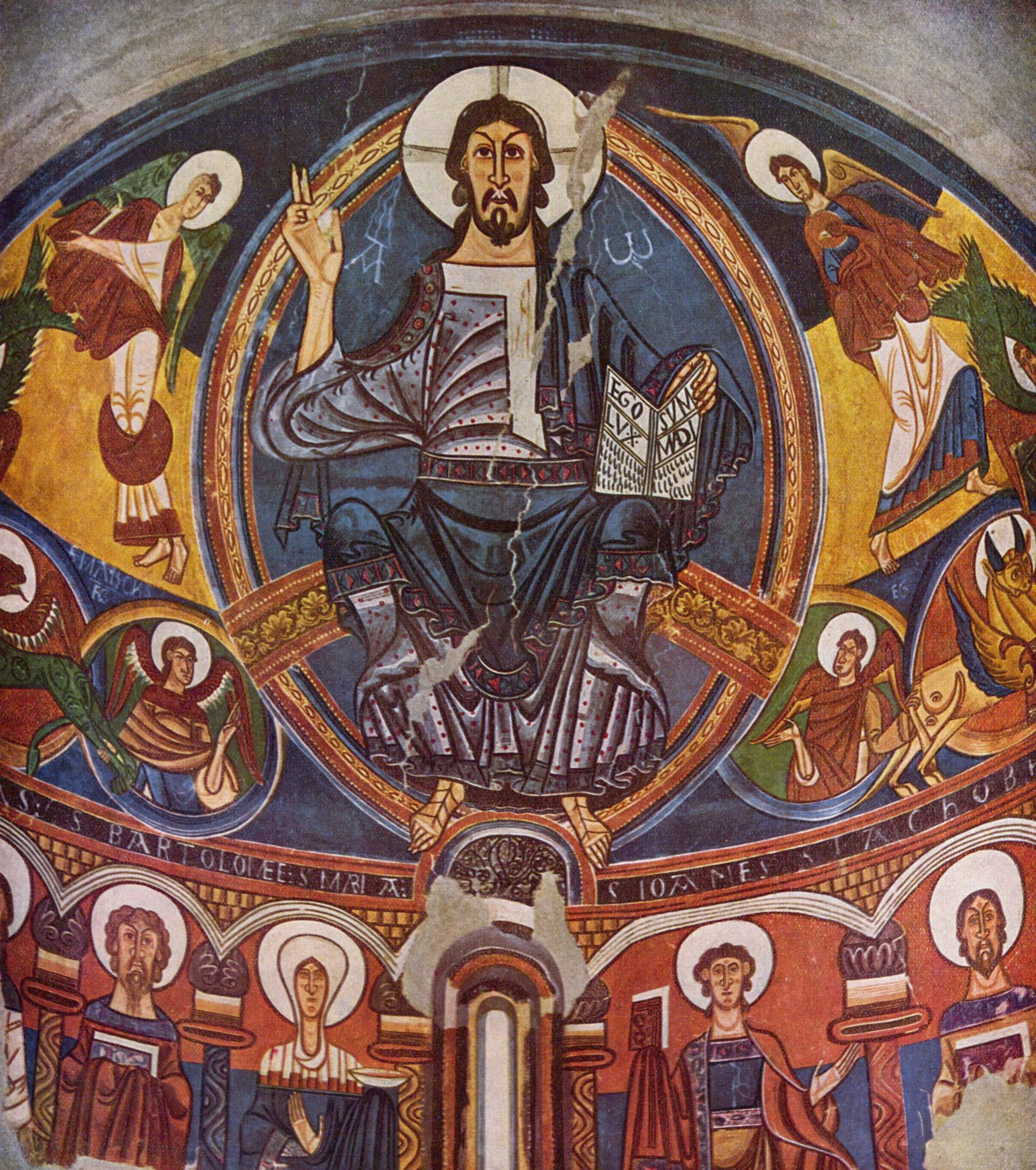
Romański fresk z apsydy kościoła Sant Climent de Taüll, 1123, obecnie w Narodowym Muzeum Sztuki Katalonii

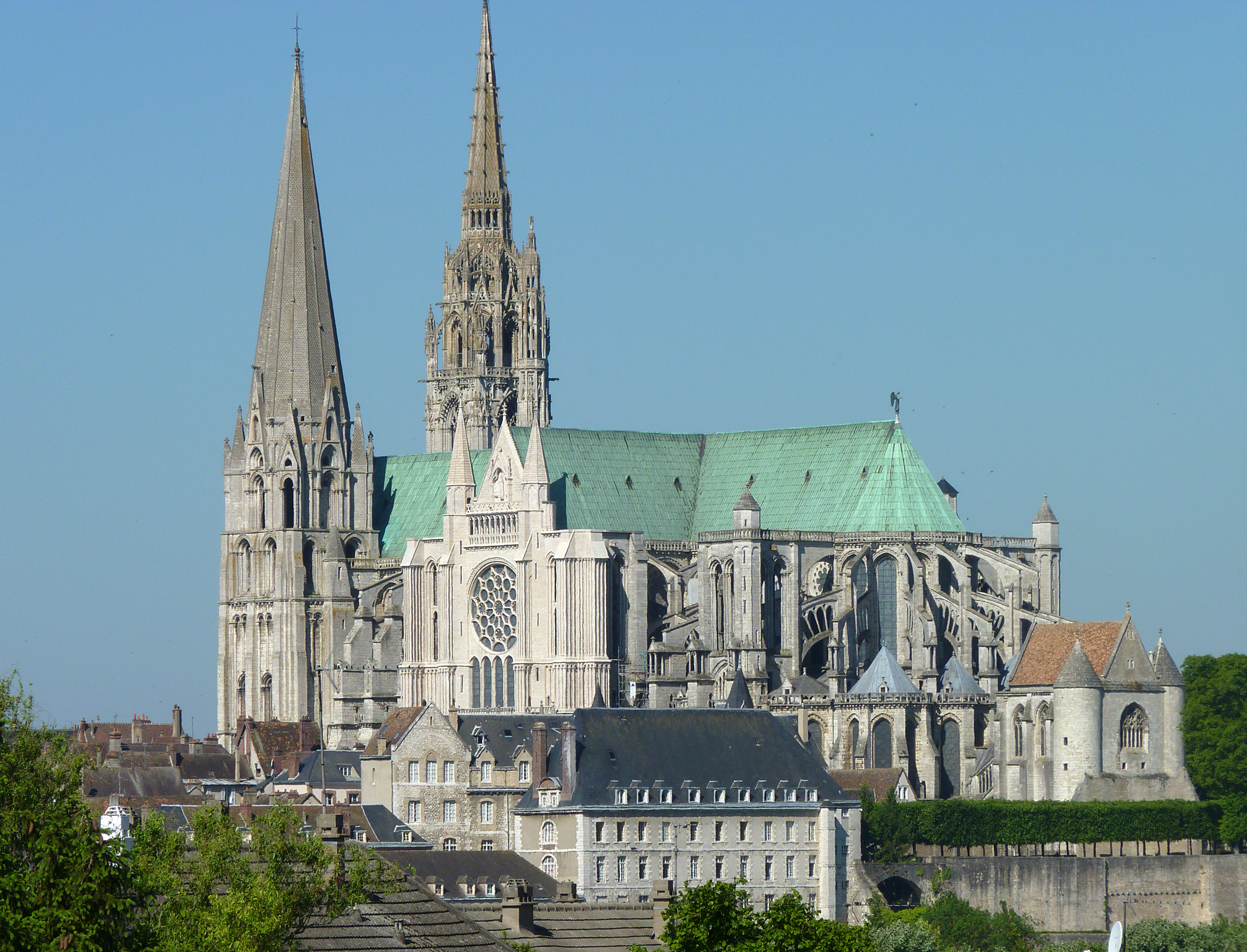
Katedra w Chartres, przykład architektury gotyckiej we Francji

W X wieku budowa kościołów i klasztorów doprowadziła do ukształtowania się stylu architektury kamiennej, stanowiącej rozwinięcie wzorów wypracowanych w starożytnym Rzymie (stąd w XIX wieku nadano temu stylowi architektonicznemu nazwę romański). Tam gdzie było to możliwe, do budowy używano cegły i kamienia pochodzących z budowli z czasów rzymskich. Po okresie przejściowym, nazywanym pierwszą sztuką romańską, nastąpiło jego rozprzestrzenienie na cały obszar pozostający pod wpływami chrześcijaństwa. Od czasów starożytnych po raz pierwszy ukształtował się w miarę jednolity styl obejmujący tak duży obszar. Tuż przed rokiem 1000 w całej Europie rozpoczęto wznoszenie na szeroką skalę kamiennych kościołów. Architektura romańska charakteryzowała się grubymi kamiennymi murami, otworami drzwiowymi zwieńczonymi półkolistymi łukami, małymi oknami i – zwłaszcza we Francji – kamiennymi sklepieniami łukowymi. Duży portal z kolorowymi wypukłymi płaskorzeźbami stał się głównym elementem fasady budynku (szczególnie we Francji), a głowice kolumn były często zdobione płaskorzeźbami przedstawiającymi sceny ze zwierzętami i mitycznymi potworami. Według historyka sztuki C.R. Dodwella „prawie wszystkie kościoły na zachodzie Europy były pokryte malowidłami”, z których tylko niewiele przetrwało do dziś. Rozwinął się charakterystyczny, europejski typ zamku, który odegrał kluczową rolę w polityce i działaniach wojennych.
Sztuka romańska, zwłaszcza kowalstwo, osiągnęła największe wyrafinowanie w dolinie Mozeli. Pojawiły się tam największe indywidualności artystyczne tego okresu, m.in. Mikołaj z Verdun (zm. 1205), a dzieła takie jak chrzcielnica z Liège są zbliżone do wzorów starożytnej Grecji. Kontrastuje to z pochodzącym z tego samego okresu świecznikiem z Gloucesteru, będącym przykładem sztuki romańskiej w Anglii. Luksusowe rękopisy reprezentowały duże ilustrowane wydania Biblii i psałterze. Kościoły były bogato zdobione malowidłami, często według następującego schematu: na stronie zachodniej wyobrażenie Sądu Ostatecznego, na wschodnim końcu wyobrażenie Chrystusa na tronie jako Najwyższego Króla i sceny biblijne wzdłuż nawy lub na sklepieniu. Przykładem jest cykl obrazów o tematyce biblijnej na sklepieniu kościoła w opactwie Saint Savin sur Gartempe we Francji.
Na początku XII wieku we Francji powstał i rozwinął się styl gotycki, który stopniowo rozprzestrzenił się na obszar całej Europy. W architekturze charakterystyczne dla tego stylu są sklepienia żebrowe, spiczaste łuki, łęki oporowe i duże okna z witrażami. Sztuka gotycka była przede wszystkim sztuką kościelną i trwała aż do XVI wieku w większości krajów europejskich. Klasycznymi reprezentantami architektury gotyckiej są katedry w Chartres i Reims we Francji oraz w Salisbury w Anglii. Szklane witraże stały się kluczowym elementem w wystroju kościołów wraz z nadal używanymi malowidłami ściennymi (do dziś przetrwała tylko niewielka ich liczba). We Francji styl gotycki w architekturze oprócz katedr w Chartres i Reims reprezentują również bazylika w Saint-Denis, Sainte-Chapelle i Katedra Notre-Dame w Paryżu, katedry w Amiens, Bourges, Laon, Le Mans, Noyon, Rouen, Soissons i Strasburgu, opactwo św. Michała Archanioła na Mont Saint-Michel w Normandii, Pałac papieski w Awinionie, mury obronne twierdz w Carcassonne i Aigues-Mortes. W Wielkiej Brytanii oprócz katedry w Salisbury budowlami gotyckimi są: katedry w Canterbury, Ely, Exeter, Glasgow, Gloucester, Newcastle, Peterborough, Lincoln, Yorku i Winchesterze, Opactwo Westminsterskie i Tower of London.
W okresie pełnego średniowiecza praktyka iluminowania manuskryptów stopniowo przeszła z klasztorów do świeckich warsztatów, tak że według Janetty Benton „już w 1300 roku większość mnichów kupowała manuskrypty od rzemieślników”, a godzinki stały się rodzajem modlitewnika dla osób świeckich (np. powstałe około 1410 Bardzo bogate godzinki księcia de Berry). Wyroby z metalu pozostały najbardziej prestiżowym rodzajem sztuki, a zdobienia wykonane z emalii z Limoges były popularną i stosunkowo niedrogą formą ozdabiania relikwiarzy i krzyży. We Włoszech innowacje wprowadzone przez Cimabue, a po nim przez mistrzów trecenta: Giotta di Bondone (zm. 1337) i Duccio di Buoninsegna (zm. ok. 1318), znacznie zwiększyły wyrafinowanie obrazów i fresków oraz podniosły ich status. Wzrost dobrobytu w XII wieku doprowadził do zwiększenia produkcji sztuki świeckiej; do dziś przetrwały wyroby z kości słoniowej, takie jak figurki do szachów, grzebienie i małe figurki religijne.

### Kościół i religia

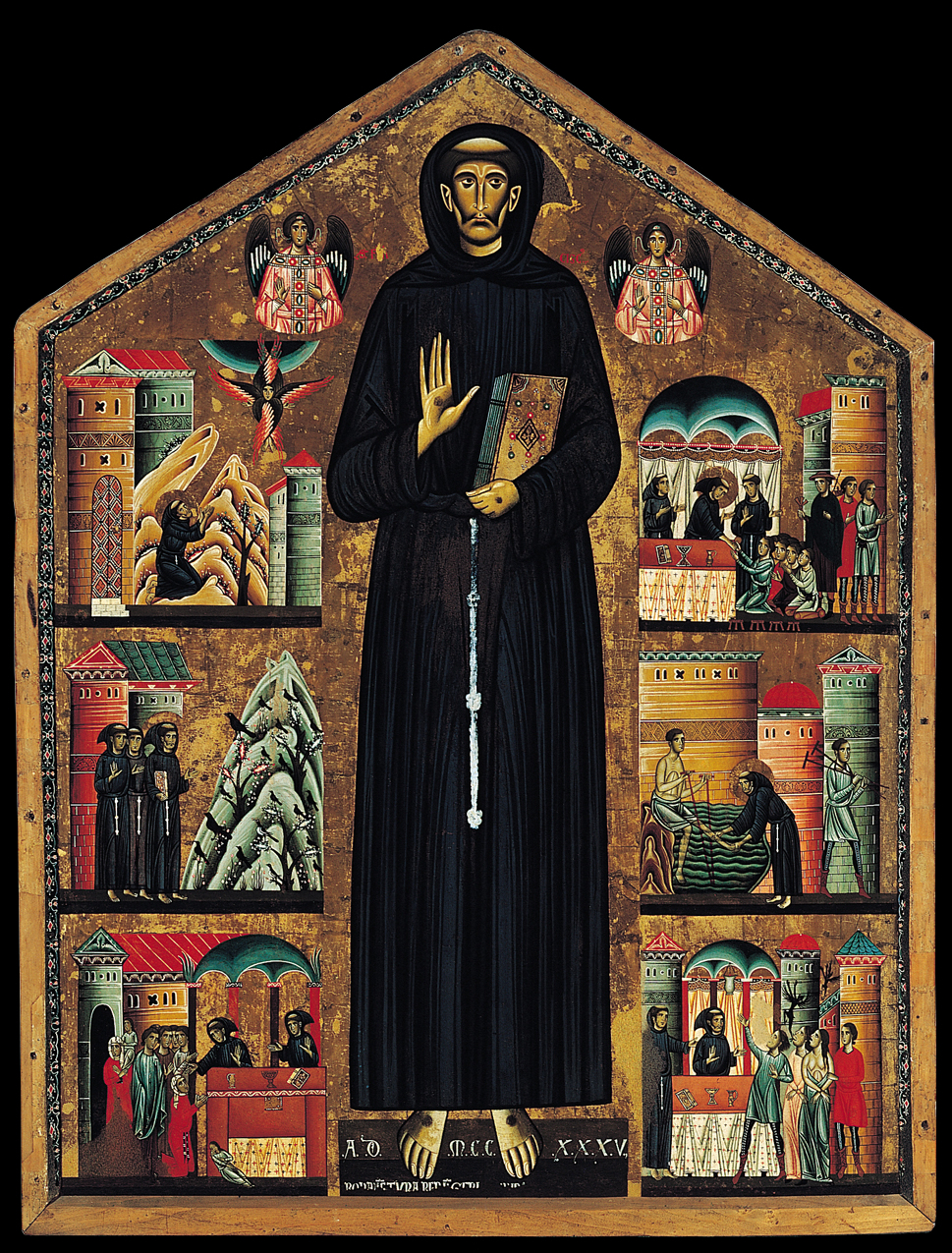
Franciszek z Asyżu, założyciel zakonu franciszkańskiego; przedstawienie świętego autorstwa Bonawentury Berlinghieriego z 1235

W XI wieku istotną stała się kwestia reformy życia zakonnego, wywołana niepokojem elit, że mnisi nie przestrzegają obowiązujących ich reguł zakonnych. Odpowiedzią na te obawy był ruch mający na celu odnowę życia zakonnego, zwany reformą kluniacką (od opactwa św. Piotra i Pawła w Cluny). Założone w 909 lub 910 roku opactwo w Cluny szybko stało się autorytetem w Kościele ze względu na surowość reguły zakonnej i ścisłe jej przestrzeganie. Starało się utrzymać wysoki poziom życia religijnego, co było możliwe dzięki niezależności od lokalnych feudałów – było podporządkowane papiestwu i miało prawo wyboru opata bez ingerencji ze strony władz świeckich.
Reforma kluniacka zainspirowała zmiany w całym Kościele. Rozpoczęte przez papieża Leona IX (1049–1054) reformy oparte na wzorach reformy kluniackiej doprowadziły do ukształtowania się idei niezależności Kościoła od władzy świeckiej, co z kolei pod koniec XI wieku wywołało spór o prawo do mianowania biskupów. Spór pomiędzy papieżem Grzegorzem VII (1073–85) a królem Niemiec (późniejszym cesarzem) Henrykiem IV, który rozpoczął się od prawa mianowania biskupów, przerodził się w walkę pomiędzy nimi w kwestiach prawa mianowania biskupów, małżeństw duchownych oraz handlu godnościami i urzędami kościelnymi. Cesarze uważali ochronę Kościoła za jeden ze swoich podstawowych obowiązków i chcieli zachować prawo do mianowania biskupów na podległych im ziemiach, lecz papiestwo dążyło do niezależności od władzy świeckiej. Spór zakończył się zawarciem w 1122 r. kompromisowego konkordatu wormackiego. Stanowił on ważny etap w kształtowaniu się świeckiej władzy papieży, oddzielnej i niezależnej od władz świeckich. W Niemczech przyczynił się także do wzmocnienia władzy książąt kosztem władzy cesarskiej.
Pełne średniowiecze było okresem wielkich ruchów religijnych. Oprócz krucjat i reform życia zakonnego powstawały nowe formy życia religijnego. Były zakładane nowe zakony, w tym kartuzów i cystersów. Szczególnie zakon cystersów pod przewodnictwem Bernarda z Clairvaux (zm. 1153) przeżywał okres intensywnego rozwoju. Nowe zakony powstały w reakcji na odczucia ludzi świeckich, że dotychczasowa reguła zakonna nie zaspokajała ich potrzeb. Wstępując do zakonu oczekiwali oni powrotu do ewangelicznej prostoty i pustelniczego monastycyzmu wczesnego chrześcijaństwa, pragnąc żyć jak pierwsi apostołowie. Rozwinął się ruch pielgrzymkowy. Więcej pielgrzymów odwiedzało dotychczasowe miejsca pielgrzymek takie jak Rzym, Jerozolima i Santiago de Compostela, wzrastało również znaczenie nowych takich jak sanktuarium Monte Sant’Angelo na półwyspie Gargano i bazylika św. Mikołaja w Bari.
W XIII wieku zostały zatwierdzone przez papiestwo zakony żebracze – franciszkanie i dominikanie – których członkowie ślubowali ubóstwo i utrzymywali się z jałmużny. Ugrupowania religijne takie jak waldensi również odwoływały się ewangelicznych ideałów ubóstwa, lecz zostali oni przez papiestwo uznani za heretyków. Inny ruch religijny odwołujący się do zasad ewangelicznego ubóstwa, uznany za heretycki, tworzyli katarzy. W 1209 papież Innocenty III ogłosił krucjatę przeciwko katarom. W wyniku krucjaty oraz działań średniowiecznej inkwizycji ruch katarów został zlikwidowany.

## Późne średniowiecze

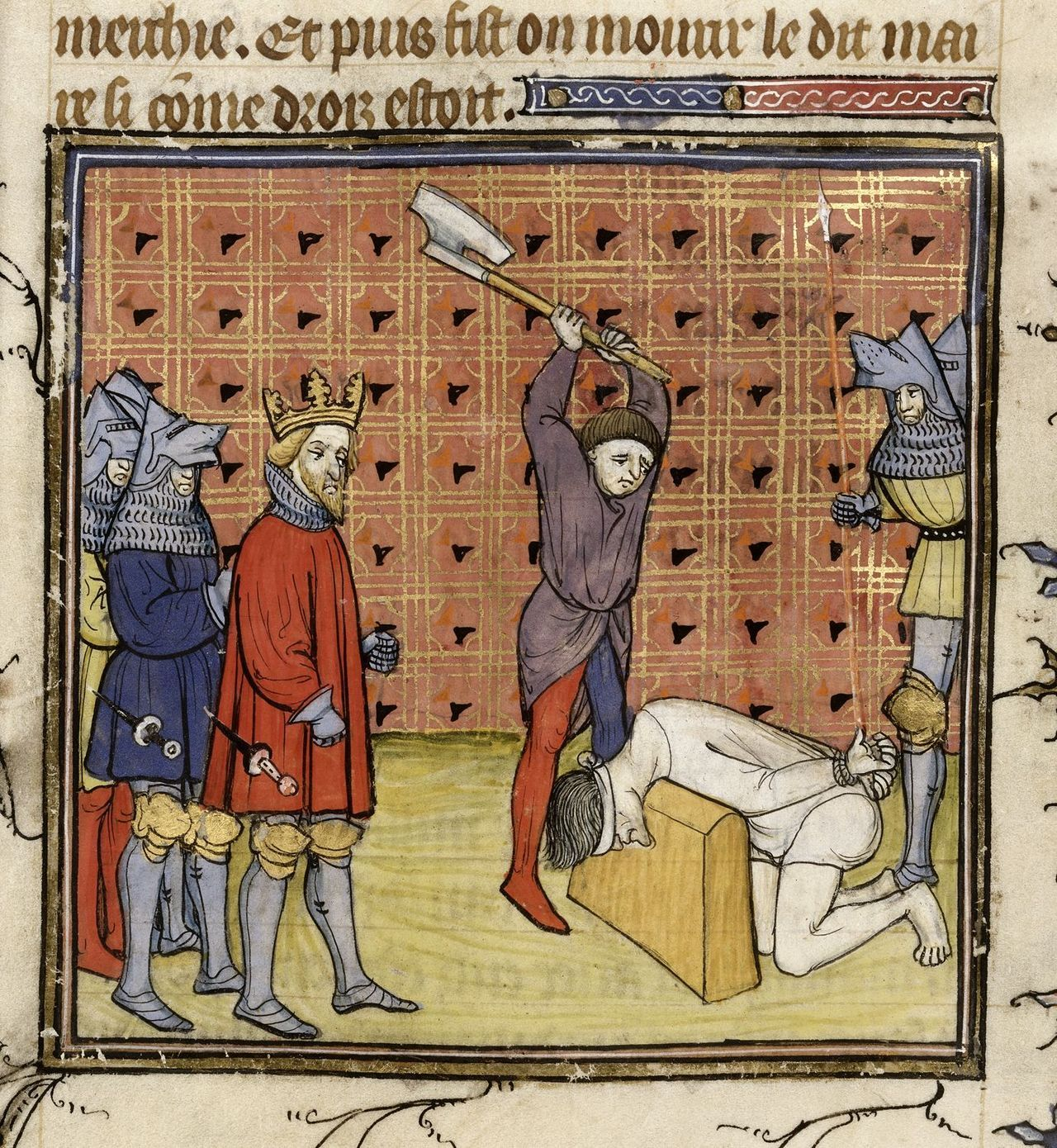
Egzekucja przywódców żakerii, z XIV-wiecznego manuskryptu Chroniques de France ou de St Denis

### Wojna, głód i zaraza
Pierwsze lata XIV wieku upływały pod znakiem klęsk głodu, których największe nasilenie przypadło na lata 1315–1317 (tzw. Wielki głód). Jedną z jego przyczyn były zmiany klimatyczne wraz z występowaniem licznych klęsk żywiołowych. Choć trudno jest zrekonstruować stan warunków klimatyczno-środowiskowych wieków średnich, gdyż wymaga to badań interdyscyplinarnych, to jednak powszechnie uznaje się, że powolna zmiana klimatu od średniowiecznego optimum klimatycznego do małej epoki lodowej skutkowała zmniejszeniem średniej wielkość plonów. Lata 1313–14 i 1317–21 były w Europie wyjątkowo deszczowe, co spowodowało znaczny spadek plonów. Spadkowi średniej rocznej temperatury w XIV wieku w Europie, towarzyszyło pogorszenie koniunktury gospodarczej.
Po klęskach głodu, w 1347 r. wybuchła epidemia czarnej śmierci, choroby, która w ciągu trzech kolejnych lat rozprzestrzeniła się w całej Europie. Wśród historyków panowała zgoda, że czarna śmierć była rodzajem dżumy, co jednak zaczęło być kwestionowane od lat 70. XX wieku. Rozwój nowych technik badawczych, zwłaszcza w zakresie analizy antycznego DNA pozyskanego w trakcie badań archeologicznych, pozwolił na rozstrzygnięcie tych kontrowersji. W 2010 r. opublikowano wyniki badań DNA ofiar zarazy potwierdzające, że przyczyną czarnej śmierci była bakteria Yersinia pestis (zwaną też pałeczką dżumy), powodująca dżumę. Od tej pory wśród historyków ponownie panuje konsensus, że czarna śmierć była pandemią dżumy, wywołaną przez bakterię Yersinia pestis.
W wyniku zarazy w Europie zmarło prawdopodobnie około 35 milionów ludzi, około jedna trzecia ówczesnej populacji. W zatłoczonych miastach śmiertelność była szczególnie wysoka. Liczba mieszkańców Lubeki w Niemczech zmniejszyła się o 90%. Na dużych obszarach znacznie zmniejszyła się liczba mieszkańców, a na niektórych terenach nie miał kto uprawiać ziemi. Wzrosły płace, gdy właściciele ziemscy starali się zachęcić mniejszą liczbę dostępnych pracowników do pracy na swoich polach. Kolejnym problemem były niższe czynsze i niższy popyt na żywność, co wpłynęło na zmniejszenie dochodów z ziemi. Również pracownicy w miastach uważali, że mają prawo do wyższych płac, a w całej Europie wybuchały powstania ludowe. Były wśród nich żakeria (1358) we Francji, powstanie Wata Tylera (1381) w Anglii, bunt Ciompich (1378) we Florencji we Włoszech. Trauma spowodowana zarazą spowodowała wzrost pobożności w Europie, która przejawiała się w powstawaniu nowych organizacji charytatywnych, samoumartwianiu się biczowników. O wywołanie zarazy byli obwiniani również Żydzi, co wywołało falę pogromów. Sytuacja pozostawała niestabilna przez resztę XIV wieku w związku z nawrotami zarazy; na mniejszą skalę nawiedzała ona Europę do końca średniowiecza.

### Społeczeństwo i gospodarka
Czarna śmierć spowodowała zmiany w dotychczasowym porządku społecznym. Ziemie gorszej jakości przestały być uprawiane, ponieważ ci, którzy przeżyli, mieli do dyspozycji wystarczającą ilość ziemi lepszej jakości. Pańszczyzna zaczęła zanikać na zachodzie Europy, jednak zaczęła być bardziej powszechna we wschodniej Europie, gdzie właściciele ziemscy zaczęli narzucać ją swoim poddanym, którzy przedtem nie musieli jej świadczyć. Większości chłopów na zachodzie Europy udało się zamienić pańszczyznę na czynsz w pieniądzu. Odsetek chłopów będących poddanymi feudałów zmniejszył się z 90 do blisko 50% pod koniec okresu. Właściciele ziemscy zaczęli działać wspólnie, by wymusić dodatkowe przywileje od swoich władców. Częściowo pod naciskiem właścicieli ziemskich władcy wydawali prawa mające przywrócić warunki ekonomiczne, które istniały przed epidemią. Zwiększał się udział ludzi piśmiennych wśród ludzi świeckich, a mieszczaństwo zaczęło naśladować dworskie obyczaje możnowładców.
Żydzi zostali wygnani z Anglii w 1290 i z Francji w 1306. Chociaż części pozwolono wrócić do Francji, większość wyemigrowała na wschód Europy, osiedlając się w Polsce i na Węgrzech. Żydzi zostali wygnani z Hiszpanii w 1492 i udali się do Imperium osmańskiego, Francji, Włoch i Holandii. Bankowość powstała we Włoszech w XIII wieku, rozwijała się również w XIV. Motorem jej rozwoju były potrzeby pożyczkowe związane z toczonymi wojnami i transferem pieniędzy przez papiestwo między różnymi krajami. Wiele przedsiębiorstw bankowych pożyczało pieniądze rodzinom królewskim, co było związane z wielkim ryzykiem, gdyż niektóre z nich zbankrutowały, gdy władcy odmawiali spłaty swoich długów. M.in. domy bankowe Bardich i Peruzzich zbankrutowały w latach 40. XIV wieku, gdy król angielski Edward III odmówił zwrotu zaciągniętych u nich pożyczek.

### Umocnienie monarchii narodowych

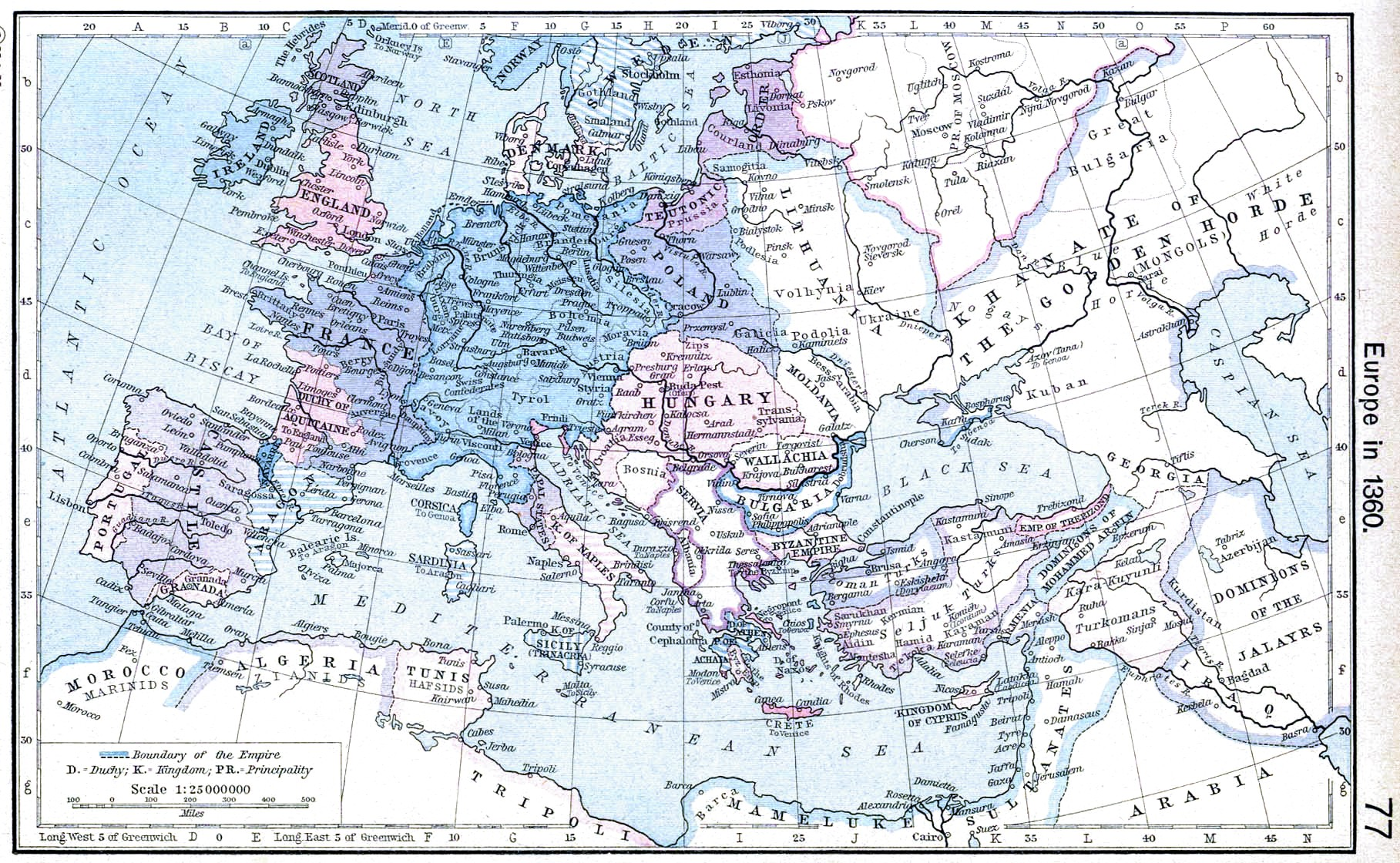
Europa w 1360

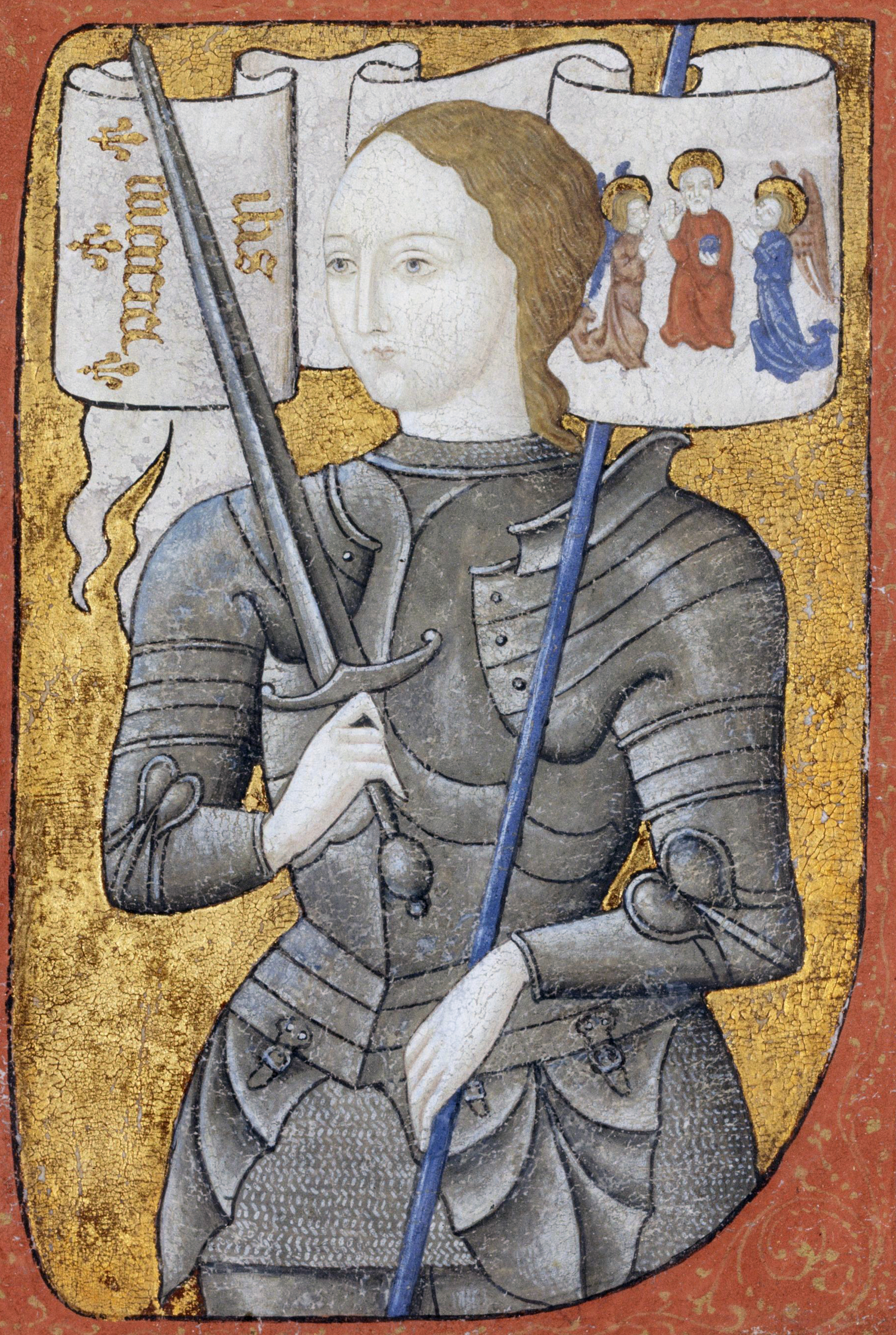
Joanna d’Arc, miniatura z XV wieku

Późne średniowiecze było okresem kształtowania się w Europie silnych, opartych na monarchii, państw narodowych, szczególnie w Anglii, Francji i chrześcijańskich królestwach Półwyspu Iberyjskiego: Aragonii, Kastylii i Portugalii. Długotrwałe wojny w późnym średniowieczu, które były niezwykle uciążliwe dla chłopów, przyczyniły się do wzmocnienia władzy królewskiej. Władcy wykorzystywali prowadzone wojny do rozszerzenia jurysdykcji królewskiej na cały obszar królestw i powiększenia obszarów bezpośrednio przez siebie kontrolowanych. Wydatki wojenne wymogły wprowadzenie bardziej skutecznych i wydajnych metod opodatkowania, którym często towarzyszył wzrost stawek podatkowych. Wymóg uzyskania zgody na nałożenie podatków przez tych, na których miały być one nałożone, spowodował wzmocnienie znaczenia organów przedstawicielskich takich jak parlament angielski i francuskie Stany Generalne.
W całym XIV wieku królowie Francji starali się rozszerzyć granice domeny królewskiej kosztem swoich wasali. Próba konfiskaty posiadłości angielskich na południu Francji, z których król Anglii był lennikiem króla Francji, doprowadziła w 1337 do wybuchu wojny stuletniej, która zakończyła się w 1453. W początkowej fazie wojny Anglicy dowodzeni przez króla Edwarda III (1327–77) i jego syna Edwarda, Czarnego Księcia (zm. 1376) zwyciężyli w bitwach pod Crécy (1346) i pod Poitiers (1356), zdobyli miasto Calais (1347) i uzyskali kontrolę nad znaczną częścią Francji. Calais pozostało w posiadaniu Anglii do 1558. W następstwie tych klęsk niemal doszło do rozpadu królestwa Francji. Na początku XV wieku królestwu Francji ponownie zagroził upadek, lecz zwycięstwa odnoszone przez Joannę d’Arc (zm. 1431) pod koniec lat 20. XV wieku doprowadziły do uzyskania przewagi przez Francuzów, aż do zdobycia ostatnich posiadłości angielskich na południu Francji w 1453. Wojna spowodowała ogromne zniszczenia we Francji. Po zakończeniu konfliktu liczba mieszkańców Francji była o połowę mniejsza niż na jego początku. Z kolei wojna przyczyniła się do umocnienia angielskiej tożsamości narodowej. Mieszkańcy Anglii zaczęli postrzegać siebie bardziej jako Anglików, niż mieszkańców poszczególnych jej rejonów. Wojna z Francją przyczyniła się także do rozwoju narodowej kultury angielskiej, oddzielnej od francuskiej, która dominowała w Anglii przed wybuchem wojny. Na początku wojny stuletniej o przewadze Anglików decydowali łucznicy używający długiego łuku angielskiego. W bitwie pod Crécy w 1346 na polu bitwy pojawiły się też armaty.
Na terenie dzisiejszych Niemiec w dalszym ciągu istniało cesarstwo, lecz elekcyjny charakter wyboru cesarza oznaczał, że nie było trwałej dynastii, która mogłaby uformować silne państwo. Dalej na wschód stawały się potęgami królestwa Polski, Węgier i Czech. Chrześcijańskie królestwa Półwyspu Iberyjskiego kontynuowały proces rekonkwisty; Portugalia w XV wieku koncentrowała się na ekspansji zamorskiej, podczas gdy inne królestwa były rozdzierane sporami o sukcesję i walkami wewnętrznymi. Anglia po przegranej wojnie stuletniej pogrążyła się w długotrwałej wojnie domowej, zwanej wojną Dwóch Róż, która trwała do lat 90. XV wieku. Wojna skończyła się, gdy królem Anglii został Henryk Tudor (1485–1509, jako Henryk VII) i umocnił swoją władzę nad Anglią po zwycięstwie nad Ryszardem III (1483–85) w bitwie pod Bosworth w 1485. Pod koniec XIV wieku Małgorzata I (zm. 1412) doprowadziła do zjednoczenia Norwegii, Danii i Szwecji w ramach unii personalnej, zawartej na zjeździe w Kalmarze w 1397. Głównym celem unii kalmarskiej było przeciwstawienie się ekspansji niemieckiej w Europie Północnej. Po śmierci królowej Małgorzaty I zaznaczył się wyraźny konflikt pomiędzy Danią i Szwecją, który z czasem doprowadził do całkowitego rozpadu unii (1523). Drugą główną siłą w rejonie Morza Bałtyckiego w tym okresie była Liga Hanzeatycka, związek miast handlowych Europy Północnej, który zmonopolizował handel w tym regionie. Szkocja wyzwoliła się spod panowania angielskiego w wyniku wojny, w której powstańcami szkockimi dowodził Robert I Bruce (1306–29), który koronował się na króla Szkocji w 1306. W 1328 Anglia uznała niepodległość Szkocji; w tym samym roku uczyniło to papiestwo.

### Upadek Cesarstwa Bizantyńskiego
Chociaż dynastia Paleologów w 1261 przejęła Konstantynopol z rąk krzyżowców, nigdy nie zdołała ona odzyskać większości byłych ziem Cesarstwa Bizantyńskiego. Zazwyczaj kontrolowała ona tylko małą część Półwyspu Bałkańskiego w pobliżu Konstantynopola, samo miasto i niektóre tereny na wybrzeżu Morza Czarnego i Morza Egejskiego. Dawne ziemie bizantyńskie na Bałkanach zostały podzielone między Serbię, Bułgarię i Republikę Wenecką. Cesarstwu Bizantyńskiemu zagrażało nowe państwo tureckie pod wodzą Osmanów, którzy osiedlili się w Anatolii w XIII wieku i w XIV wieku stale zdobywali nowe tereny. Imperium Osmańskie rozpoczęło ekspansję w Europie i zdobyło dominującą pozycję na Bałkanach po bitwie na Kosowym Polu w 1389. W odpowiedzi na zagrożenie tureckie została zorganizowana krucjata; w 1396 siły chrześcijańskie, które zaatakowały Bałkany, zostały pokonane przez Turków w bitwie pod Nikopolis. Konstantynopol został zdobyty przez Turków w 1453.

### Kościół i religia

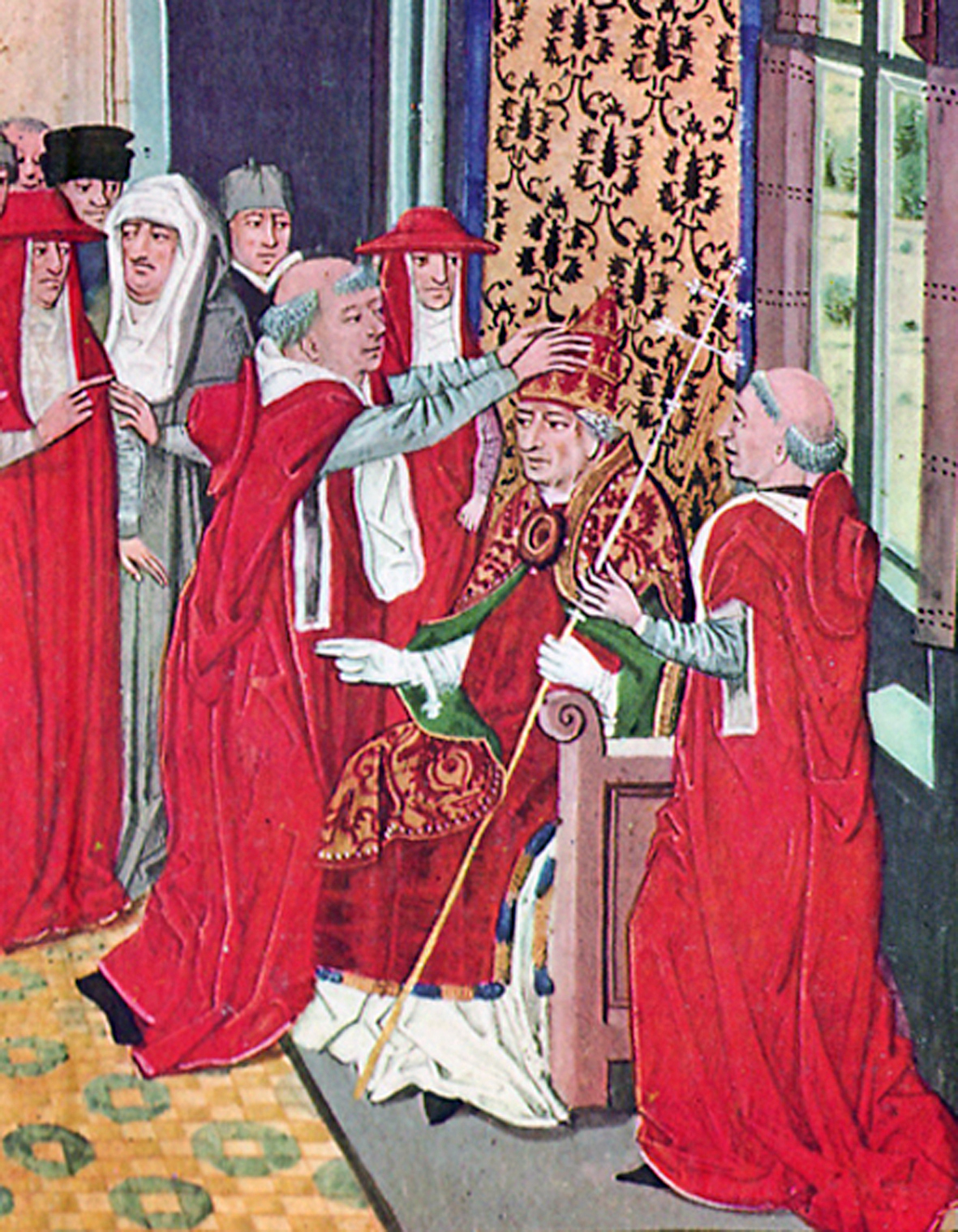
Guy de Boulogne koronuje papieża Grzegorza XI, miniatura z Kroniki Froissarta

W latach 1305–1378 kolejni papieże, narodowości francuskiej, byli uzależnieni od królów Francji; w latach 1309–1377 ich rezydencję stanowiło francuskie miasto Awinion. Z tego powodu okres ten jest nazywany niewolą awiniońską papieży (nazwa nawiązująca do niewoli babilońskiej Żydów). W 1378 odbyły się dwa konklawe: w Rzymie, które wybrało na papieża Włocha Urbana VI, i w Fondi, które wybrało na papieża Francuza Klemensa VII. Zapoczątkowało to wielką schizmę zachodnią, kiedy to do tytułu głowy Kościoła rościło pretensje dwóch, a nawet trzech papieży, każdy uznawany przez kilka państw. W 1414 został zwołany sobór w Konstancji (1414–1418). W trakcie jego obrad złożono z urzędu wszystkich spośród trzech rywalizujących papieży i w listopadzie 1417 kardynałowie na konklawe wybrali nowego papieża Marcina V (1417–31).
Poza schizmą Kościołem katolickim wstrząsały spory teologiczne. Niektóre z poglądów prezentowanych w tych sporach zostały przez Kościół uznane za herezje. John Wycliffe (zm. 1384), angielski teolog, został potępiony jako heretyk w 1415 za nauczanie, że ludzie świeccy powinni mieć dostęp do tekstu Biblii poprzez przekłady na języki narodowe, jak również za odmienne od nauczania Kościoła poglądy na temat Eucharystii. Nauczanie Wycliffe’a wpłynęło na dwa główne ruchy heretyckie późnego średniowiecza – ruch lollardów w Anglii i husytyzm w Czechach. Jan Hus został spalony na stosie jako heretyk w 1415, po potępieniu jego nauk przez sobór w Konstancji. Zapoczątkowany jego działalnością ruch husycki przetrwał poza okres średniowiecza, pomimo organizowanych przeciwko niemu krucjat. W 1416 los Husa podzielił Hieronim z Pragi. Oskarżenia o herezję były stosowane również w innych przypadkach, jak np. przeciwko zakonowi rycerskiemu templariuszy, co spowodowało jego rozwiązanie w 1312 i podział jego majątku pomiędzy króla Francji Filipa IV Pięknego (1285–1314) i zakon rycerski joannitów.
Papieże sprecyzowali koncepcję przeistoczenia, stwierdzając również, że tylko księża mogą przyjmować komunię pod postacią wina w trakcie Eucharystii. Zwiększyło to dystans pomiędzy duchowieństwem a ludźmi świeckimi. Świeccy praktykowali pielgrzymki, kult relikwii i wierzyli w moc szatana. Mistycy tacy jak Mistrz Eckhart (zm. 1327) czy Tomasz z Kempis (zm. 1471) w swoich pracach nauczali o konieczności skupienia się na wewnętrznym życiu duchowym, co położyło podstawy pod reformację protestancką. Poza mistycyzmem rozpowszechniła się wiara w czary i czarownice. Pod koniec XV wieku powszechne obawy przed czarami uwiarygodniło potępienie przez Kościół czarownic w 1484 i publikacja napisanego w 1486 Malleus Maleficarum (Młota na czarownice), najpopularniejszego podręcznika dla łowców czarownic.

### Uczeni, intelektualiści i odkrycia geograficzne

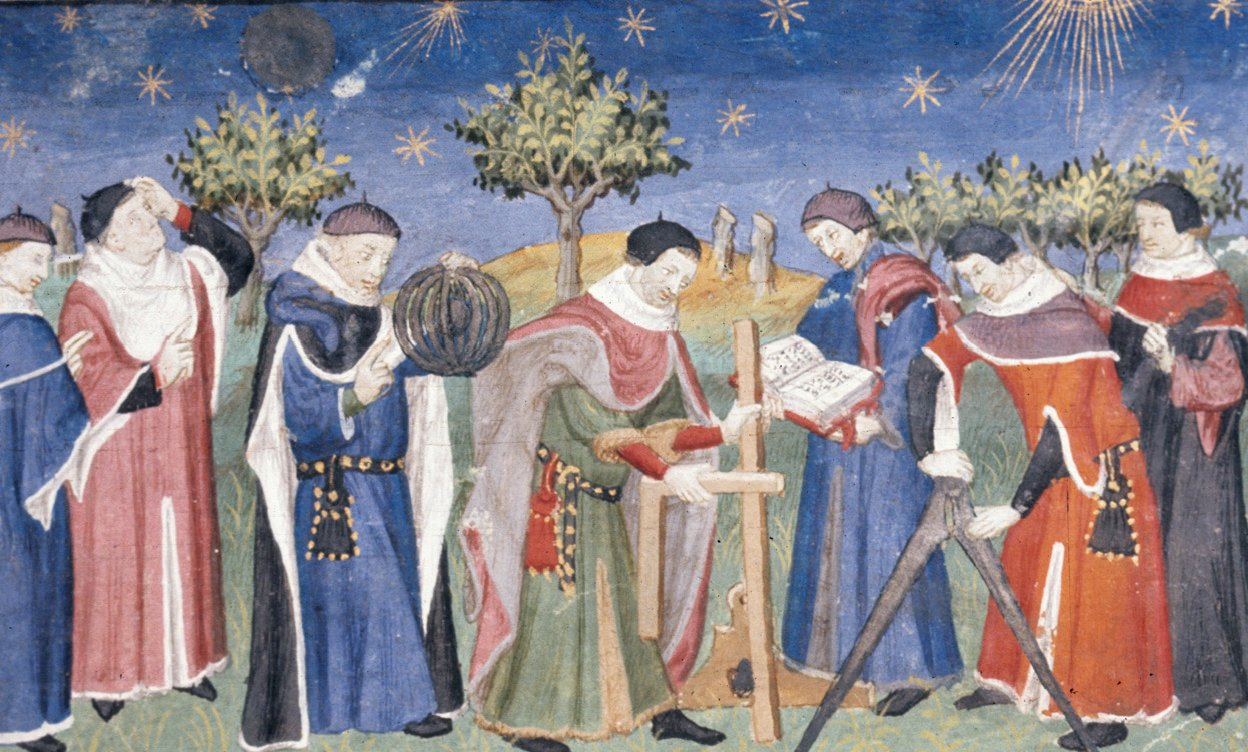
Nauka astronomii i geometrii. Francja, początek XV wieku

W późnym średniowieczu Jan Duns Szkot (zm. 1308) i William Ockham (zm. ok. 1348) sprzeciwiali się rozumowemu podejściu do wiary. Ich wysiłki, wraz z innymi, doprowadziły do podważenia dominującego platońskiego rozumienia idei uniwersaliów. Poglądy Williama Ockhama, że rozumowanie i logika są niezależne od wiary, pozwoliły na oddzielenie nauki od teologii i filozofii. Nauki prawne charakteryzował proces wkraczania prawa rzymskiego w obszary regulowane dotychczas przez prawo zwyczajowe. Jedynym wyjątkiem od tej tendencji była Anglia, gdzie prawo oparte na precedensach pozostało dominujące. W poszczególnych krajach wydawano także zbiory praw, m.in. w Kastylii, Polsce i Litwie.
Głównym zadaniem edukacji było w dalszym ciągu przygotowywanie kadr do pełnienia funkcji duchownych. Nauka pisania i czytania oraz podstaw matematyki odbywała się w domach lub w wiejskich szkołach parafialnych. Następnym stopniem nauczania były szkoły katedralne lub szkoły prowadzone przez miasta, gdzie nauczano tzw. trivium – gramatyki łacińskiej, retoryki i dialektyki (czyli logiki). Nastąpił rozwój tego typu szkolnictwa – w niektórych włoskich miastach było po kilka tego typu szkół. W XIV i XV wieku zwiększyła się liczba uniwersytetów. Rozwijała się literatura w językach narodowych, którą tworzyli m.in. Dante (zm. 1321), Petrarka (zm. 1374) i Boccaccio (zm. 1375) w XIV-wiecznych Włoszech, Geoffrey Chaucer (zm. 1400) i William Langland (zm. ok. 1386) w Anglii oraz François Villon (zm. po 1463) i Christine de Pisan (zm. ok. 1430) we Francji. Duża część twórczości literackiej miała w dalszym ciągu charakter religijny i chociaż większość z niej powstawała w języku łacińskim, jednak ze względu na powstałe zapotrzebowanie powstawały również żywoty świętych i inne dzieła religijne w językach narodowych. Powstawały one ze względu na rozwój nurtu devotio moderna, którego najbardziej widocznym przejawem były stowarzyszenia Braci Wspólnego Życia, lecz który przejawiał się również w pracach mistyków nadreńskich: Mistrza Eckharda i Johannesa Taulera (zm. 1361). Rozwijał się teatr pod postacią misteriów wystawianych w kościołach (np. misterium w Elche). Pod koniec okresu średniowiecza upowszechnienie prasy drukarskiej (od ok. 1450) doprowadziło do powstania w Europie przed 1500 wydawnictw publikujących książki. Upowszechniała się umiejętność czytania i pisania, jednak w dalszym ciągu pozostawała niska. Szacuje się, że w 1500 wskaźnik alfabetyzacji wynosił 10% wśród mężczyzn i 1% wśród kobiet.
W początkach XV wieku kraje Półwyspu Iberyjskiego zaczęły wspierać wyprawy morskie poza granice Europy. Portugalski książę Henryk Żeglarz (zm. 1460), od 1417 wielki mistrz Zakonu Rycerzy Chrystusa, wysyłał ekspedycje morskie, które za jego życia dotarły do Wysp Kanaryjskich, Azorów i Wysp Zielonego Przylądka. Po jego śmierci wyprawy były kontynuowane; w 1488 Bartolomeu Dias (zm. 1500) opłynął południowy kraniec Afryki, a w 1498 Vasco da Gama (zm. 1524) dotarł do Indii drogą morską wokół Afryki. Połączone hiszpańskie królestwa Kastylii i Aragonii wysłały wyprawę morską pod dowództwem Krzysztofa Kolumba (zm. 1506), która w 1492 dotarła do Ameryki. Król Anglii Henryk VII wysłał wyprawę pod dowództwem Johna Cabota, który w 1497 również dopłynął do Ameryki.

### Technika, technologia i wojskowość
Jedną z głównych zmian w dziedzinie wojskowości w późnym średniowieczu był wzrost znaczenia piechoty i lekkiej kawalerii. Wojska piesze zaczęły także stosować na większą skalę fortyfikacje przeciwkawaleryjskie, np. wilcze doły. W wojskach angielskich znaczną rolę odgrywali również łucznicy uzbrojeni w długie łuki angielskie. Inne kraje nie posiadały podobnych formacji dorównujących im skutecznością. Wzrost siły rażenia kusz i pojawienie się ręcznej broni palnej wymusiły postęp w budowie pancerzy. Szczytowym osiągnięciem w tej dziedzinie była pełna zbroja płytowa. Broń drzewcowa zyskała na znaczeniu wraz z pojawieniem się oddziałów szkockiej, flamandzkiej i szwajcarskiej piechoty, uzbrojonej w piki i inną broń drzewcową.
Jedną z głównych zmian w rolnictwie było upowszechnienie owiec długowełnistych, co pozwoliło na przędzenie mocniejszych nici. Równie duże znaczenie miało zastąpienie wrzeciona z kądzielą przez kołowrotek, co pozwoliło na trzykrotne zwiększenie wydajności pracy. Był to jeszcze prosty kołowrotek ręczny, bez zastosowania napędu nożnego koła do skręcania i wyciągania włókna, który pojawił się w XV wieku. Mniej zaawansowaną technologicznie zmianą, która w znaczący sposób wpłynęła na życie codzienne, było użycie guzików do zapinania części garderoby, co pozwalało na lepsze jej dopasowanie do figury, bez jej sznurowania. Udoskonalona została konstrukcja wiatraków poprzez zastosowanie specjalnej podstawy podtrzymującej pionowy słup, wokół którego obracano całą konstrukcję wraz z mechanizmem, tak aby obrócić skrzydła wiatraka w zależności od kierunku wiatru. Pojawienie się w Szwecji około 1350 wielkiego pieca pozwoliło na zwiększenie produkcji żelaza i poprawę jego jakości. Pierwsze prawo patentowe chroniące prawa wynalazców zostało uchwalone w 1447 w Wenecji.

### Sztuka i architektura późnego średniowiecza

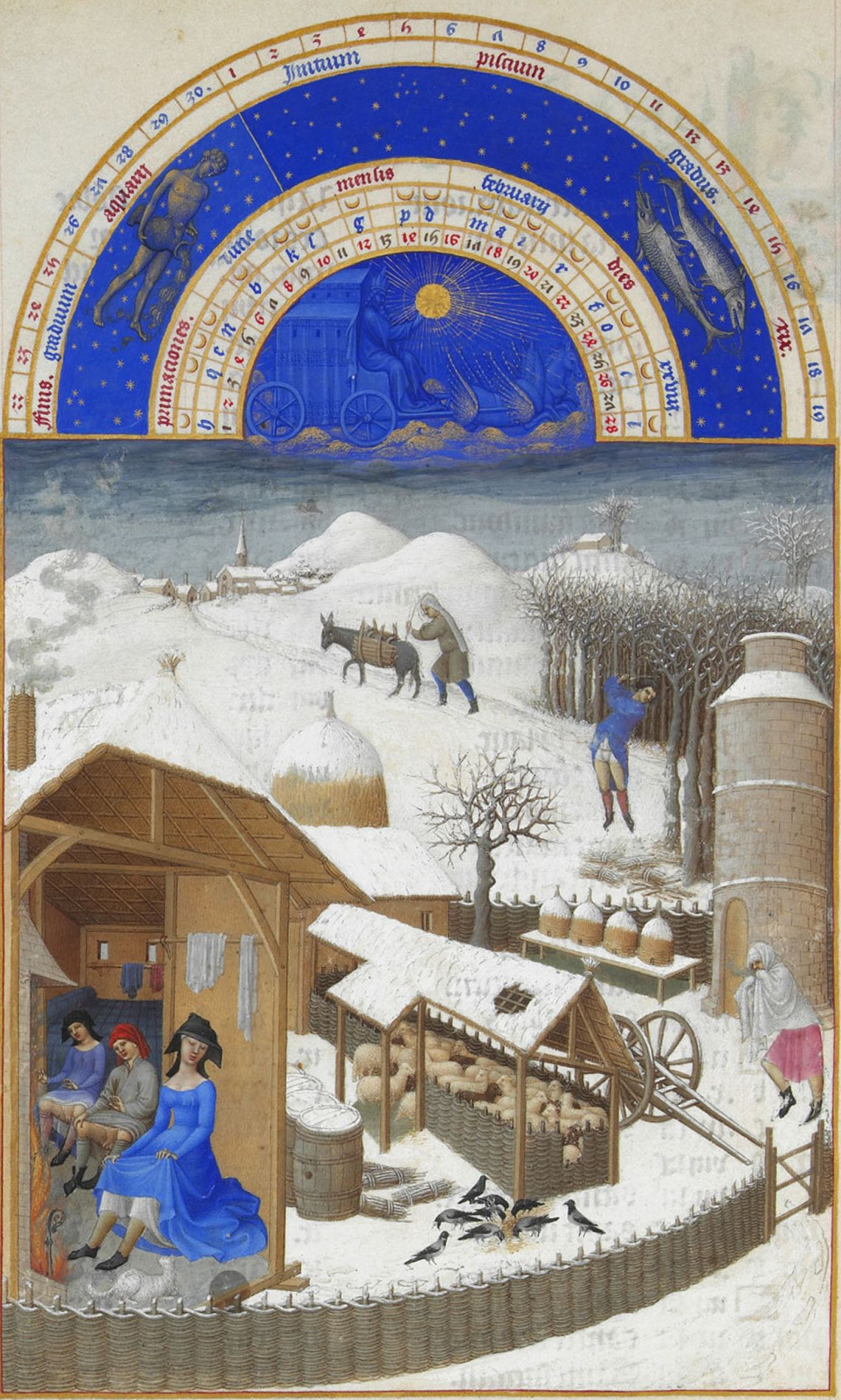
Luty, scena rodzajowa z XV-wiecznego iluminowanego manuskryptu Bardzo bogate godzinki księcia de Berry

Późne średniowiecze w Europie odpowiadało epokom trecenta i wczesnego renesansu w sztuce włoskiej, chociaż w północnej Europie i Hiszpanii niemal do końca średniowiecza nadal dominował styl gotycki, który w XV wieku stawał się coraz bardziej wyrafinowany (styl flamboyant w architekturze). Gotyk międzynarodowy, który dominował w większości Europy w dziesięcioleciach około roku 1400, był stylem dworskim, w którym tworzono takie arcydzieła jak Bardzo bogate godzinki księcia de Berry. W całej Europie zyskiwała na znaczeniu (zarówno pod względem ilościowym, jak i wartości artystycznych) sztuka świecka. W XV wieku włoscy i flamandzcy kupcy stawali się znaczącymi mecenasami sztuki, zamawiając portrety, jak również całą gamę dóbr luksusowych takich jak biżuteria, szkatułki z kości słoniowej, ozdobne skrzynie i bogato zdobione naczynia. Wśród nich znajdowały się również wyroby produkowane przez Mudejarów (muzułmanów, którzy pozostali w Hiszpanii), od których wziął nazwę styl w sztuce – Mudéjar. Chociaż dwory królewskie posiadały olbrzymie ilości ozdobnej zastawy stołowej, do dziś przetrwały tylko nieliczne jej egzemplarze. Produkcja jedwabiu we Włoszech rozwinęła się na taką skalę, że nastąpiło uniezależnienie od importu z Bizancjum i świata muzułmańskiego. We Francji i Flandrii tkactwo serii gobelinów takich jak Dama z jednorożcem stało się główną branżą wytwarzającą dobra luksusowe.
Obszerne wnętrza gotyckich kościołów pozwalały na umieszczenie w ich wnętrzu większej ilości rzeźb, zdobiących grobowce i ambony (np. ambona autorstwa Giovanniego Pisano w kościele San Andrea w Pistoi). Często powstawały malowane lub rzeźbione dekoracje ołtarzy, szczególnie w kościołach mających wiele kaplic (np. Ołtarz Trzech Króli w Kolonii i Ołtarz mariacki w Krakowie). Malarze niderlandzcy tacy jak Jan van Eyck (zm. 1441) i Rogier van der Weyden (zm. 1464) rywalizowali z włoskimi, podobnie jak północnoeuropejscy twórcy manuskryptów. W XV wieku świeckie elity zaczęły na szeroką skalę gromadzić tego typu dzieła, jak również zamawiać nowe książki o tematyce świeckiej. Drukowane od około 1450 książki szybko stały się popularne, chociaż nadal były drogie. Do roku 1500 włącznie było około 30 tysięcy wydań różnego rodzaju inkunabułów (jak nazywane są książki wydane drukiem do tego roku), podczas gdy iluminowane manuskrypty ze względu na pracochłonność wykonania i związaną z tym cenę były wydawane w niewielkiej liczbie egzemplarzy. W północnej Europie od połowy XV wieku proste drzeworyty, niemal zawsze o tematyce religijnej, były dostępne cenowo nawet dla chłopów. Książki zawierające wiele ilustracji wyższej jakości (dla których matryce zostały wykonane techniką grawerską) były przeznaczone dla zamożniejszych klientów.

## Współczesne postrzeganie średniowiecza

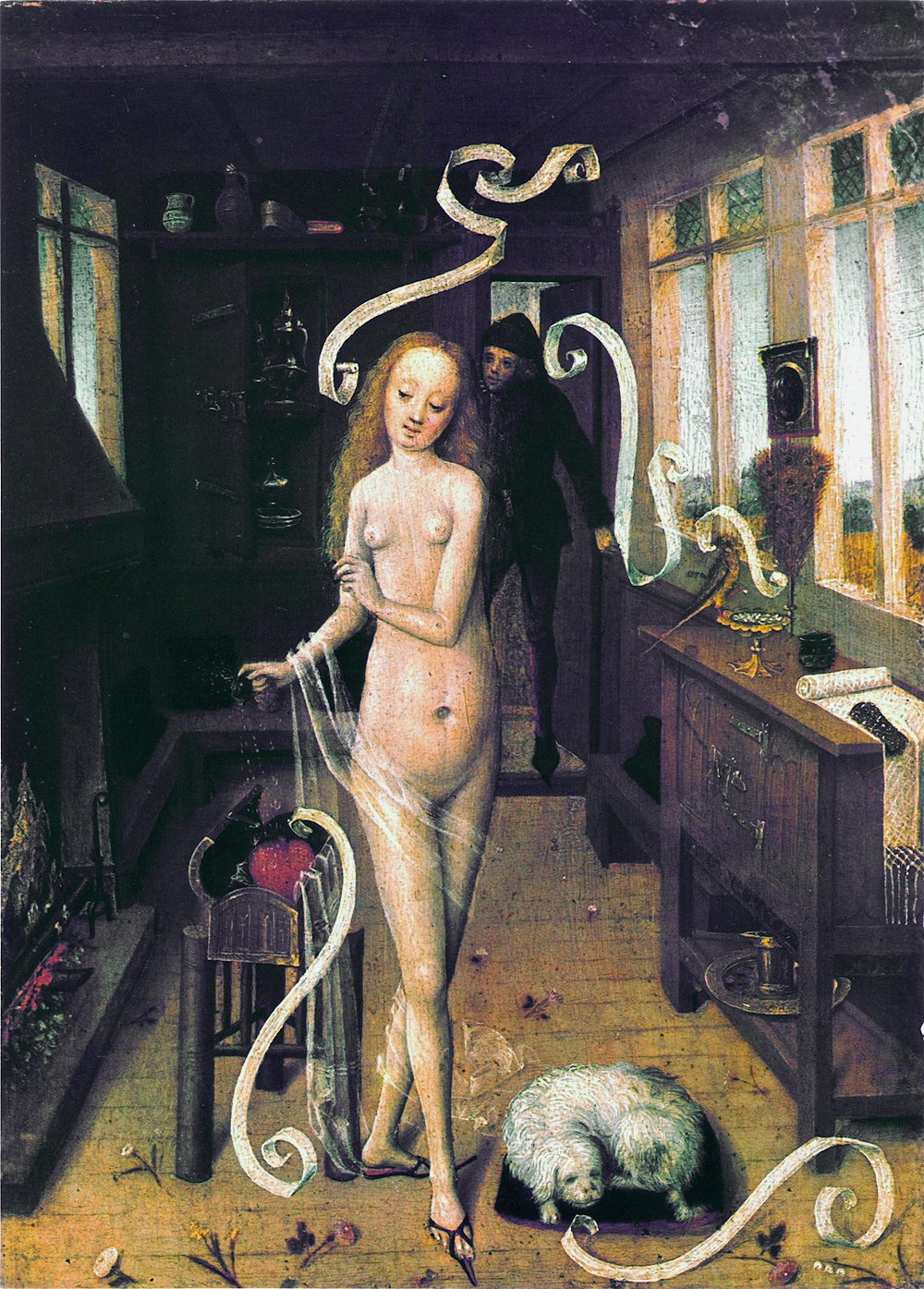
Czar miłości, 1470–80, Muzeum Sztuk Pięknych w Lipsku

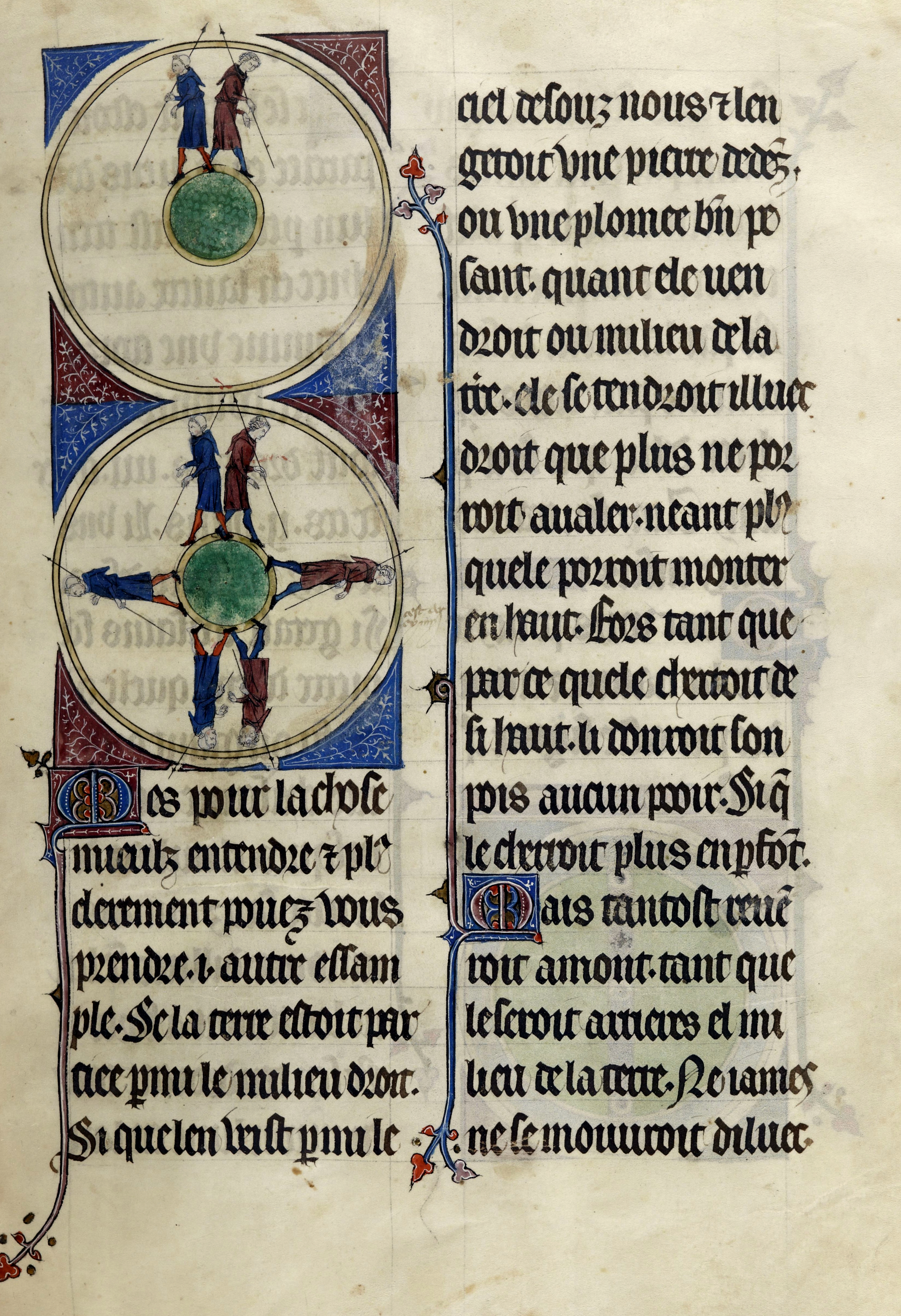
Średniowieczna ilustracja przedstawiająca Ziemię w kształcie kuli; XIV-wieczna kopia L’Image du monde, Gautiera z Metz

Średniowiecze jest często karykaturalnie przedstawiane jako „czas ignorancji i przesądów”, w którym stawiano „nauczanie Kościoła ponad osobistym doświadczeniem i racjonalnym działaniem”. Jest to dziedzictwo zarówno renesansu, jak i epoki oświecenia, kiedy uczeni przeciwstawiali kulturę i wiedzę swoich czasów ze średniowieczną, ze szkodą dla średniowiecza. Uczeni epoki renesansu uważali średniowiecze za okres upadku kultury i cywilizacji klasycznej; uczeni epoki oświecenia głosili prymat rozumu nad wiarą i z tego powodu uważali średniowiecze za okres ciemnoty i zabobonu. Podejście takie może prowadzić do ideologizowania zagadnienia i przekłamań w obydwie strony, na czym cierpi rzetelność badań historycznych. Wśród historyków tworzących w XX i XXI wieku pogląd o ciemnocie średniowiecza jest uważany za częściowo lub całkowicie fałszywy i przestarzały. Okresy regresu miały miejsce, ale ich przyczyny są dalece bardziej skomplikowane niż rzekoma dzikość, ignorancja czy zabobonność. Poza tym występowały także okresy rozwoju, a bez niektórych z nich nie doszłoby potem do zmian i nowych odkryć w następnych epokach.
Inni uczeni twierdzą, że rozum był powszechnie poważany w średniowieczu. Amerykański historyk Edward Grant pisał: „Jeśli w epoce oświecenia były głoszone rewolucyjne i racjonalne myśli i poglądy, było to możliwe tylko dzięki długiej, wywodzącej się ze średniowiecza tradycji, która ugruntowała użycie rozumu i logicznego myślenia jako jednych z najważniejszych obszarów ludzkiej działalności”. Ponadto wbrew rozpowszechnionemu przekonaniu, David Lindberg pisał, że „uczeni okresu późnego średniowiecza rzadko doświadczali siły przymusu Kościoła i mogli uważać się za wolnych (zwłaszcza w naukach przyrodniczych) w podążaniu tam, dokąd prowadziły ich logika i obserwacja”.
Wypaczone spojrzenie na ten okres przejawia się także w niektórych konkretnych poglądach. Jednym z takich błędnych wyobrażeń jest – po raz pierwszy propagowane w XIX wieku i nadal bardzo rozpowszechnione – przekonanie, że wszyscy ludzie w średniowieczu wierzyli, że Ziemia jest płaska. To nie jest prawdą, ponieważ wykładowcy na średniowiecznych uniwersytetach powszechnie twierdzili, że dowody wskazują, że Ziemia ma kształt sfery. David Lindberg i Ronald Numbers, inni uczeni badający ten okres, twierdzili, że „było niewielu chrześcijańskich uczonych w średniowieczu, którzy nie uznawali kulistości (sferyczności) Ziemi, a nawet znali oni w przybliżeniu jej obwód”. Innymi błędnymi przekonaniami są: „Kościół w średniowieczu zakazywał sekcji zwłok”, „rozwój chrześcijaństwa zabił starożytną naukę” i „średniowieczny Kościół zahamował rozwój filozofii przyrody” – są one cytowane przez Ronalda Numbersa jako przykłady szeroko rozpowszechnionych mitów traktowanych jako prawda historyczna, chociaż nie potwierdzają ich współczesne badania historyczne.